# 평택제천고속도로
평택제천고속도로(平澤堤川高速道路, 고속국도 제40호선)는 경기도 평택시를 기점으로, 충청북도 제천시를 종점으로 하여 동서를 잇는 대한민국의 고속도로이다. 2002년 12월 12일 서평택 분기점에서 서안성 나들목 구간이 개통된 것을 시작으로 구간별로 단계적으로 개통하여 잔여 구간인 동충주 나들목 - 제천 분기점 구간이 2015년 6월 30일에 완공하여 개통됨으로써 127.1km 전 구간이 개통되었다.

## 역사
- 1997년 8월 27일 : 경기도 평택시 청북면 ~ 충청북도 음성군 대소면 구간을 고속국도 제24호선 평택음성고속도로(평택 ~ 음성선)으로 지정[1]
- 1997년 12월 7일: 서안성 나들목 - 대소 분기점 구간 (32.2km) 착공
- 1997년 12월 22일: 서평택 분기점 - 서안성 나들목 구간 (25.6km) 착공
- 1998년 6월 12일 : 2002년 12월까지 평택 ~ 음성고속도로 평택 ~ 안성 구간 신설을 위해 경기도 평택시 청북면 고잔리 ~ 안성시 원곡면 반제리 26.6km 구간 도로구역 결정[2]
- 2001년 8월 25일 : 노선번호를 제24호에서 제40호로 변경.[3]
- 2002년 11월 2일 : 2008년 12월까지 평택 ~ 음성고속도로 안성 ~ 음성 구간 신설을 위해 경기도 안성시 원곡면 반제리 ~ 미양면 구수리 10.15km 구간과 충청북도 진천군 광혜원면 죽현리 ~ 음성군 대소면 미곡리 6.04km 구간 도로구역 결정[4]
- 2002년 12월 5일 : 종점을 '충청북도 음성군 대소면'에서 '충청북도 충주시 엄정면'으로 연장. 이에 따라 '평택음성고속도로(평택 ~ 음성선)'에서 평택충주고속도로(평택 ~ 충주선)가 됨.[5]
- 2002년 12월 12일: 서평택 분기점 ~ 서안성 나들목 25.7km 구간 개통[6]
- 2003년 10월 29일 : 2009년 12월까지 안성 ~ 음성 구간 (6, 7공구) 신설을 위해 경기도 안성시 미양면 구수리 ~ 충청북도 진천군 광혜원면 죽현리 15.18km 구간 도로구역 결정[7]
- 2007년 2월 6일 : 음성 ~ 충주(대소 ~ 노은) 구간 신설을 위해 충청북도 음성군 대소면 미곡리 ~ 충주시 노은면 가신리 27.9km 구간 도로구역 결정[8]
- 2007년 8월 3일 : 음성 ~ 충주(문성 ~ 율능) 구간 신설을 위해 충청북도 충주시 노은면 문성리 ~ 엄정면 율능리 17.5km 구간 도로구역 결정[9]
- 2007년 8월 8일: 대소 분기점 ~ 동충주 나들목 45.6km 구간 1공구 ~ 4공구 착공
- 2007년 8월 31일: 서안성 나들목 - 남안성 나들목 10.1km 구간 개통[10]
- 2007년 10월 11일 : 2009년 12월까지 북진천 나들목 추가 설치를 위해 경기도 안성시 원곡면 반제리 ~ 충청북도 음성군 대소면 미곡리 31.3km 구간 도로구역 변경[11]
- 2007년 12월 20일: 대소 분기점 ~ 동충주 나들목 45.6km 구간 5공구 ~ 7공구 착공
- 2008년 1월 3일 : 종점을 '충청북도 충주시 엄정면'에서 '충청북도 제천시 금성면'으로 연장. 이에 따라 '평택충주고속도로(평택 ~ 충주선)'에서 평택제천고속도로(평택 ~ 제천선)가 됨.[12]
- 2008년 9월 9일 : 음성 ~ 충주 구간 금왕 나들목과 신니 나들목 접속부 위치 변경을 위해 충청북도 음성군 대소면 미곡리 ~ 충주시 노은면 가신리 27.9km 구간 도로구역 변경[13]
- 2008년 11월 11일: 남안성 나들목 - 대소 분기점 22km 구간 개통[14]
- 2009년 1월 15일 : 2009년 12월까지 북진천 나들목 국도 접속부 위치 변경을 위해 경기도 안성시 원곡면 반제리 ~ 충청북도 음성군 대소면 미곡리 31.3km 구간 도로구역 변경[15]
- 2009년 5월 26일 : 충주 ~ 제천 구간 신설을 위해 충청북도 충주시 엄정면 율능리 ~ 제천시 금성면 월림리 23.9km 구간 도로구역 결정[16]
- 2009년 7월 22일 : 동충주 나들목 ~ 제천 분기점 23.9km 구간 1공구, 3공구 ~ 5공구 착공
- 2009년 7월 24일 : 북진천 나들목 개통[17]
- 2009년 8월 13일 : 동충주 나들목 ~ 제천 분기점 23.9km 구간 2공구 착공
- 2009년 10월 29일 : 평택화성고속도로 개통과 함께 평택 분기점 개통[18]
- 2010년 12월 28일 : 도로명주소에 서평택 분기점부터 제천 분기점까지 135.56km 구간을 평택제천고속도로로 고시[19]
- 2013년 8월 12일: 대소 분기점 - 충주 분기점 27.6km 구간 개통. 단, 금왕꽃동네 나들목은 개통연기[20]
- 2013년 11월 26일 : 금왕꽃동네 나들목 개통[21]
- 2014년 10월 31일 : 충주 분기점 - 동충주 나들목 18.0km 구간 개통[22]
- 2014년 12월 8일 : 2015년까지 졸음쉼터 및 남제천 나들목 구조 변경을 위해 충청북도 충주시 엄정면 율능리 ~ 제천시 금성면 월림리 23.9km 구간 도로구역 변경[23]
- 2015년 3월 27일 : 국토교통부고시로 기점을 '경기도 평택시 청북면 고잔리', 종점을 '충청북도 제천시 금성면 월림리'으로 명시[24]
- 2015년 6월 30일 : 동충주 나들목 - 제천 분기점 23.9km 구간 개통[25][26]
- 2016년 1월 26일 : 고덕국제화 나들목 신설을 위해 경기도 평택시 고덕면 방축리 ~ 궁리 2.14km 구간 도로구역 변경[27]
- 2016년 9월 21일 : 2019년까지 평택복합휴게시설 조성을 위해 경기도 평택시 청북면 현곡리 ~ 토진리 910m 구간 도로구역 변경[28]
- 2017년 4월 11일 : 2018년 10월까지 고덕국제화 나들목 회차로 형식 변경을 위해 경기도 평택시 고덕면 방축리 ~ 궁리 2.14km 구간 도로구역 변경[29]
- 2018년 5월 31일 : 평택고덕 나들목 개통[30] 예정이었으나 안전 문제로 인해 평택고덕 나들목 개통일을 2018년 6월로 연기[31]
- 2018년 6월 30일 : 평택고덕 나들목 개통[32]
- 2019년 2월 1일 : 2020년 12월까지 서평택 기점 54.3km 위치에 졸음쉼터 신설을 위해 충청북도 진천군 광혜원면 죽현리 800m 구간 도로구역 변경[33]
- 2020년 9월 24일 : 평택휴게소 신설 개장[34]
- 2021년 5월 31일 : 2022년 12월까지 서평택 기점 52.5km 위치에 졸음쉼터 신설을 위해 충청북도 진천군 광혜원면 죽현리 240m 구간 도로구역 변경[35]
- 2025년 1월 1일 : 남안성 분기점 개통

## 구성

### 차로수
- 서안성 나들목 ~ 제천 분기점 : 왕복 4차로
- 서평택 분기점 ~ 송탄 나들목, 안성 분기점 ~ 서안성 나들목 :왕복 6차로
- 송탄 나들목 ~ 안성 분기점 : 왕복 8차로

### 총 연장
- 127.1km

### 제한속도
- 전 구간 최고 100km/h
- 전 구간 최저 50km/h

### 터널
| 터널 이름   | 소재지                          | 길이   | 준공 년도 | 비고      |
| ----------- | ------------------------------- | ------ | --------- | --------- |
| 평택터널    | 경기도 평택시 지제동            | 370m   | 2002년    |           |
| 반제터널    | 경기도 안성시 원곡면 반제리     | 140m   | 2007년    |           |
| 금광1터널   | 경기도 안성시 금광면 개산리     | 806m   | 2008년    | 제천 방면 |
| 금광1터널   | 경기도 안성시 금광면 개산리     | 802m   | 2008년    | 평택 방면 |
| 금광2터널   | 경기도 안성시 금광면 오산리     | 369m   | 2008년    | 제천 방면 |
| 금광2터널   | 경기도 안성시 금광면 오산리     | 380m   | 2008년    | 평택 방면 |
| 금광3터널   | 경기도 안성시 금광면 한운리     | 457m   | 2008년    | 제천 방면 |
| 금광3터널   | 경기도 안성시 금광면 옥정리     | 498m   | 2008년    | 평택 방면 |
| 안진터널    | 경기도 안성시 금광면 옥정리     | 2,300m | 2008년    | 제천 방면 |
| 안진터널    | 경기도 안성시 금광면 옥정리     | 2,355m | 2008년    | 평택 방면 |
| 수리산터널  | 충청북도 음성군 생극면 오생리   | 212m   | 2013년    |           |
| 신니터널    | 충청북도 충주시 신니면 문락리   | 309m   | 2013년    |           |
| 노은1터널   | 충청북도 충주시 노은면 문성리   | 979m   | 2014년    | 제천 방면 |
| 노은1터널   | 충청북도 충주시 노은면 문성리   | 968m   | 2014년    | 평택 방면 |
| 노은2터널   | 충청북도 충주시 노은면 신효리   | 206m   | 2014년    | 제천 방면 |
| 노은2터널   | 충청북도 충주시 노은면 신효리   | 210m   | 2014년    | 평택 방면 |
| 노은3터널   | 충청북도 충주시 노은면 신효리   | 368m   | 2014년    | 제천 방면 |
| 노은3터널   | 충청북도 충주시 노은면 신효리   | 356m   | 2014년    | 평택 방면 |
| 노은4터널   | 충청북도 충주시 노은면 신효리   | 535m   | 2014년    | 제천 방면 |
| 노은4터널   | 충청북도 충주시 노은면 신효리   | 450m   | 2014년    | 평택 방면 |
| 중앙탑터널  | 충청북도 충주시 중앙탑면 가흥리 | 679m   | 2014년    |           |
| 산척1터널   | 충청북도 충주시 엄정면 율능리   | 1,066m | 2015년    | 제천 방면 |
| 산척1터널   | 충청북도 충주시 엄정면 율능리   | 1,079m | 2015년    | 평택 방면 |
| 산척2터널   | 충청북도 충주시 산척면 영덕리   | 274m   | 2015년    | 제천 방면 |
| 산척2터널   | 충청북도 충주시 산척면 영덕리   | 238m   | 2015년    | 평택 방면 |
| 천등산1터널 | 충청북도 충주시 산척면 영덕리   | 399m   | 2015년    | 제천 방면 |
| 천등산1터널 | 충청북도 충주시 산척면 영덕리   | 442m   | 2015년    | 평택 방면 |
| 천등산2터널 | 충청북도 충주시 산척면 영덕리   | 119m   | 2015년    | 제천 방면 |
| 천등산3터널 | 충청북도 충주시 산척면 명서리   | 2,645m | 2015년    | 제천 방면 |
| 천등산3터널 | 충청북도 충주시 산척면 명서리   | 2,619m | 2015년    | 평택 방면 |
| 산척3터널   | 충청북도 충주시 산척면 명서리   | 1,256m | 2015년    | 제천 방면 |
| 산척3터널   | 충청북도 충주시 산척면 명서리   | 1,274m | 2015년    | 평택 방면 |
| 산척4터널   | 충청북도 충주시 산척면 명서리   | 1,243m | 2015년    | 제천 방면 |
| 산척4터널   | 충청북도 충주시 산척면 명서리   | 1,191m | 2015년    | 평택 방면 |
| 금성터널    | 충청북도 제천시 청풍면 장선리   | 4,427m | 2015년    | 제천 방면 |
| 금성터널    | 충청북도 제천시 청풍면 장선리   | 4,465m | 2015년    | 평택 방면 |

### 교량
- 고렴1교
- 고렴2교
- 현곡1교
- 현곡2교
- 토진1교
- 토진2교
- 양교1교
- 양교2교
- 양교3교
- 안화1교
- 안화2교
- 안화3교
- 안화4교
- 안화5교
- 진위천교
- 해창철교
- 서정천교
- 궁리1교
- 궁리2교
- 방축교
- 송탄교
- 모곡1교
- 모곡2교
- 모곡3교
- 칠괴교
- 도일교
- 통복천교
- 청룡교
- 강문교
- 반제1교
- 반제2교
- 용두교
- 만정교
- 유천교
- 마정교
- 야촌교
- 신두1교
- 한천교
- 당촌교
- 갈전안성천교
- 갈전1교
- 갈전2교
- 보체2교
- 보체3교
- 보체4교
- 구수교
- 신능1교
- 신능2교
- 신능3교
- 신능4교
- 마둔교
- 오산2교
- 장죽교
- 한운교
- 현곡천교
- 옥정1교
- 옥정2교
- 금광교
- 죽현1교
- 죽현2교
- 죽현3교
- 내촌1교
- 구암천교
- 내촌2교
- 칠장천교
- 미잠교
- 미곡교
- 수태1교
- 소석천교
- 수태2교
- 부윤1교
- 부윤천교
- 부윤2교
- 봉현1교
- 봉현2교
- 한천교
- 삼봉교
- 삼선천교
- 봉곡교
- 용계1교
- 용계2교
- 금석교
- 육령1교
- 육령2교
- 육령3교
- 육령4교
- 육령5교
- 육령6교
- 육령7교
- 육령8교
- 오생1교
- 오생2교
- 장자울교
- 문락교
- 신니교
- 문성교
- 문성3교
- 신효3교
- 신효4교
- 신효5교
- 수룡1교
- 하구암3교
- 하구암7교
- 가금1교
- 가금2교
- 가흥3교
- 장천1교
- 남한강대교 (1442m)
- 잠병교
- 산척1교
- 산척2교
- 산척3교
- 산척4교
- 산척5교
- 삼탄1교
- 삼탄2교
- 삼탄3교
- 삼탄4교
- 삼탄5교
- 삼탄6교
- 삼탄7교
- 금성교
- 금성2교
- 금성3교
- 월림교

## 나들목 · 분기점
- 여기서 숫자는 진출입 교차점 (IC 및 JC) 번호를 말하고, TG는 요금소 (Tollgate), SA는 휴게소 (Service Area)를 뜻한다.
- 거리의 단위는 km이다.

| 번호                          | 이름                          | 로마자 이름                   | 구간 거리                     | 누적 거리                     | 접속 노선                                                                                   | 소재지                        | 소재지                        | 비고                                                   |
| 153호선 평택시흥고속도로 직결 | 153호선 평택시흥고속도로 직결 | 153호선 평택시흥고속도로 직결 | 153호선 평택시흥고속도로 직결 | 153호선 평택시흥고속도로 직결 | 153호선 평택시흥고속도로 직결                                                               | 153호선 평택시흥고속도로 직결 | 153호선 평택시흥고속도로 직결 | 153호선 평택시흥고속도로 직결                          |
| ----------------------------- | ----------------------------- | ----------------------------- | ----------------------------- | ----------------------------- | ------------------------------------------------------------------------------------------- | ----------------------------- | ----------------------------- | ------------------------------------------------------ |
| 1                             | 서평택 분기점                 | W.Pyeongtaek JC               | -                             | 0.00                          | 15호선 서해안고속도로 153호선 평택시흥고속도로                                              | 경기도                        | 평택시                        | 기점                                                   |
| 2                             | 청북                          | Cheongbuk                     | 2.80                          | 2.80                          | 국도 제39호선 (서해로) 지방도 제302호선 (청원로)                                            | 경기도                        | 평택시                        |                                                        |
| SA                            | 평택휴게소                    | Pyeongtaek SA                 |                               |                               |                                                                                             | 경기도                        | 평택시                        | 양방향 통합형                                          |
| 2-1                           | 평택 분기점                   | Pyeongtaek JC                 | 5.20                          | 8.00                          | 17호선 평택파주고속도로                                                                     | 경기도                        | 평택시                        |                                                        |
| 2-2                           | 평택고덕                      | Pyeongtaek-Godeok             | 5.70                          | 13.70                         | 첨단대로 국도 제38호선 (서동대로)                                                           | 경기도                        | 평택시                        |                                                        |
| 3                             | 송탄                          | Songtan                       | 7.17                          | 20.87                         | 지방도 제302호선 (청원로) 지방도 제317호선 (삼남로)                                         | 경기도                        | 안성시                        |                                                        |
| 4                             | 안성 분기점                   | Anseong JC                    | 2.83                          | 23.70                         | 1호선 경부고속도로                                                                          | 경기도                        | 안성시                        |                                                        |
| 5                             | 서안성                        | W.Anseong                     | 1.98                          | 25.68                         | 국도 제45호선 (남북대로)                                                                    | 경기도                        | 안성시                        |                                                        |
| 6                             | 남안성                        | S.Anseong                     | 10.21                         | 35.89                         | 국가지원지방도 제23호선 (안성대로) 지방도 제302호선 (안성맞춤대로·신두만곡로) 제2공단1길    | 경기도                        | 안성시                        |                                                        |
| SA                            | 안성맞춤휴게소                | Anseong Matchum SA            |                               |                               |                                                                                             | 경기도                        | 안성시                        | 양방향                                                 |
| 6-1                           | 남안성 분기점                 | S.Anseong Junction JC         |                               |                               | 제29호선 세종포천고속도로                                                                   | 경기도                        | 안성시                        |                                                        |
| 7                             | 북진천                        | N.Jincheon                    | 19.91                         | 55.80                         | 국도 제17호선 (생거진천로) 지방도 제302호선 (이덕로)                                        | 충청북도                      | 진천군                        |                                                        |
| 8                             | 대소 분기점                   | Daeso JC                      | 2.09                          | 57.89                         | 35호선 중부고속도로                                                                         | 충청북도                      | 음성군                        |                                                        |
| 9                             | 금왕꽃동네                    | Geumwang-Kkottongne           | 7.25                          | 65.14                         | 국도 제21호선 (진성로) 지방도 제333호선 (대동로) 맹동산단지원로                             | 충청북도                      | 음성군                        |                                                        |
| SA                            | 금왕휴게소                    | Geumwang SA                   |                               |                               |                                                                                             | 충청북도                      | 음성군                        | 양방향                                                 |
| 10                            | 음성                          | Eumseong                      | 7.27                          | 72.41                         | 국도 제37호선 (생음대로) 국가지원지방도 제82호선 (대금로)                                   | 충청북도                      | 음성군                        |                                                        |
| 11                            | 서충주                        | W.Chungju                     | 5.40                          | 77.81                         | 국도 제3호선 (중원대로) 국가지원지방도 제82호선 (신덕로) 지방도 제306호선 (중원대로·용광로) | 충청북도                      | 충주시                        |                                                        |
| 12                            | 충주 분기점                   | Chungju JC                    | 7.68                          | 85.49                         | 45호선 중부내륙고속도로                                                                     | 충청북도                      | 충주시                        | 평택방향의 경우 중부내륙고속도로(창원방향) 진출 불가능 |
| 13                            | 북충주                        | N.Chungju                     | 4.97                          | 90.46                         | 국가지원지방도 제82호선 (감노로) 지방도 제525호선 (솔고개로)                                | 충청북도                      | 충주시                        | 제천방향 진입과 평택방향 진출만 가능                   |
| 13                            | 노은 분기점                   | Noeun JC                      | 0.40                          | 90.86                         | 45호선 중부내륙고속도로                                                                     | 충청북도                      | 충주시                        | 제천방향의 경우 중부내륙고속도로(창원방향) 진출 불가능 |
| 14                            | 동충주                        | E.Chungju                     | 12.33                         | 103.19                        | 국도 제19호선 (충원대로) 국도 제38호선 (북부로)                                             | 충청북도                      | 충주시                        |                                                        |
| SA                            | 천등산휴게소                  | Cheondeungsan SA              |                               |                               |                                                                                             | 충청북도                      | 충주시                        | 양방향                                                 |
| 15                            | 제천 분기점                   | Jecheon JC                    | 23.72                         | 126.91                        | 55호선 중앙고속도로                                                                         | 충청북도                      | 제천시                        | 종점 남제천 나들목과 연계                              |

## 주요 통과지
경기도
- 평택시 (청북읍 - 오성면 - 고덕면 - 지제동 - 모곡동 - 칠괴동 - 도일동) - 안성시 원곡면 - 평택시 청룡동 - 안성시 (원곡면 - 공도읍 - 대덕면 - 미양면 - 서운면 - 중리동 - 금광면)

충청북도
- 진천군 (광혜원면 - 이월면) - 음성군 (대소면 - 맹동면 - 금왕읍 - 생극면) - 충주시 (신니면 - 노은면 - 중앙탑면 - 엄정면 - 금가면 - 엄정면 - 산척면 - 동량면 - 산척면) - 제천시 (청풍면 - 금성면)

## 구간 과속 단속
- 진위천교 ~ 청북 나들목 부근 (서평택 방향 5.7km, 2008년 12월 24일부터 시행)[36]

## 사진

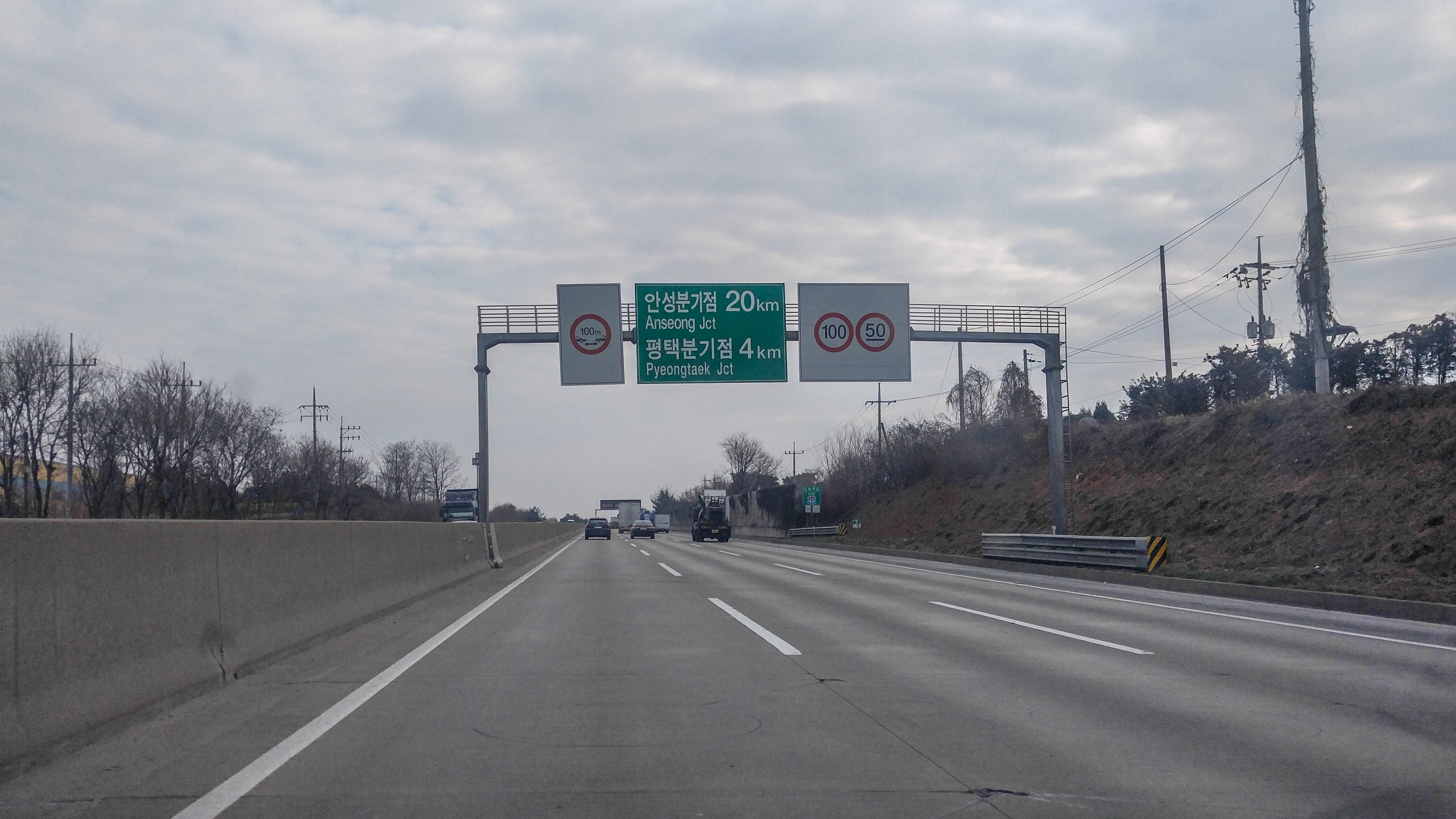
청북 나들목 인근 (제천 방면)
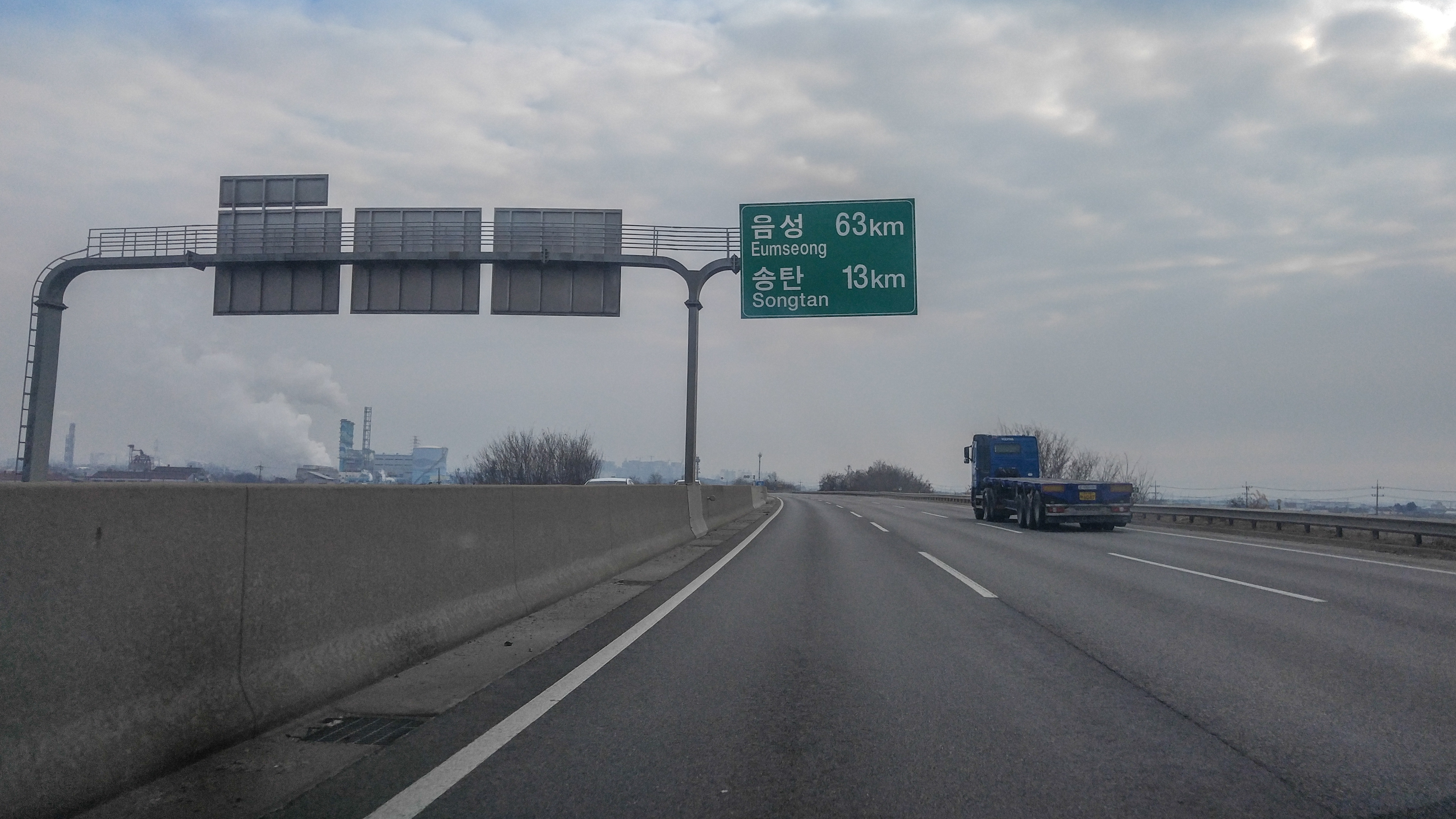
평택 분기점 인근 (제천 방면)
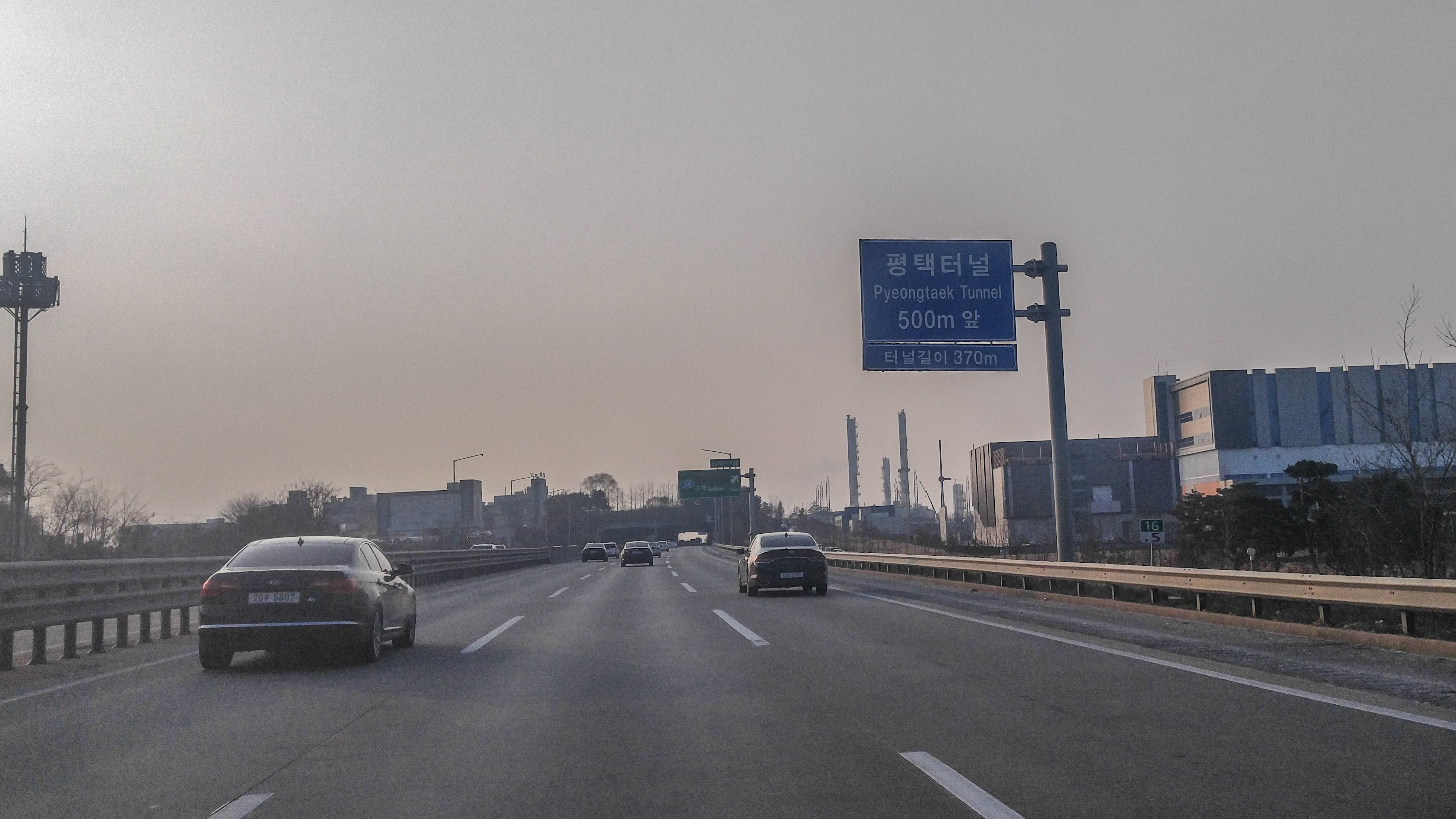
평택터널 500m 표지판 (평택 방면)
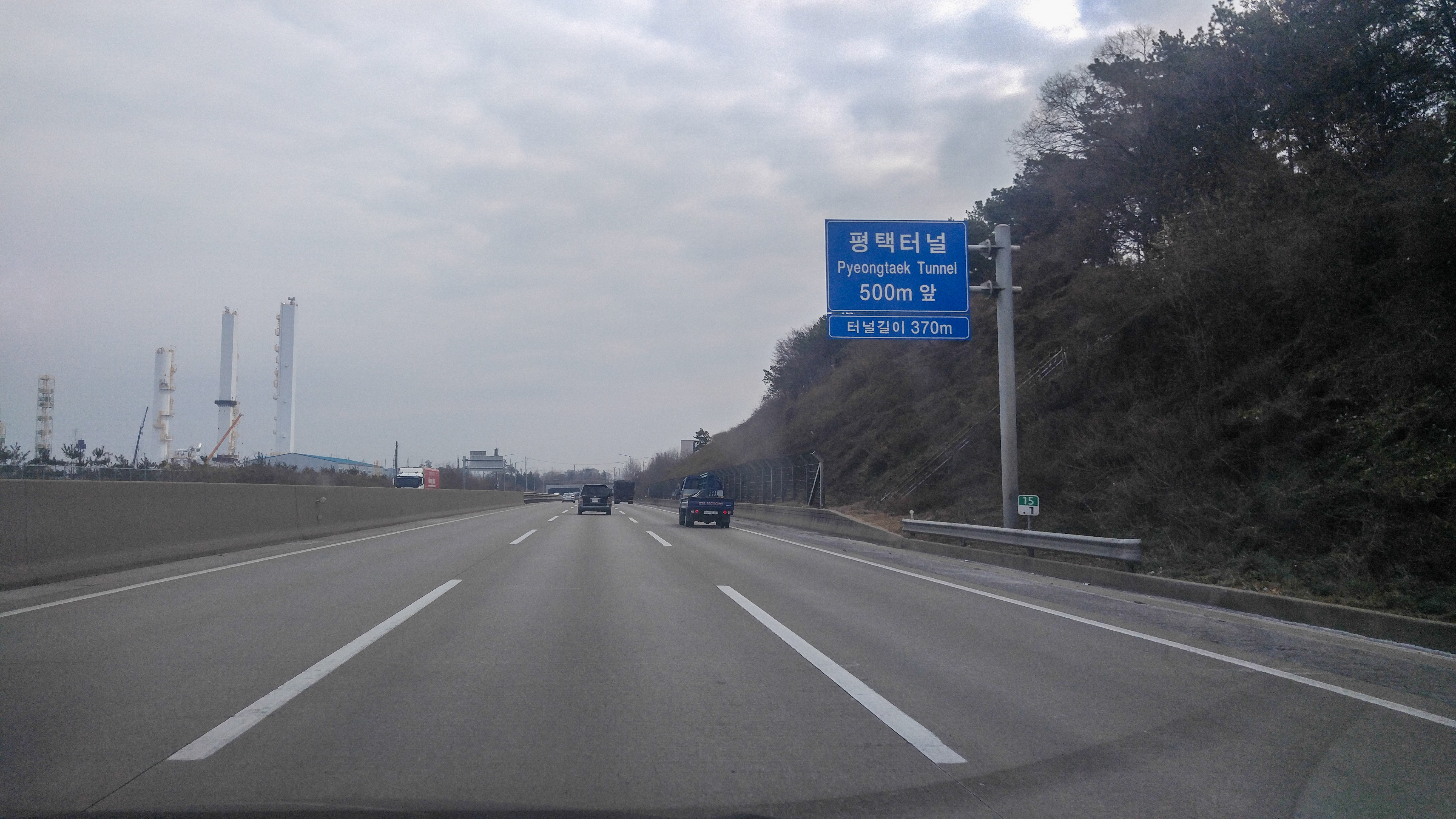
평택터널 500m 표지판 (제천 방면)
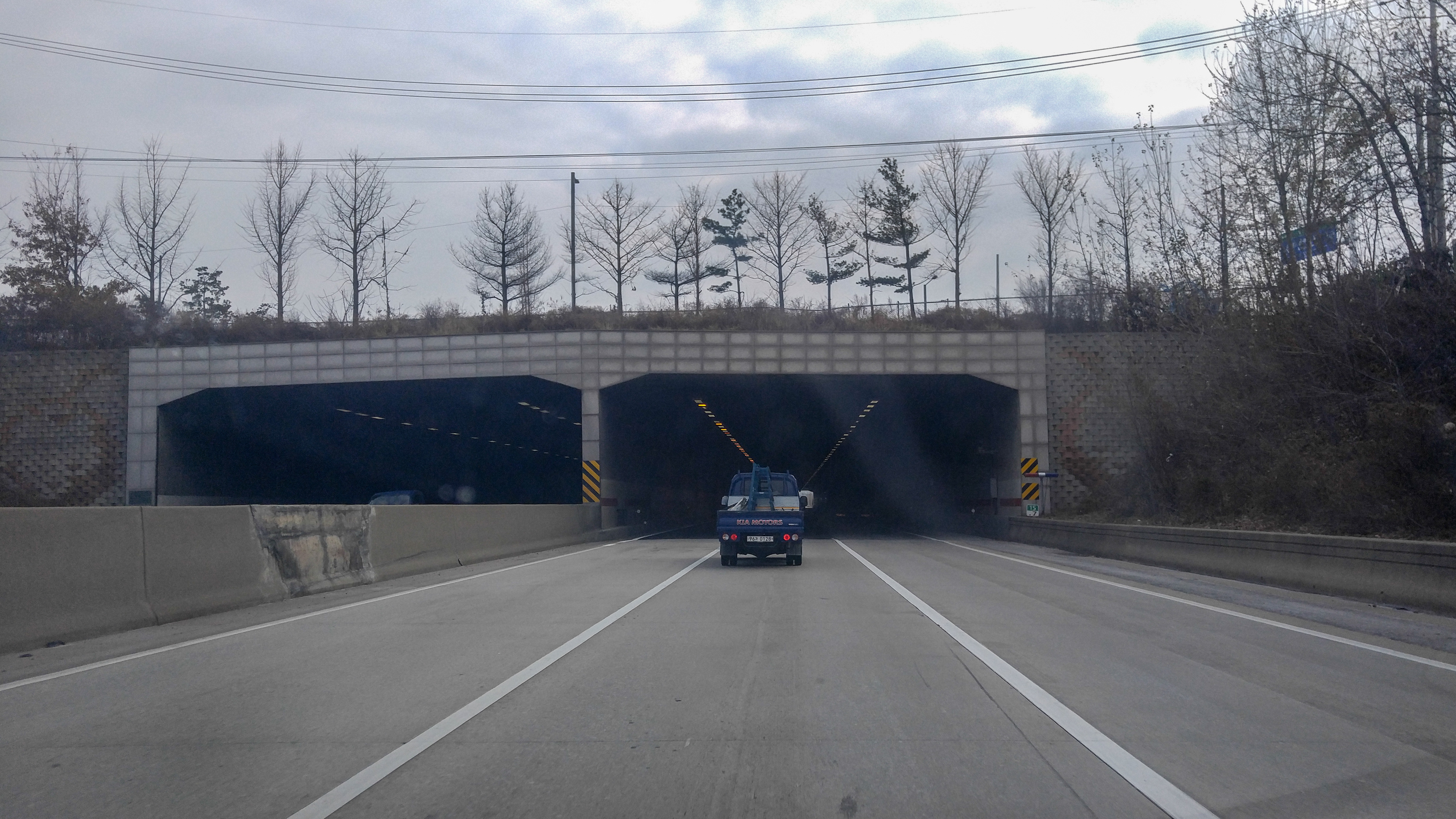
평택터널 입구 (제천 방면)
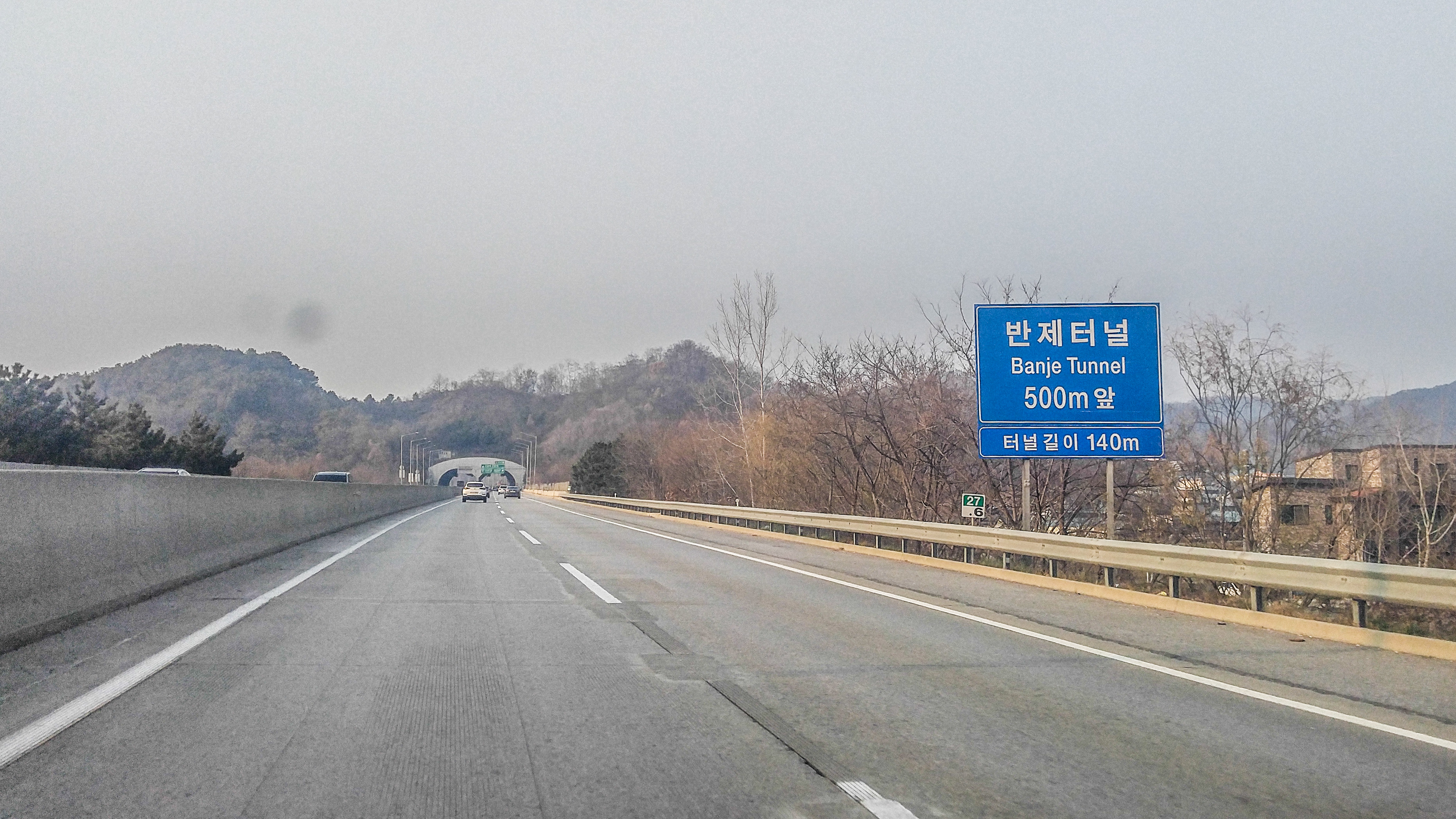
반제터널 500m 표지판 (평택 방면)
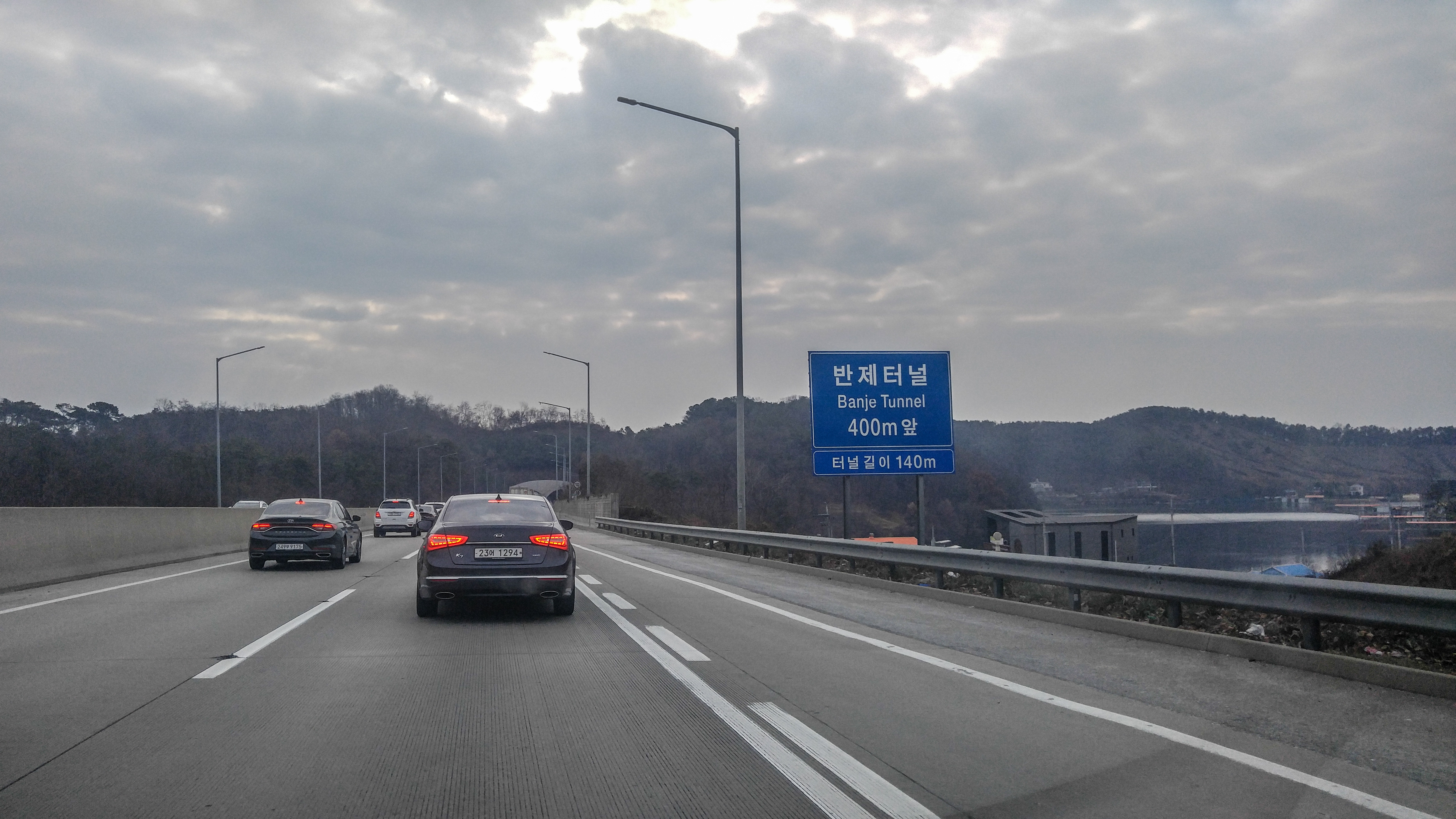
반제터널 400m 표지판 (제천 방면)
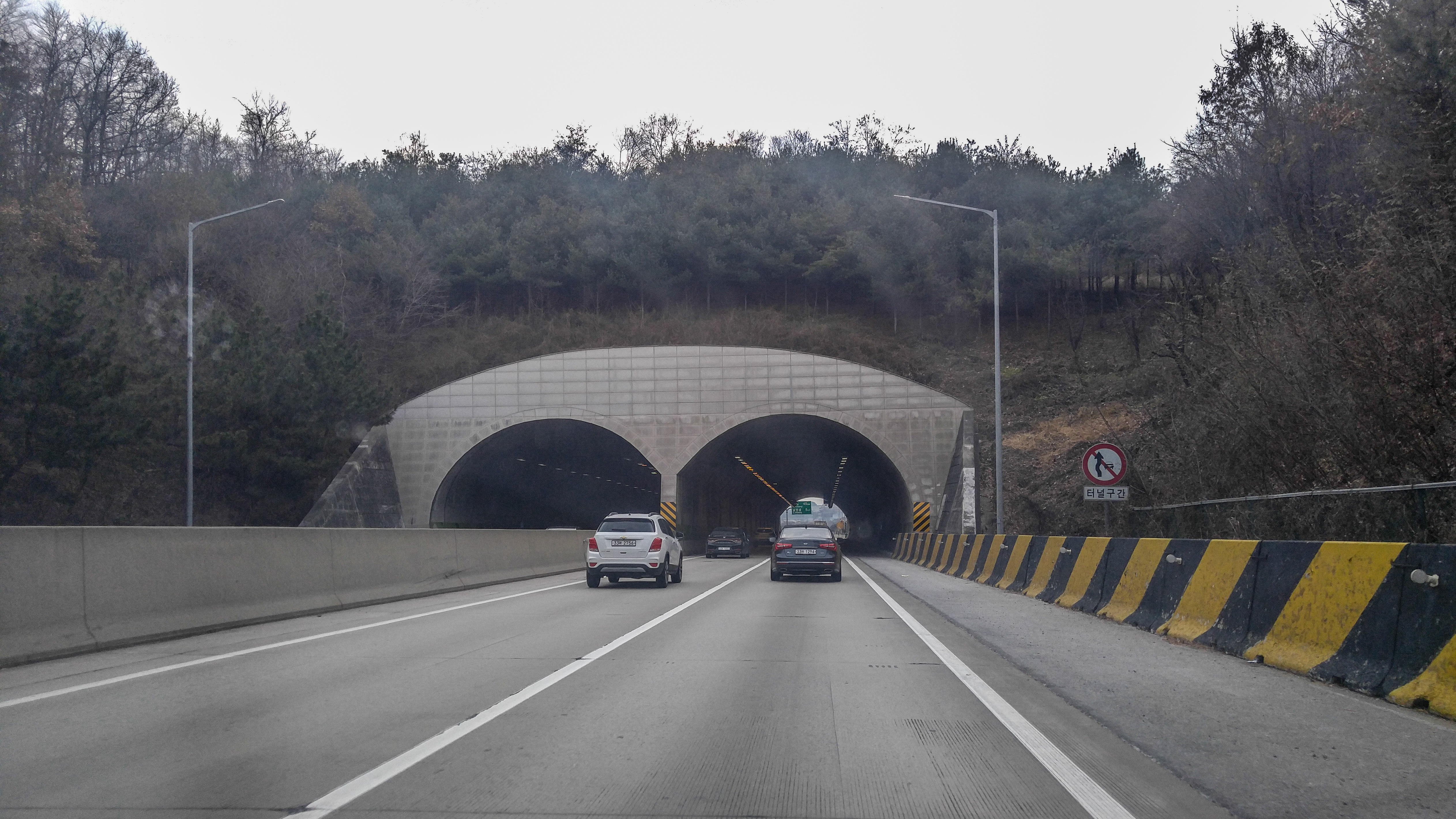
반제터널 입구 (제천 방면)
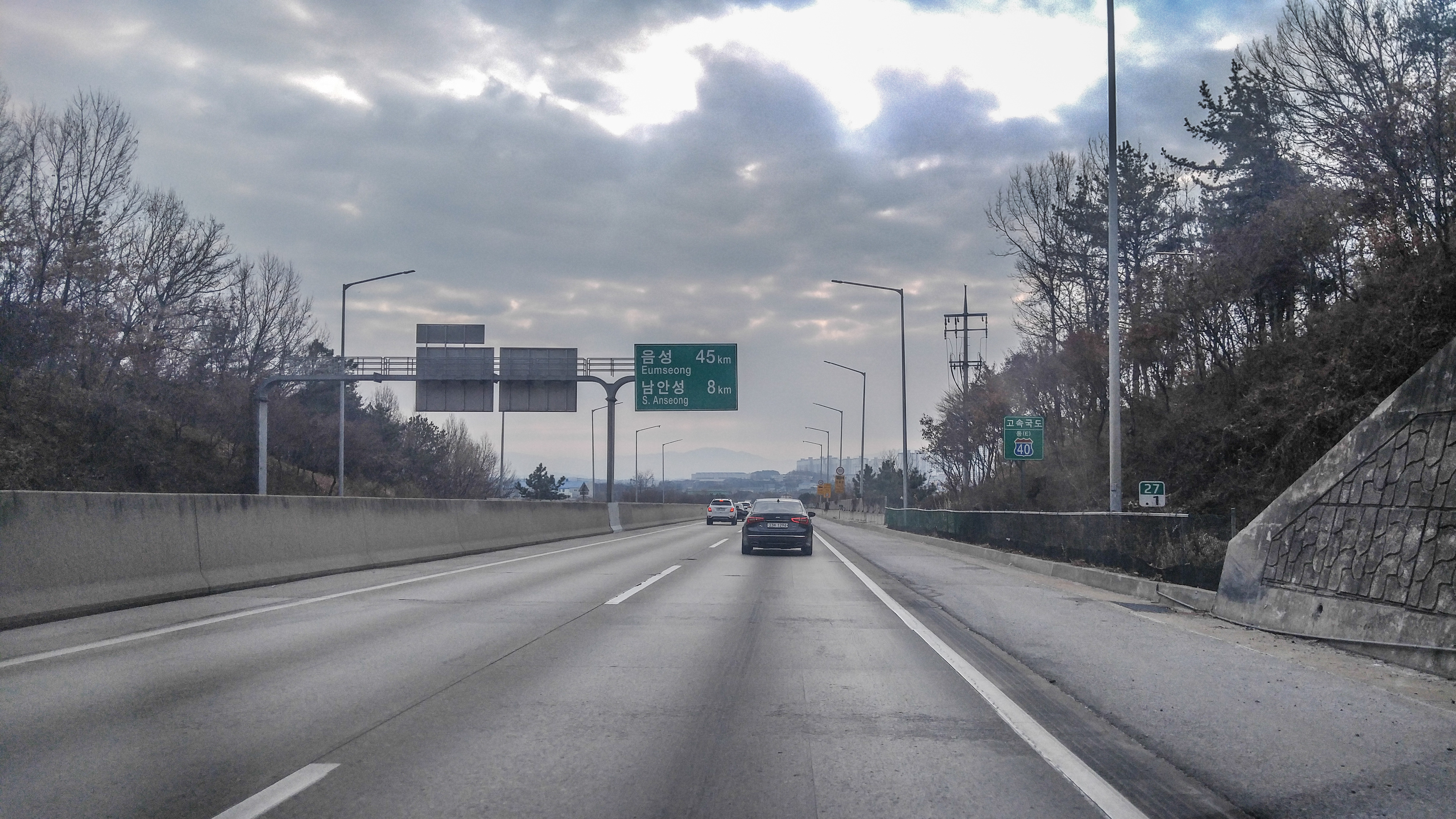
서안성 나들목 인근 (제천 방면)
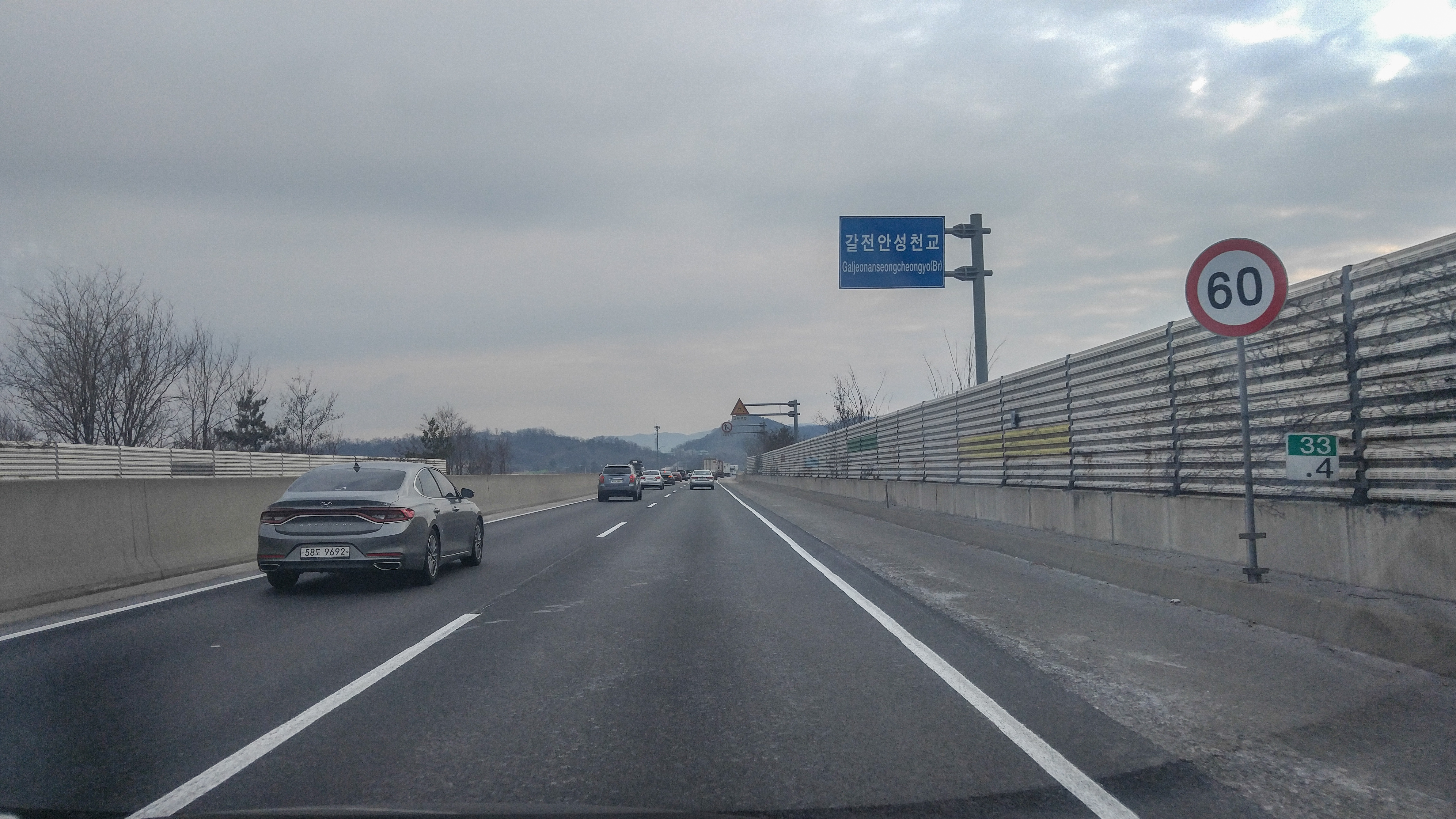
갈전안성천교 표지판 (제천 방면)
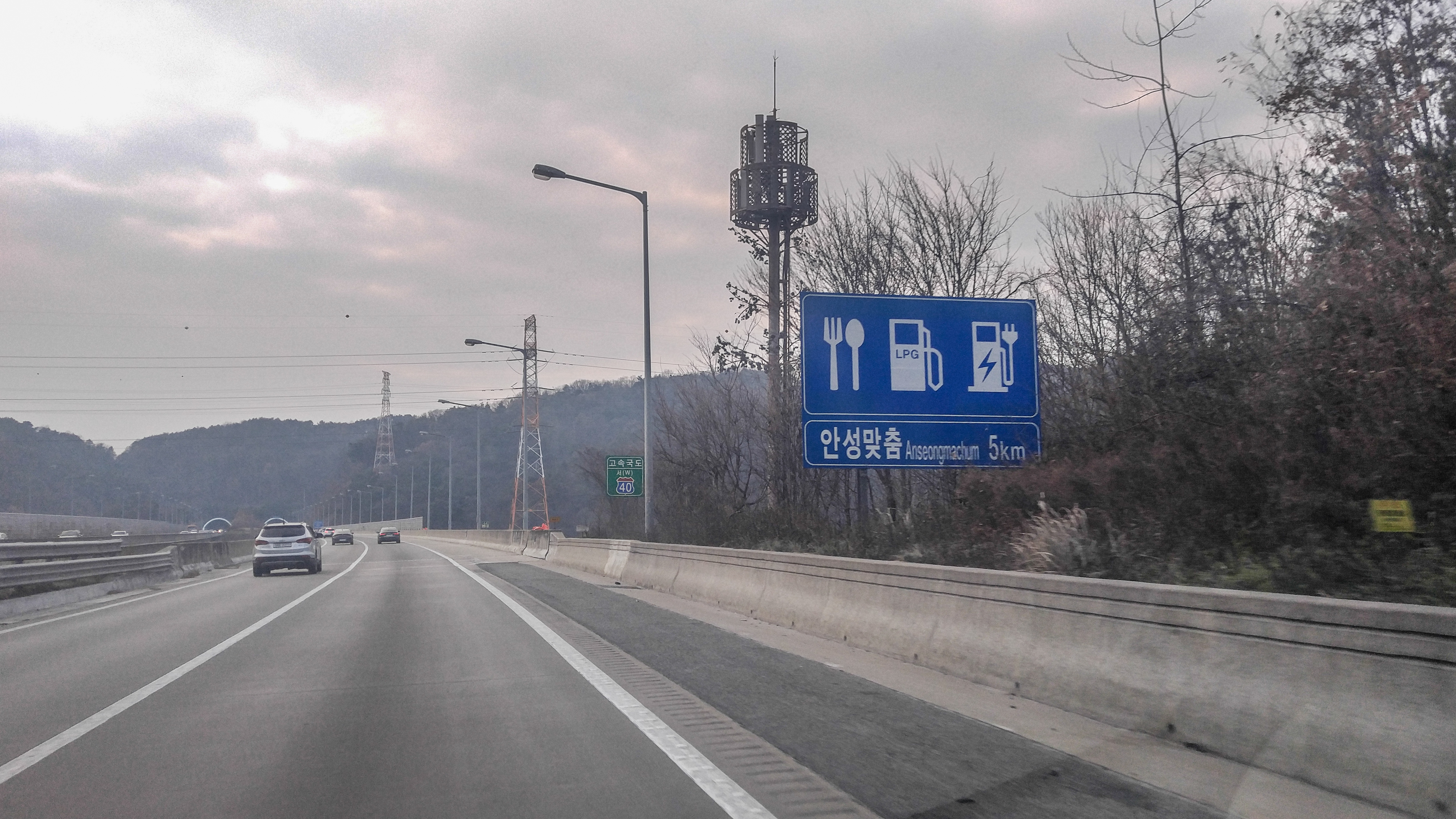
안성맞춤휴게소 5km 표지판 (평택 방면)
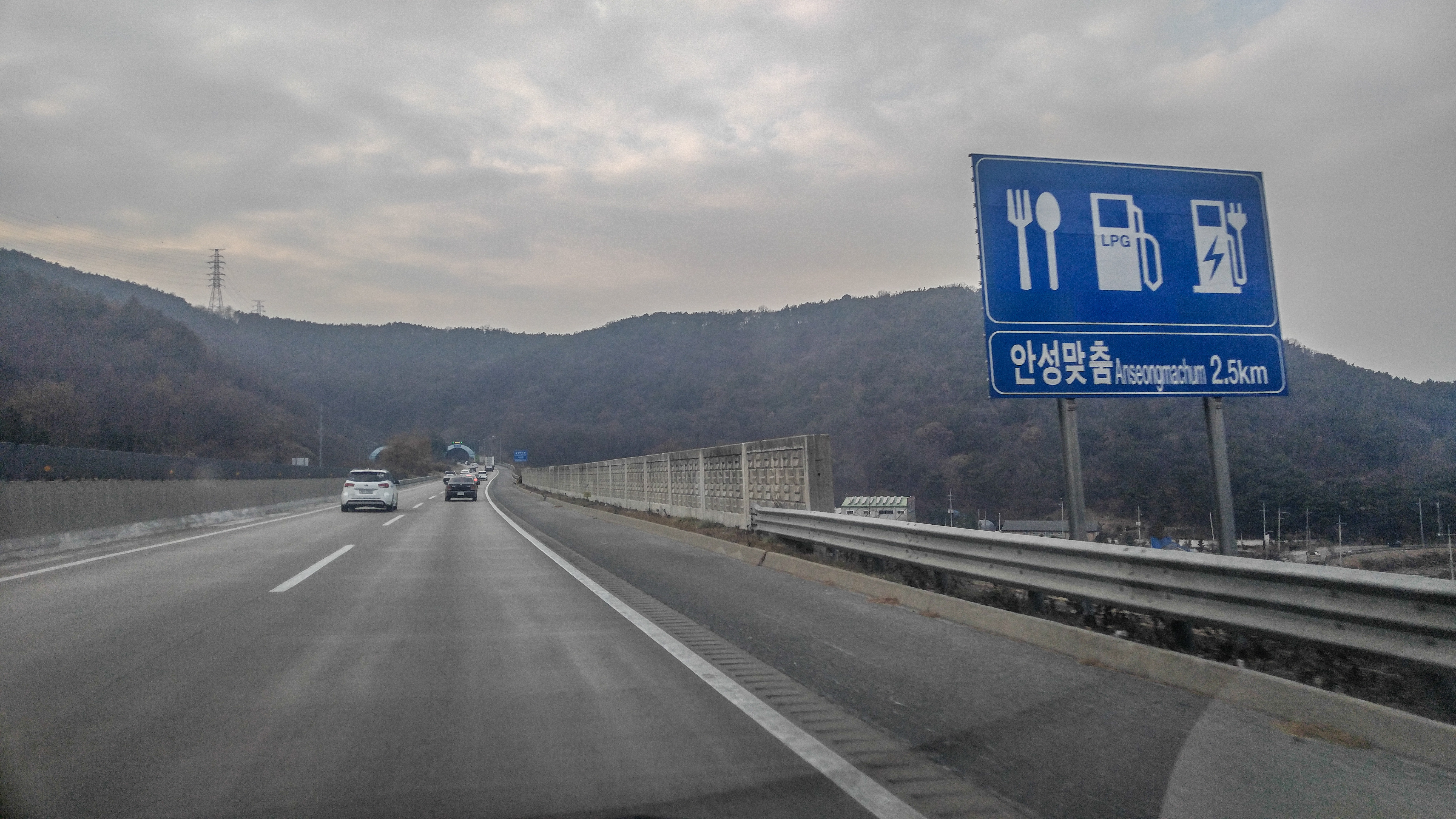
안성맞춤휴게소 2.5km 표지판 (평택 방면)
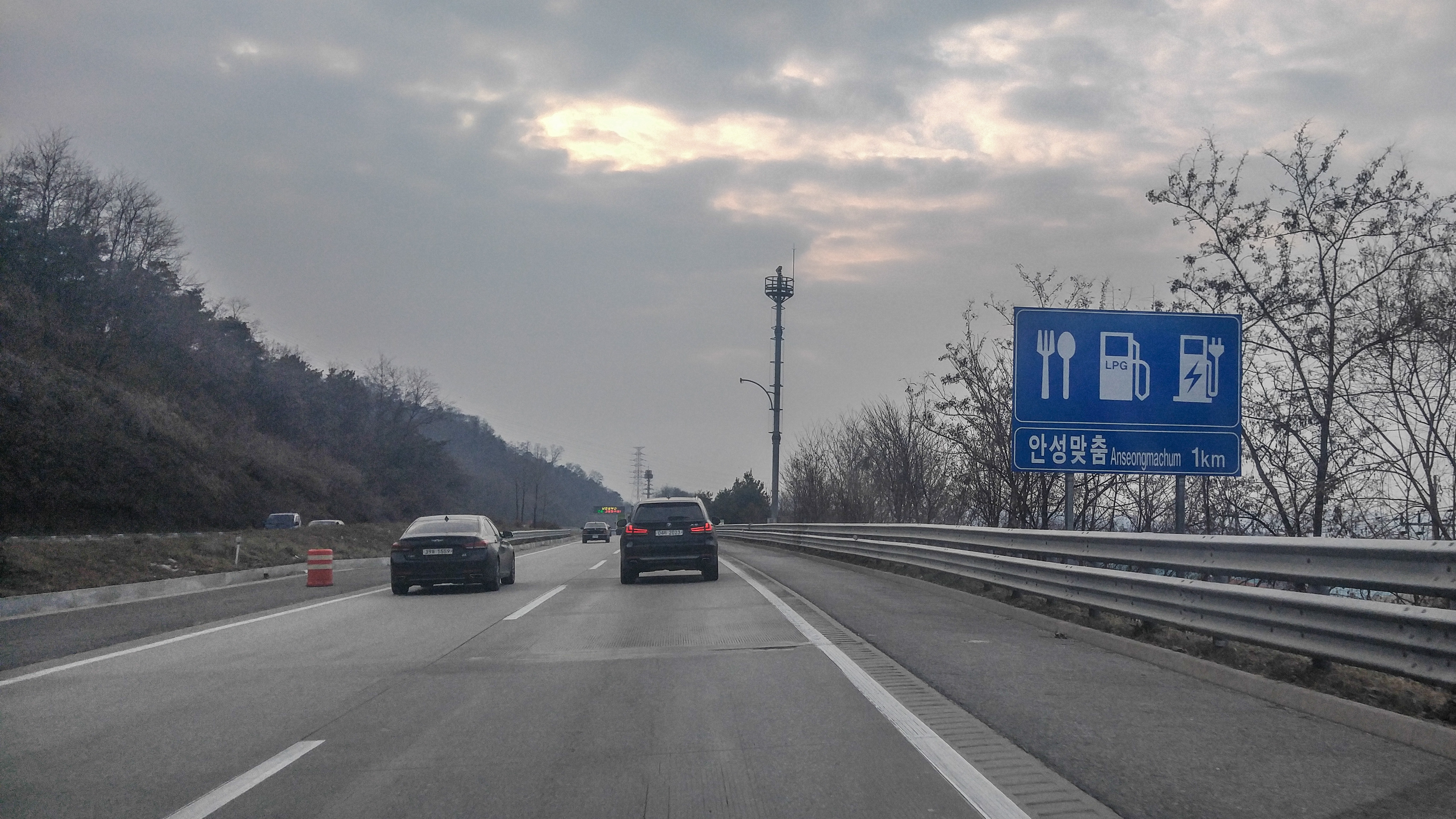
안성맞춤휴게소 1km 표지판 (평택 방면)
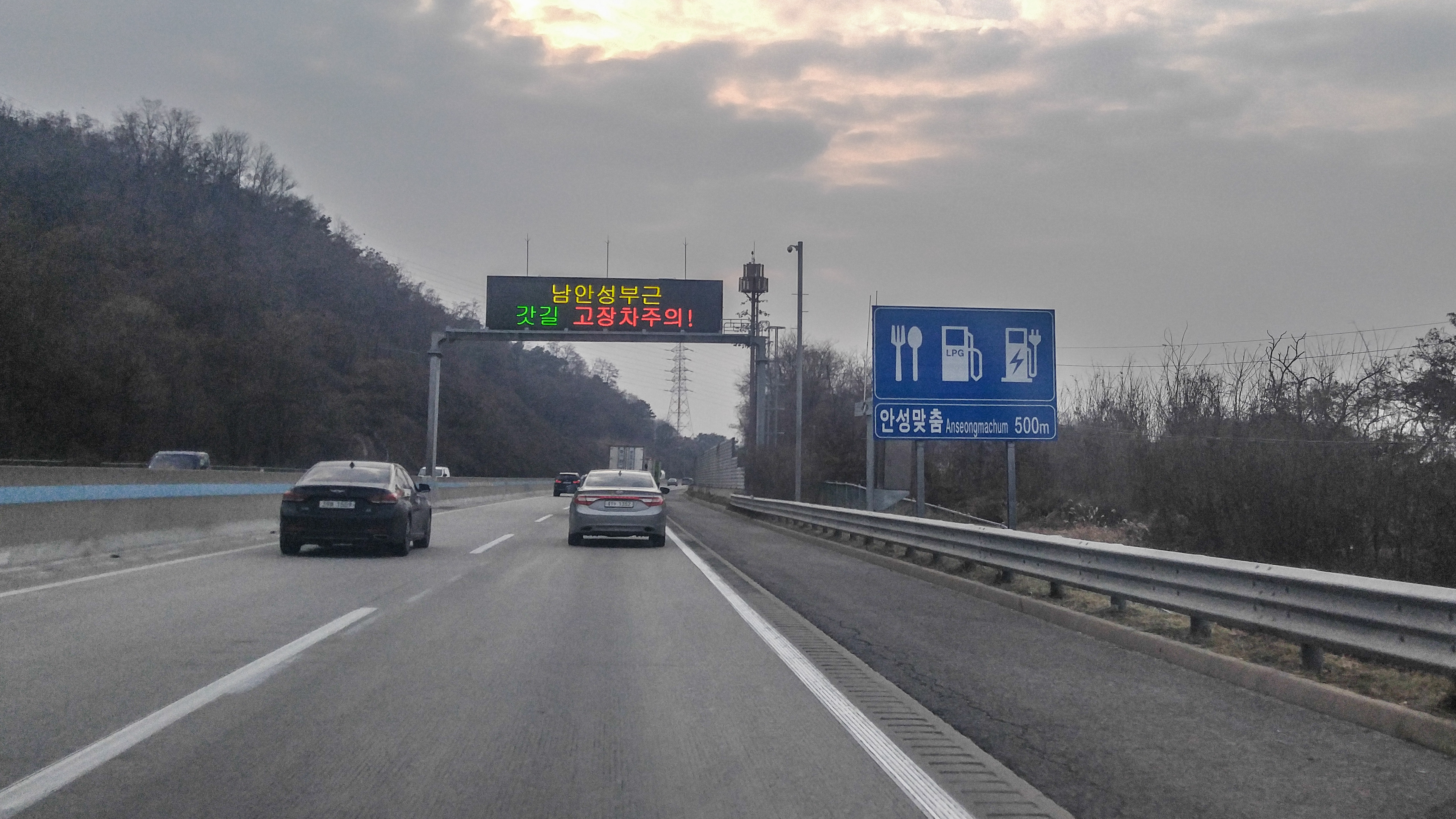
안성맞춤휴게소 500m 표지판 (평택 방면)
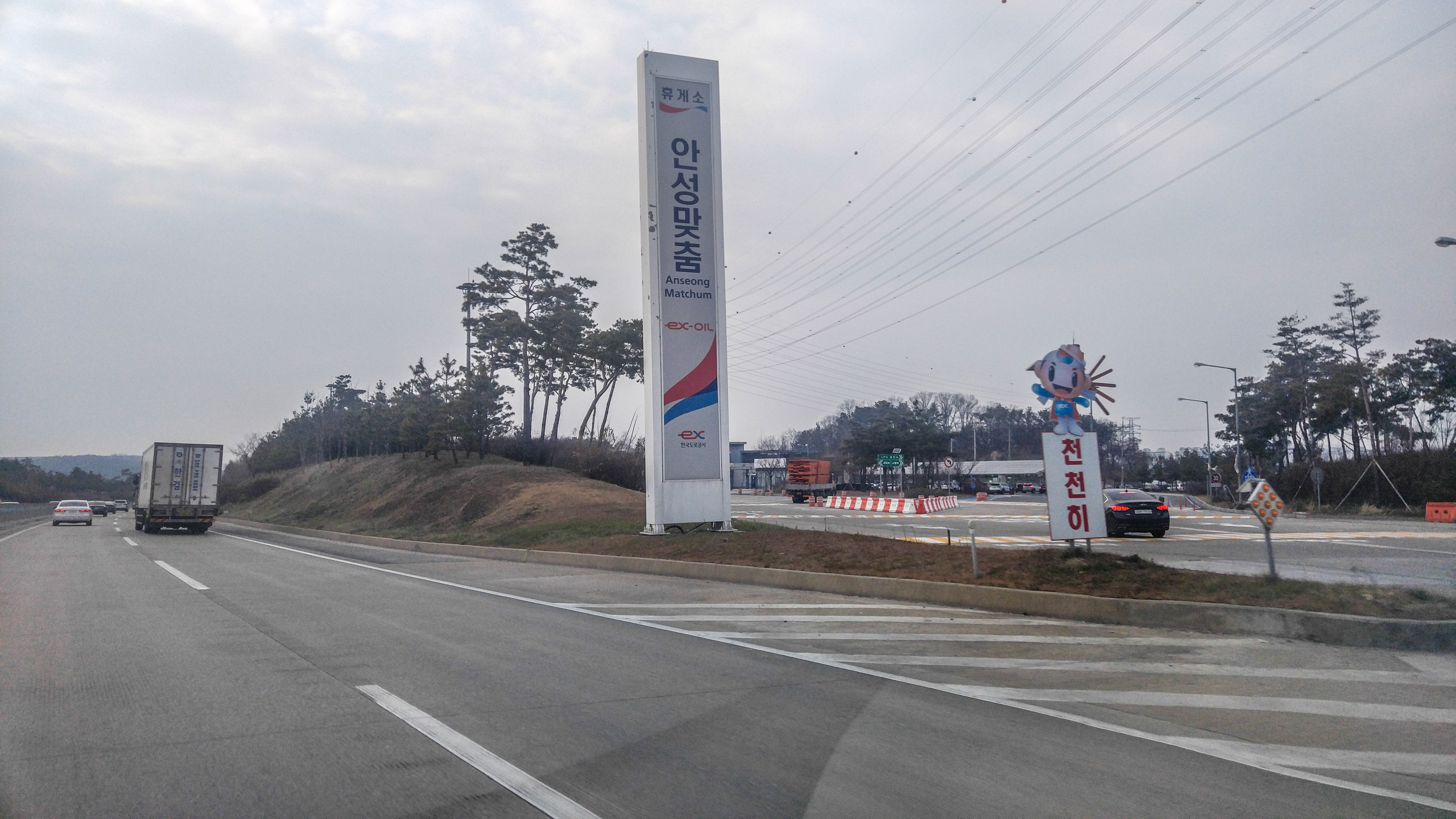
안성맞춤휴게소 지주형 표지판 (평택 방면)
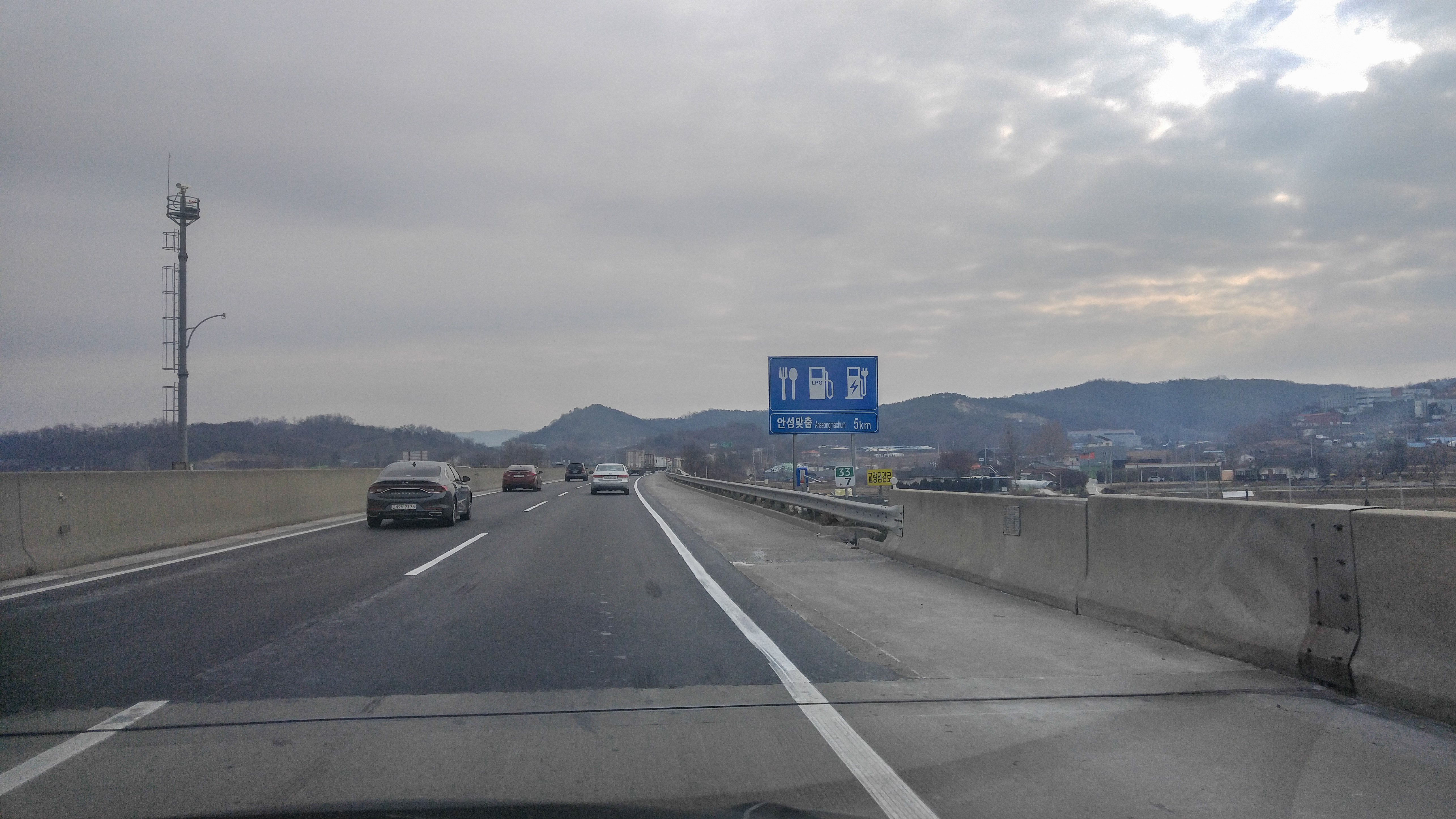
안성맞춤휴게소 5km 표지판 (제천 방면)
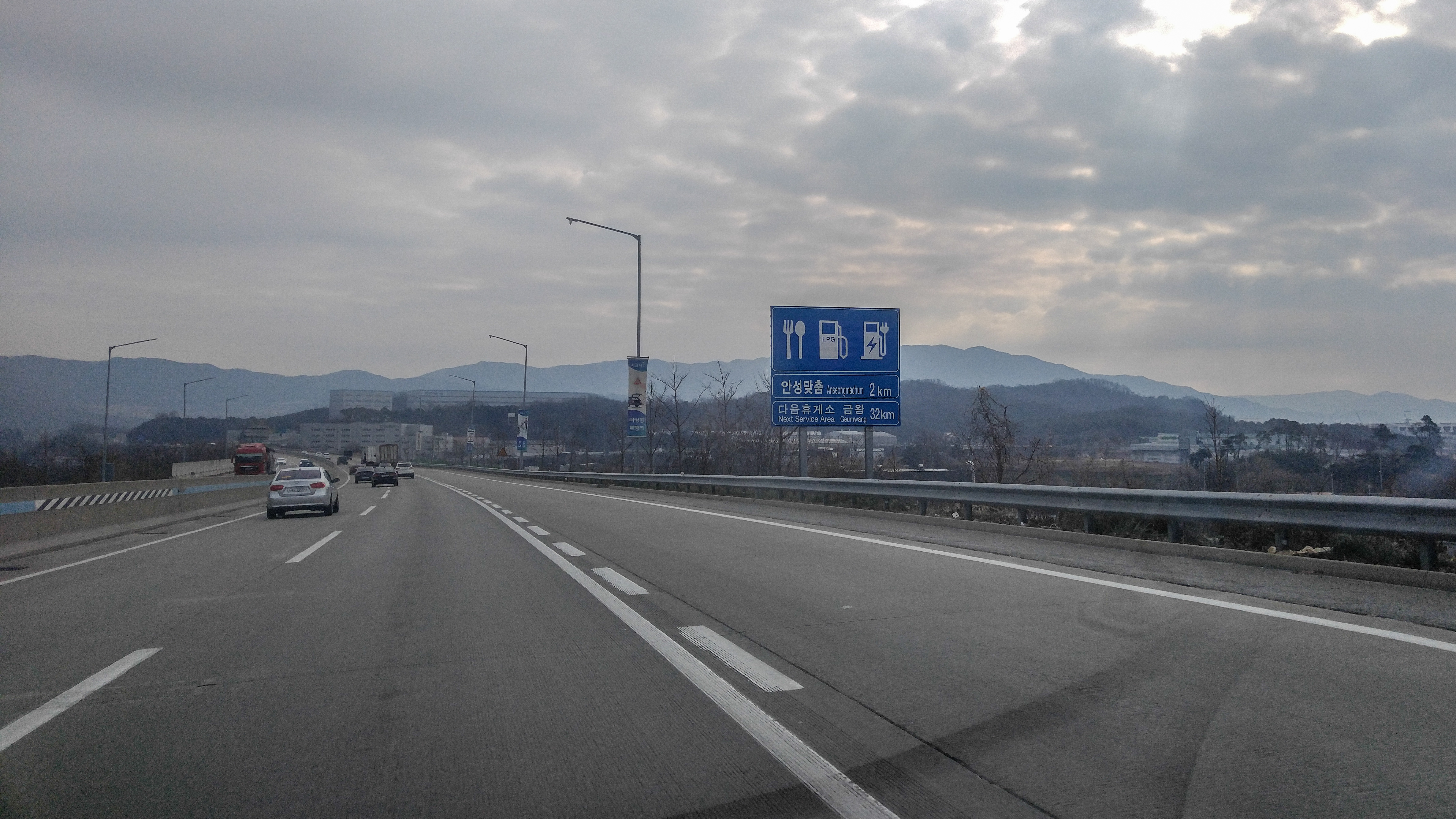
안성맞춤휴게소 2km 표지판 (제천 방면)
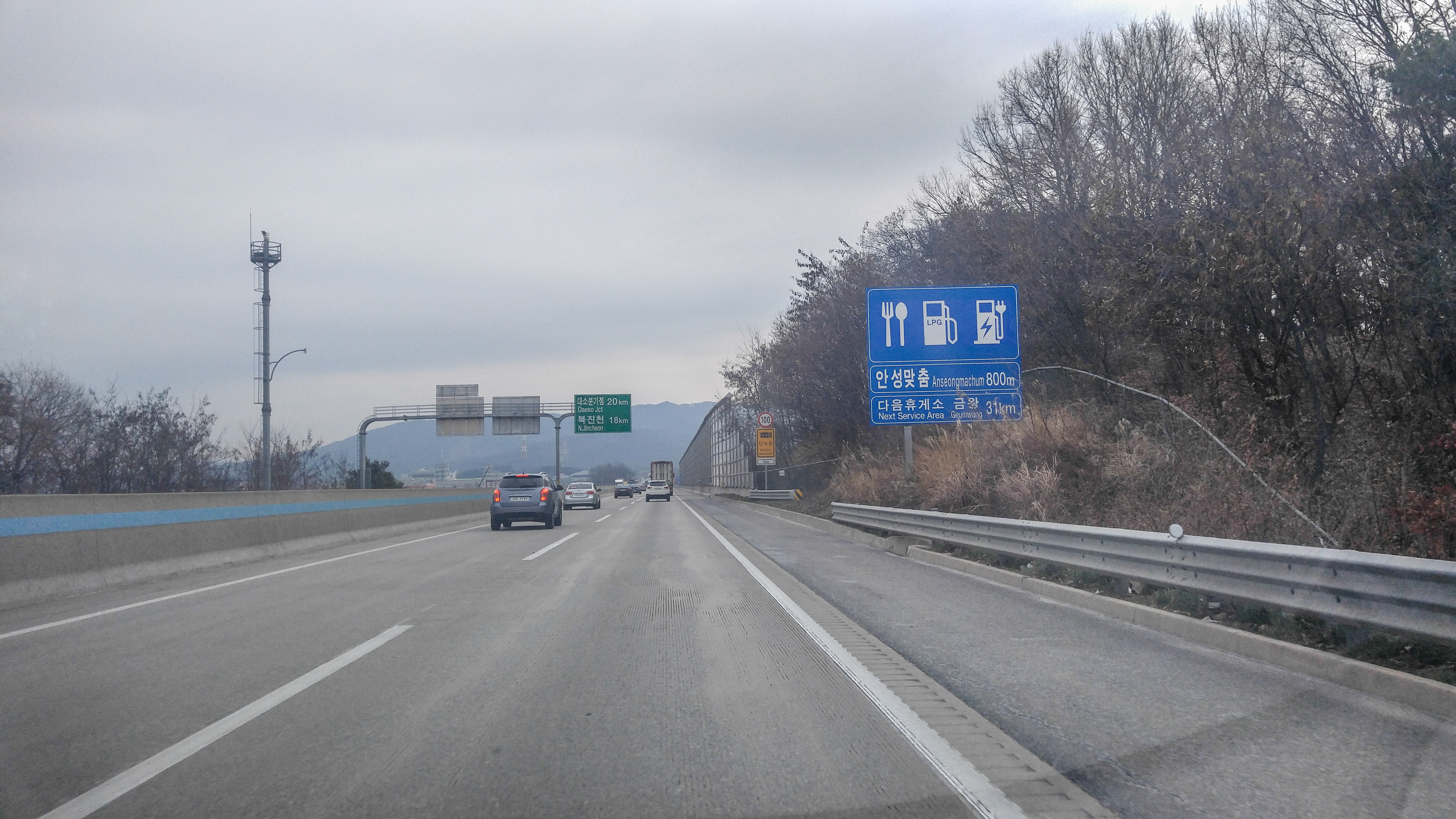
안성맞춤휴게소 800m 표지판 (제천 방면)
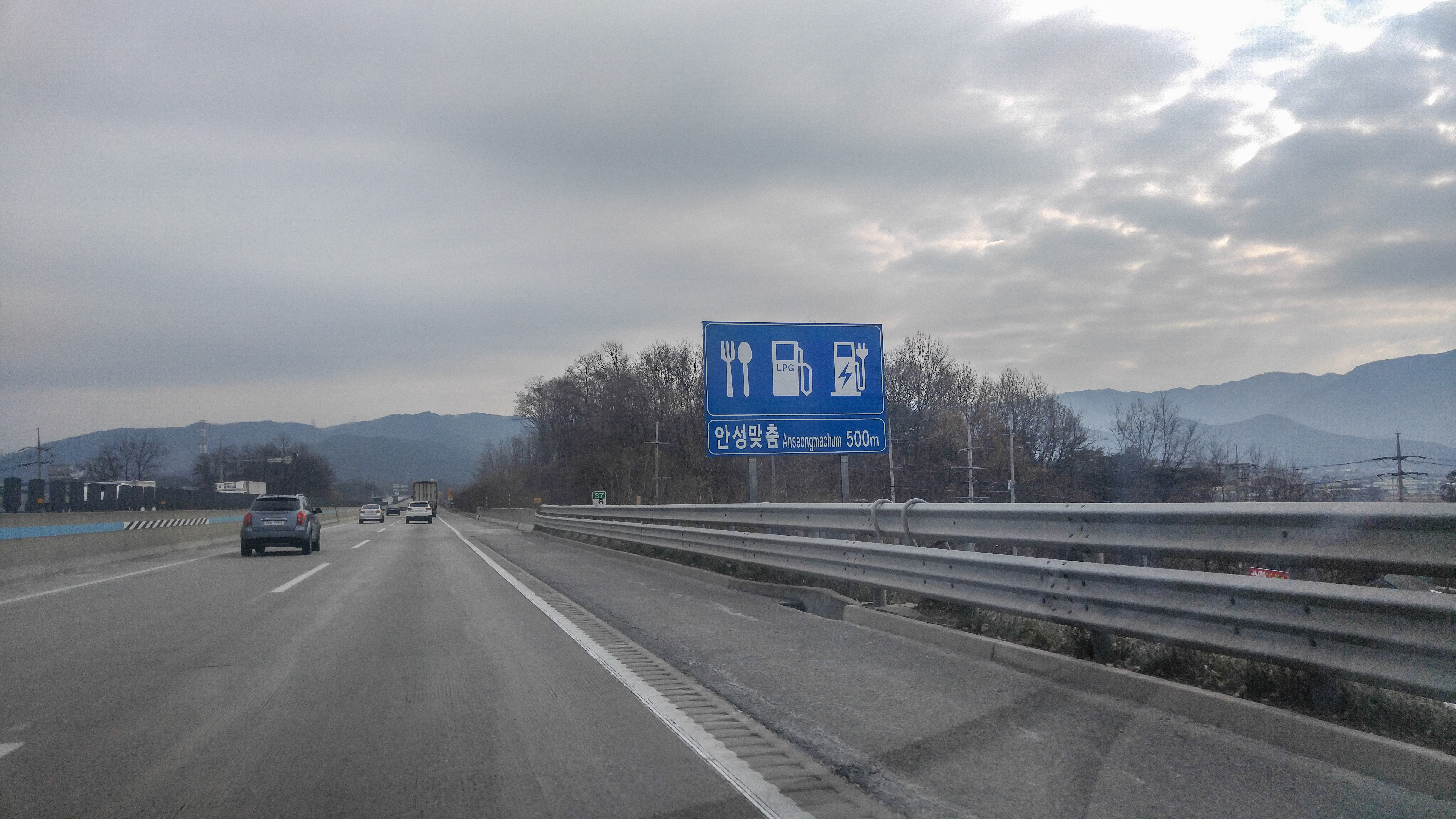
안성맞춤휴게소 500m 표지판 (제천 방면)
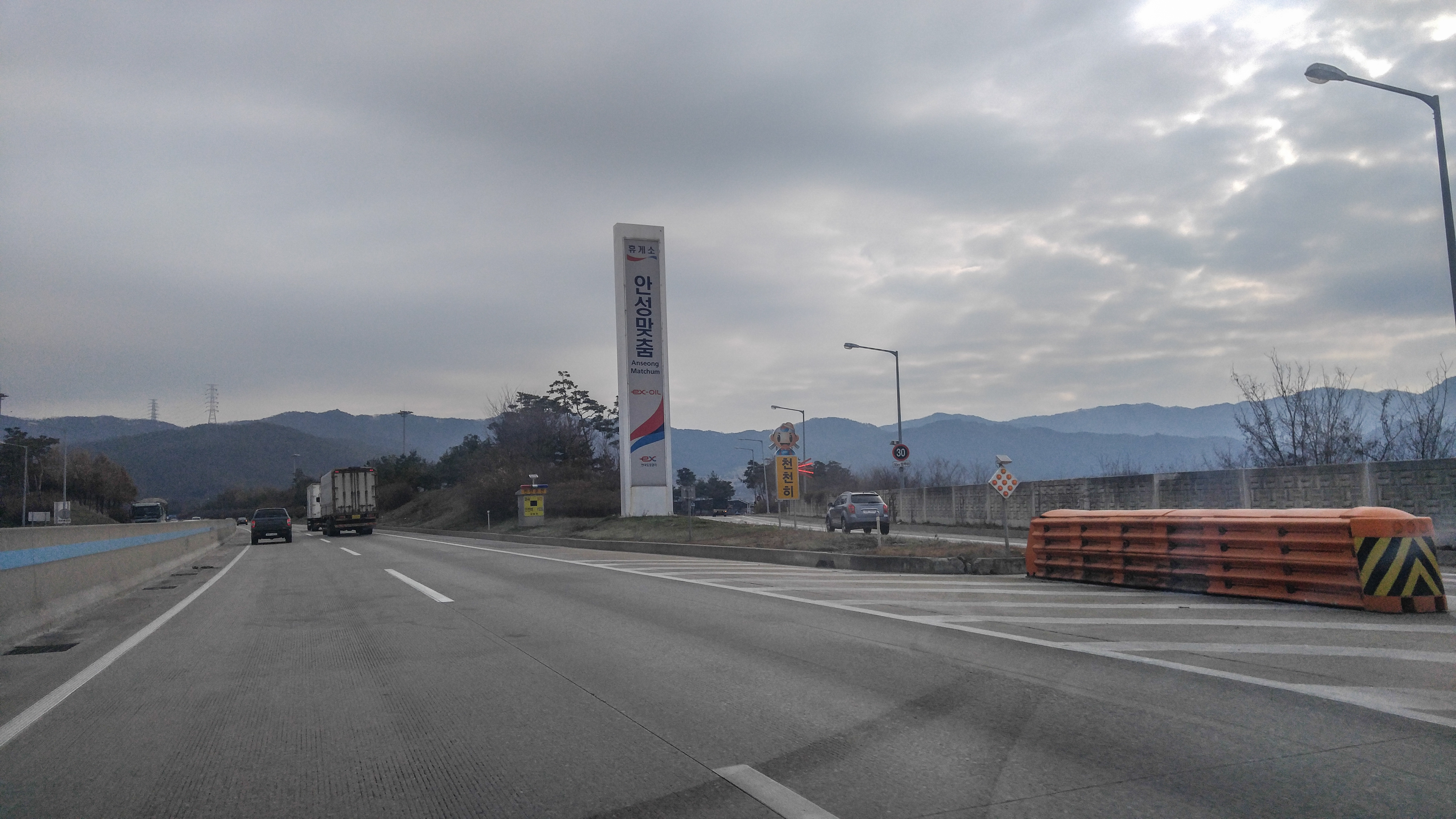
안성맞춤휴게소 지주형 표지판 (제천 방면)
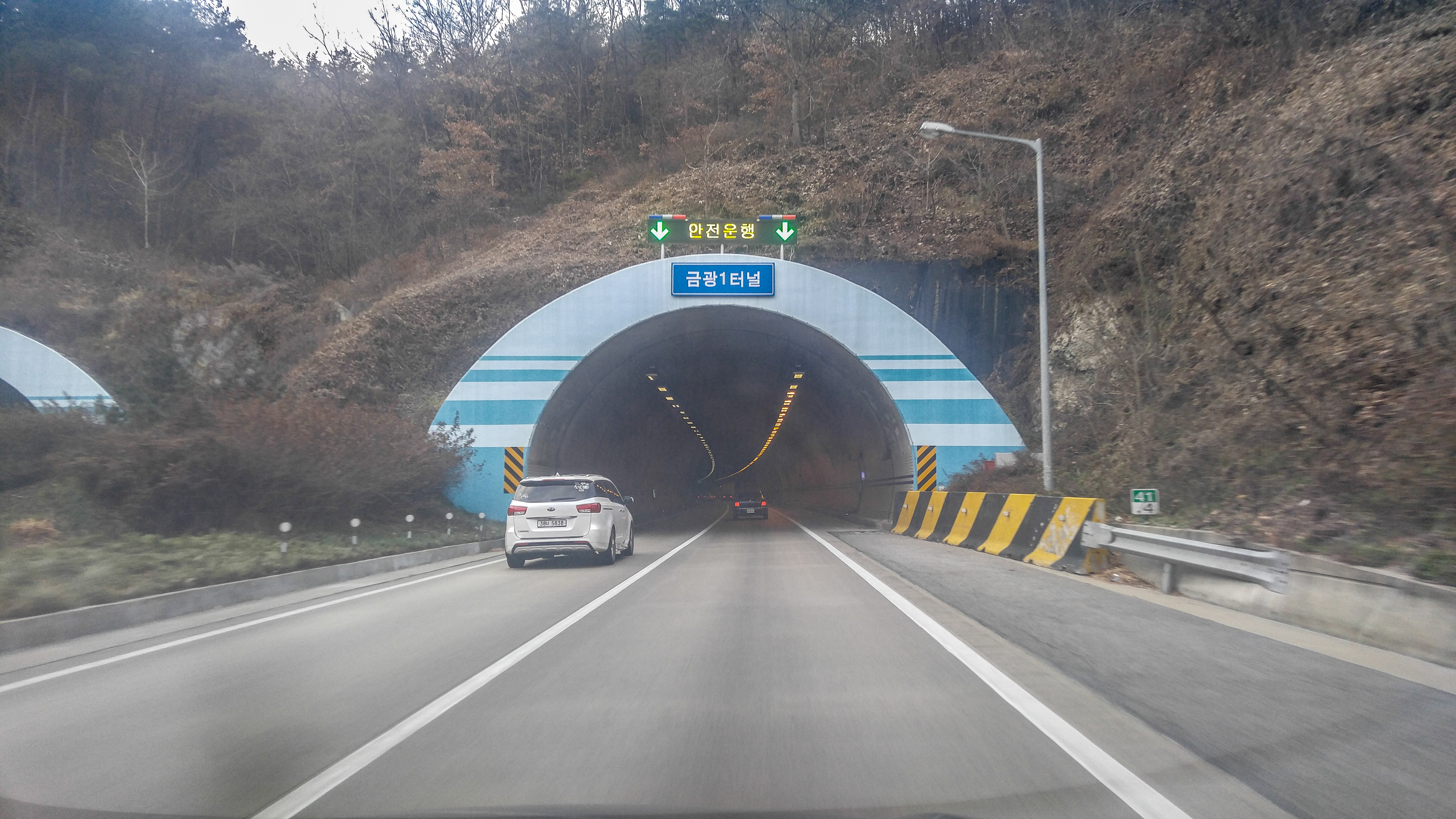
금광1터널 입구 (평택 방면)
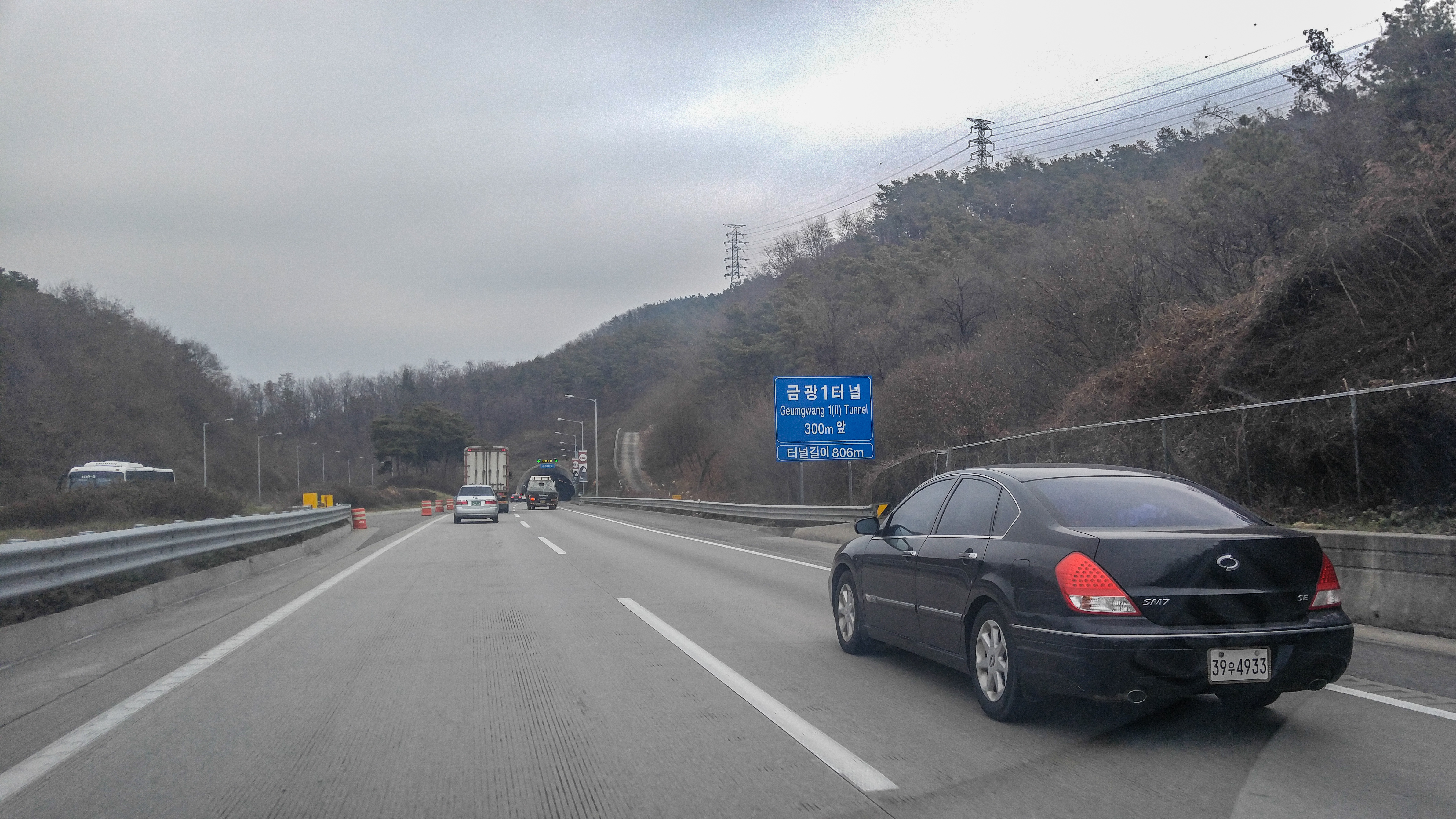
금광1터널 300m 표지판 (제천 방면)
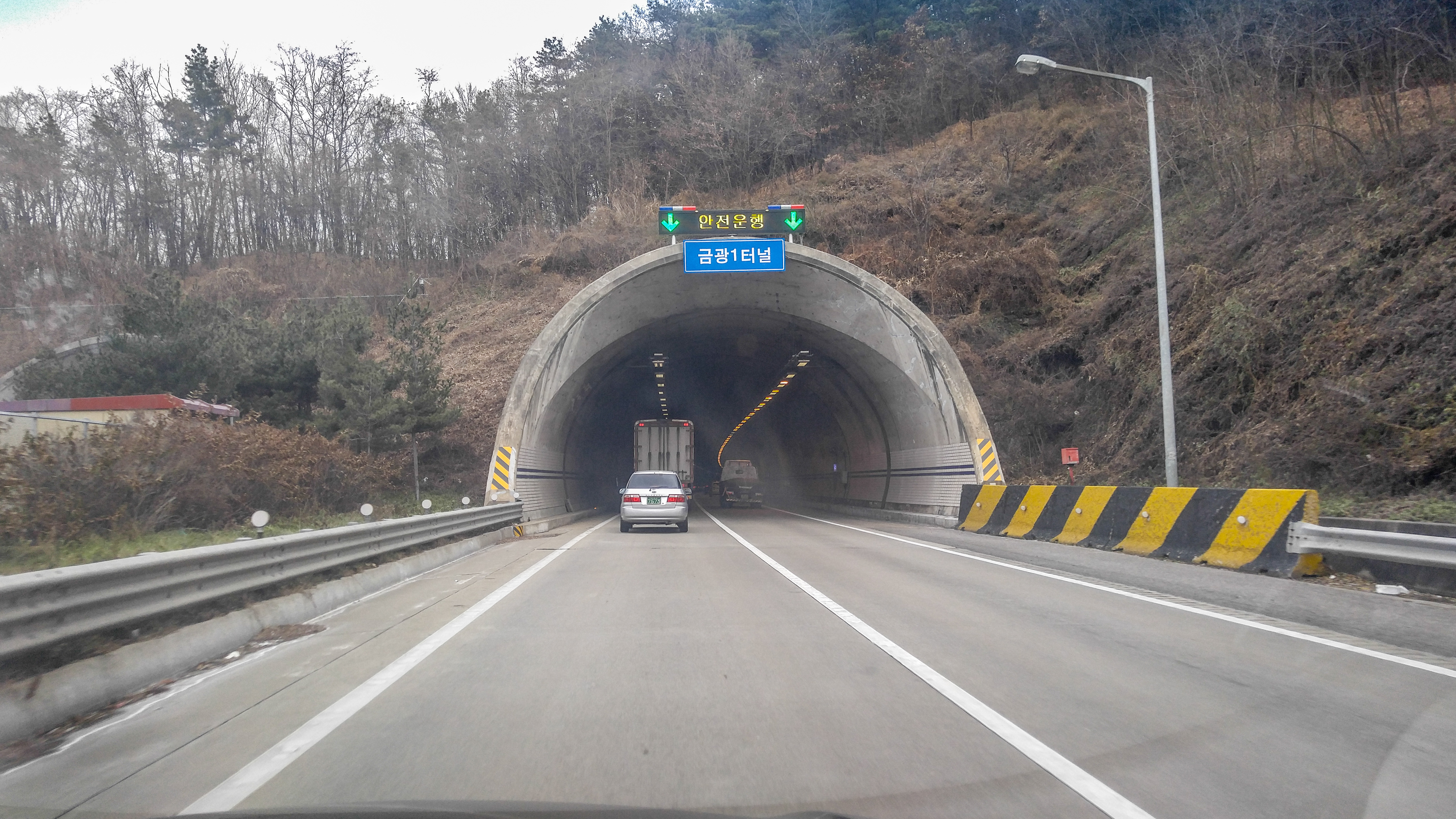
금광1터널 입구 (제천 방면)
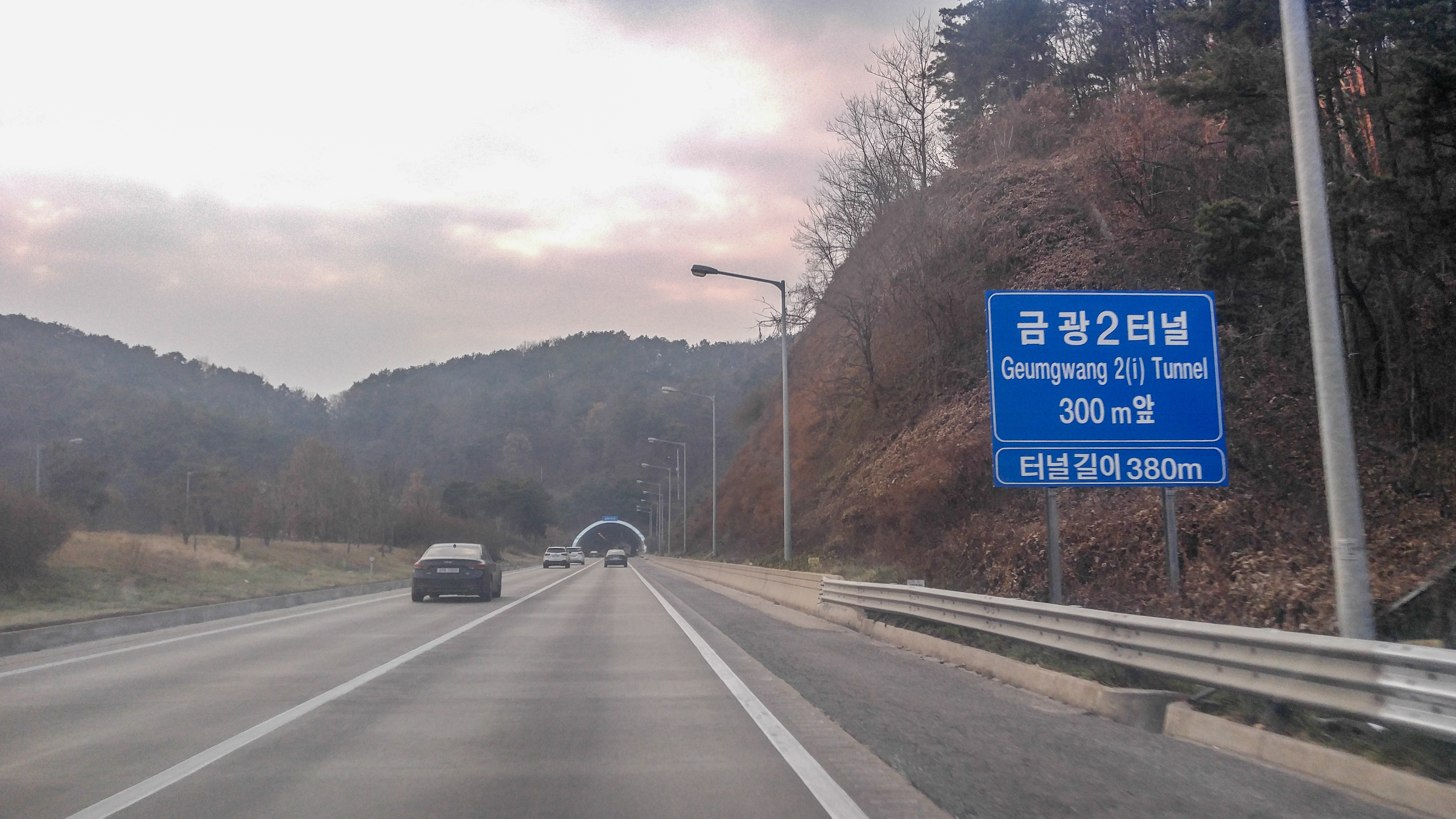
금광2터널 300m 표지판 (평택 방면)
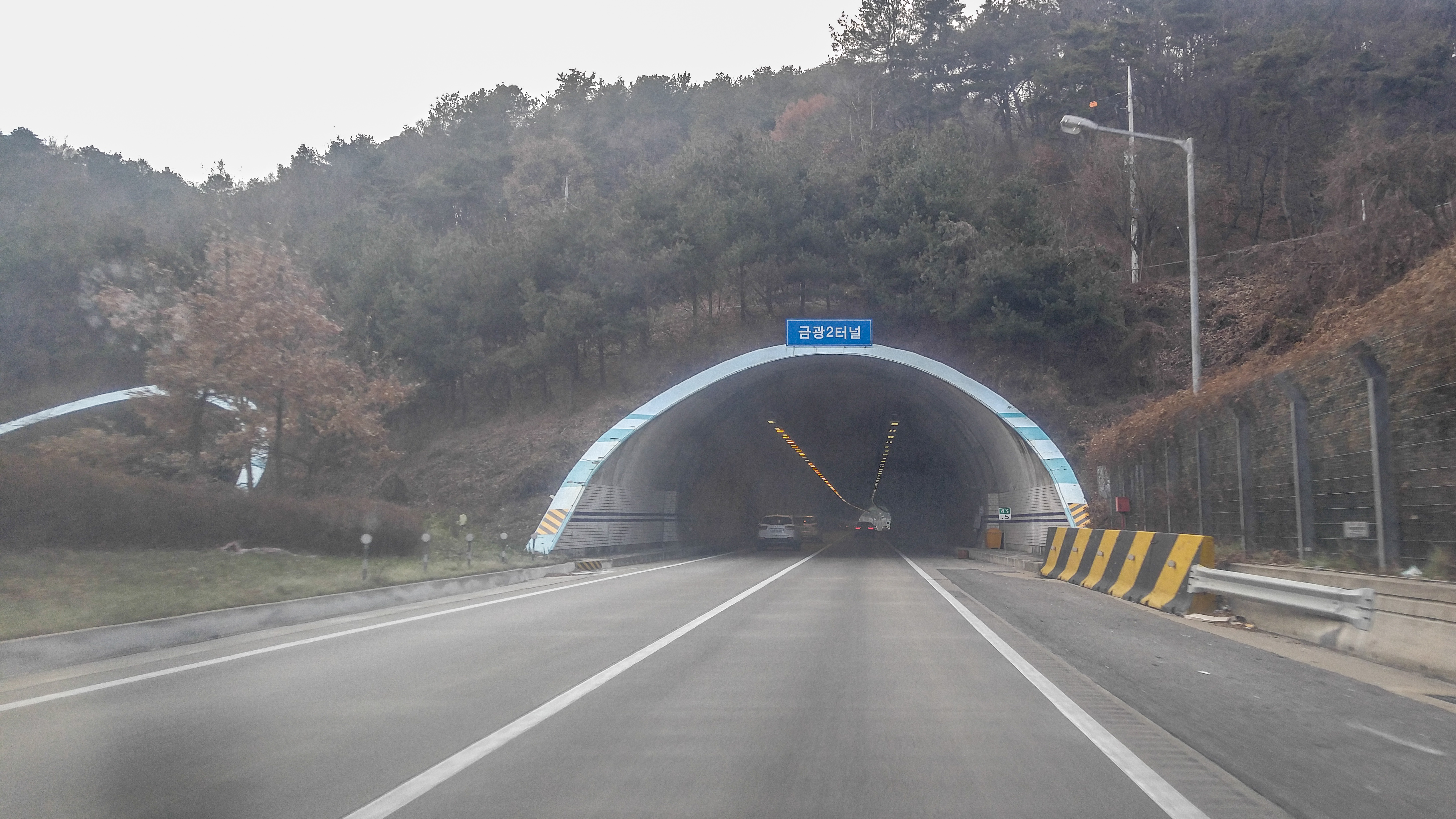
금광2터널 입구 (평택 방면)
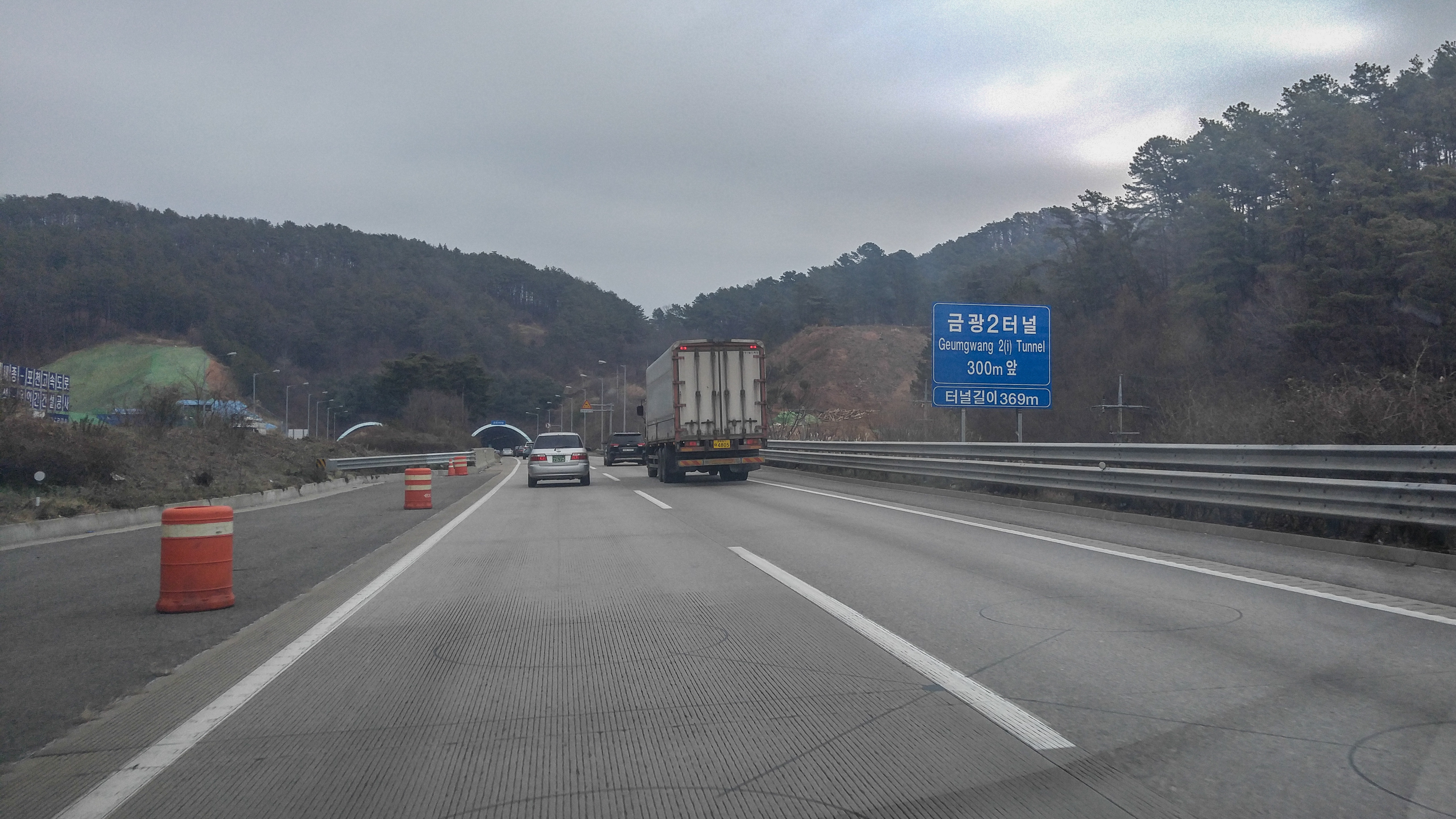
금광2터널 300m 표지판 (제천 방면)
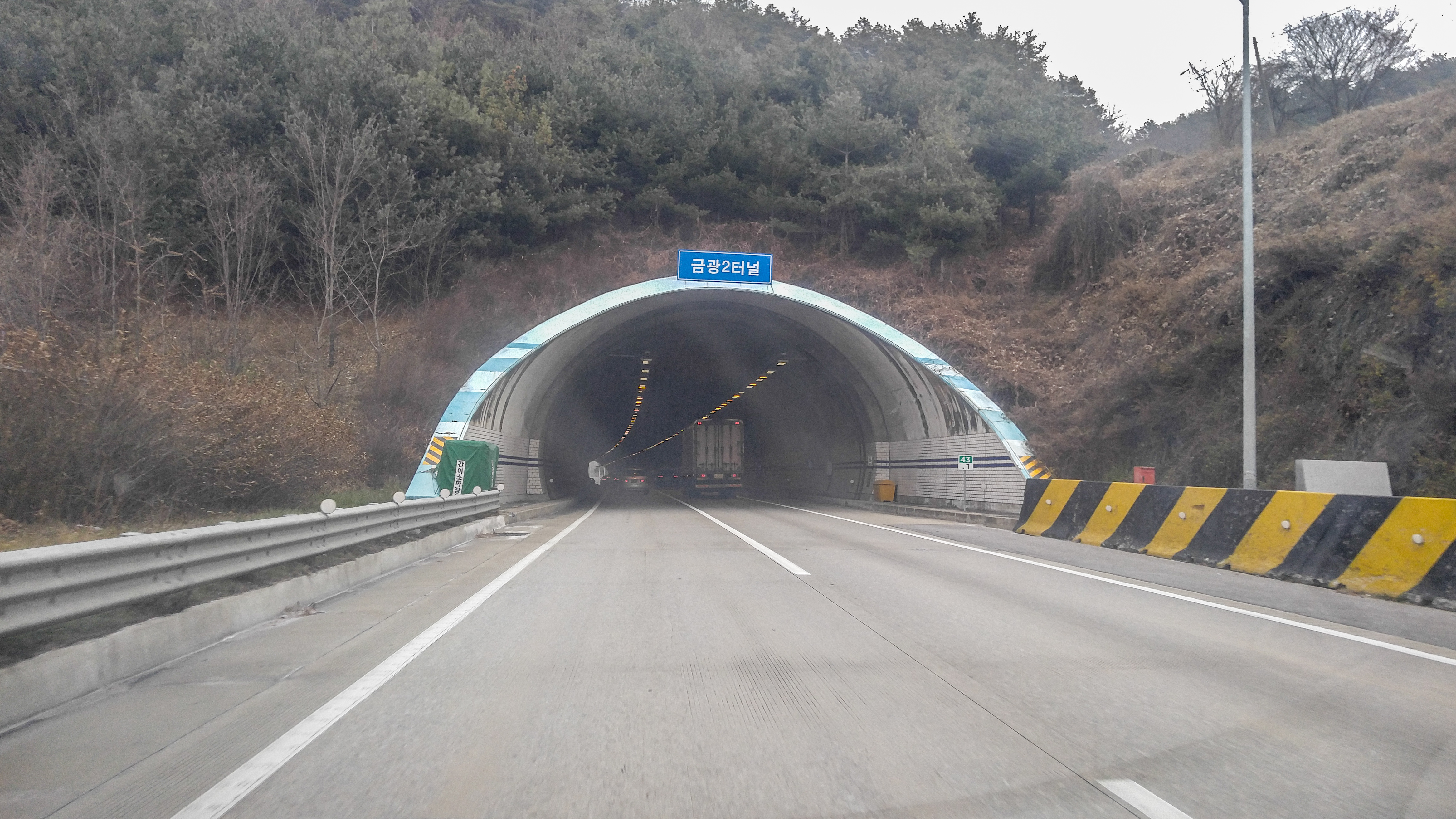
금광2터널 입구 (제천 방면)
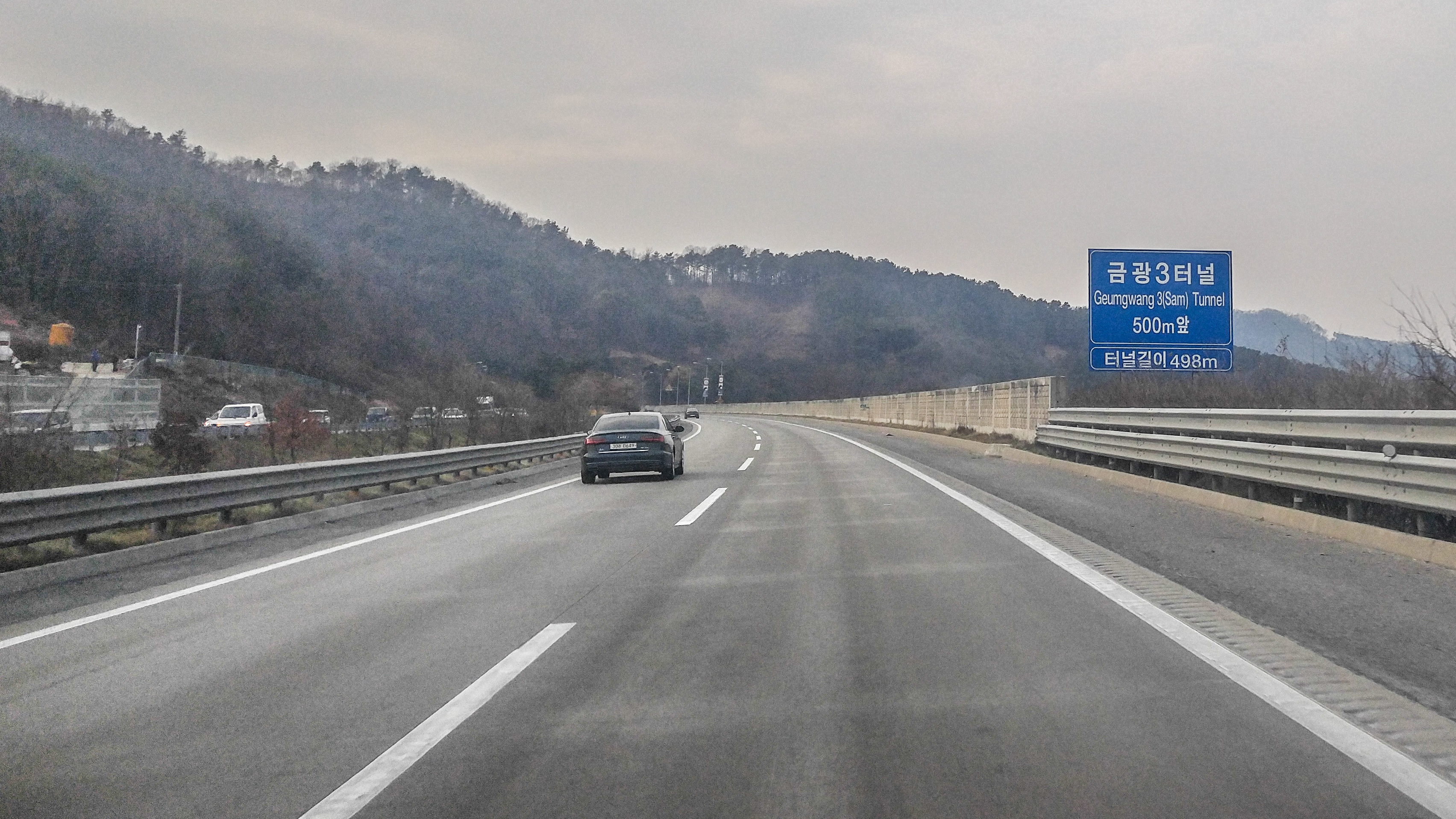
금광3터널 500m 표지판 (평택 방면)
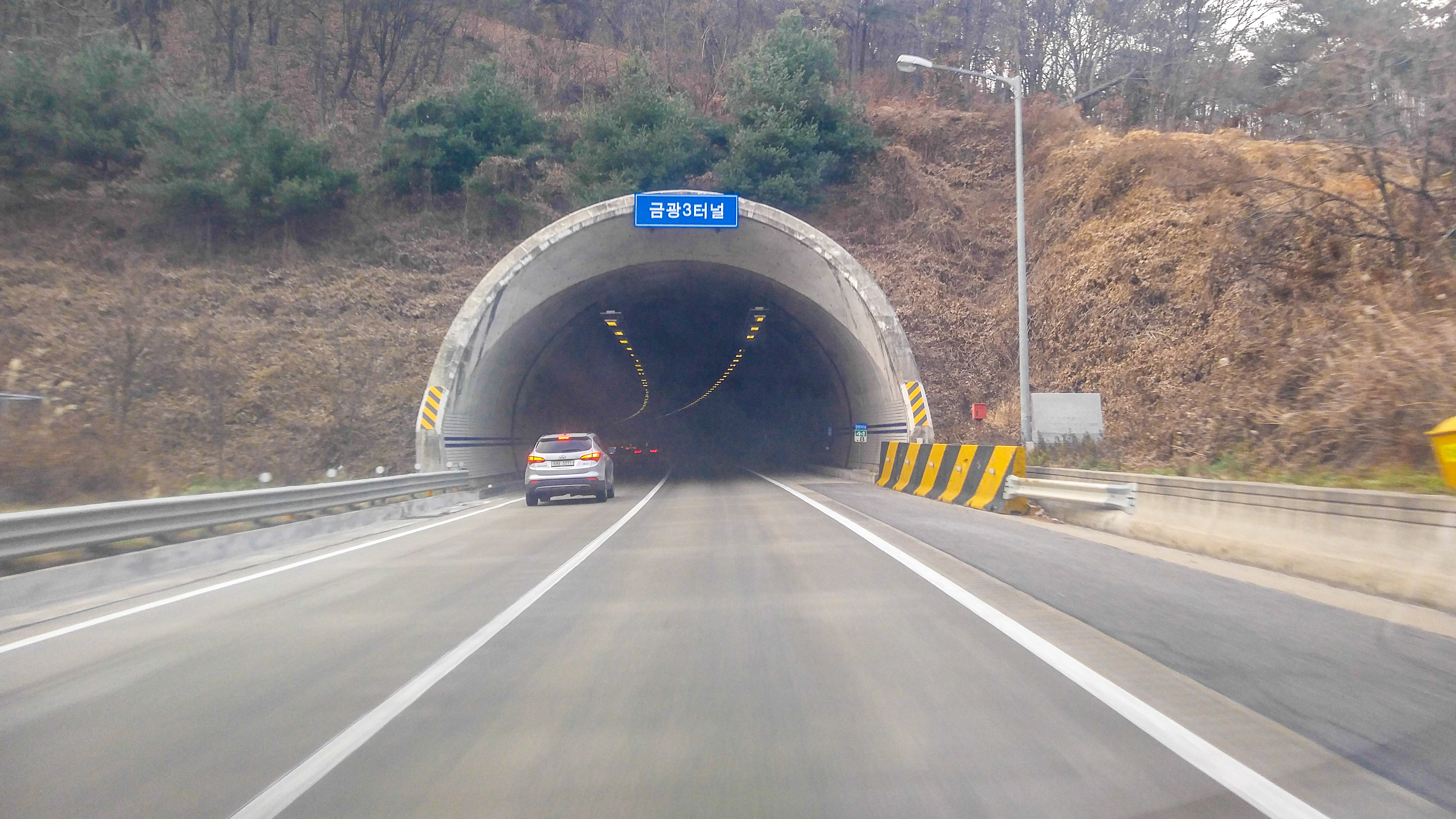
금광3터널 입구 (평택 방면)
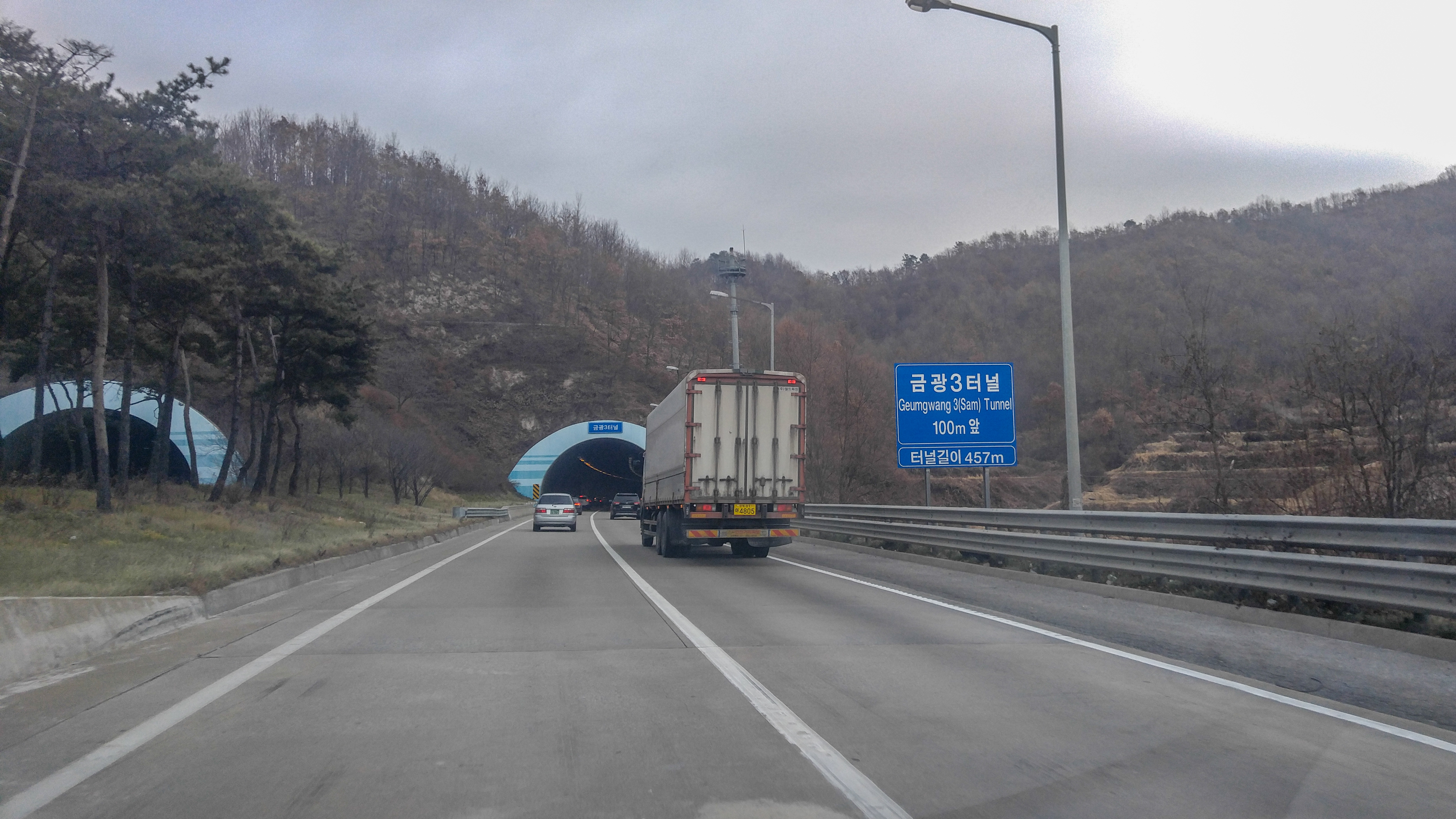
금광3터널 100m 표지판 (제천 방면)
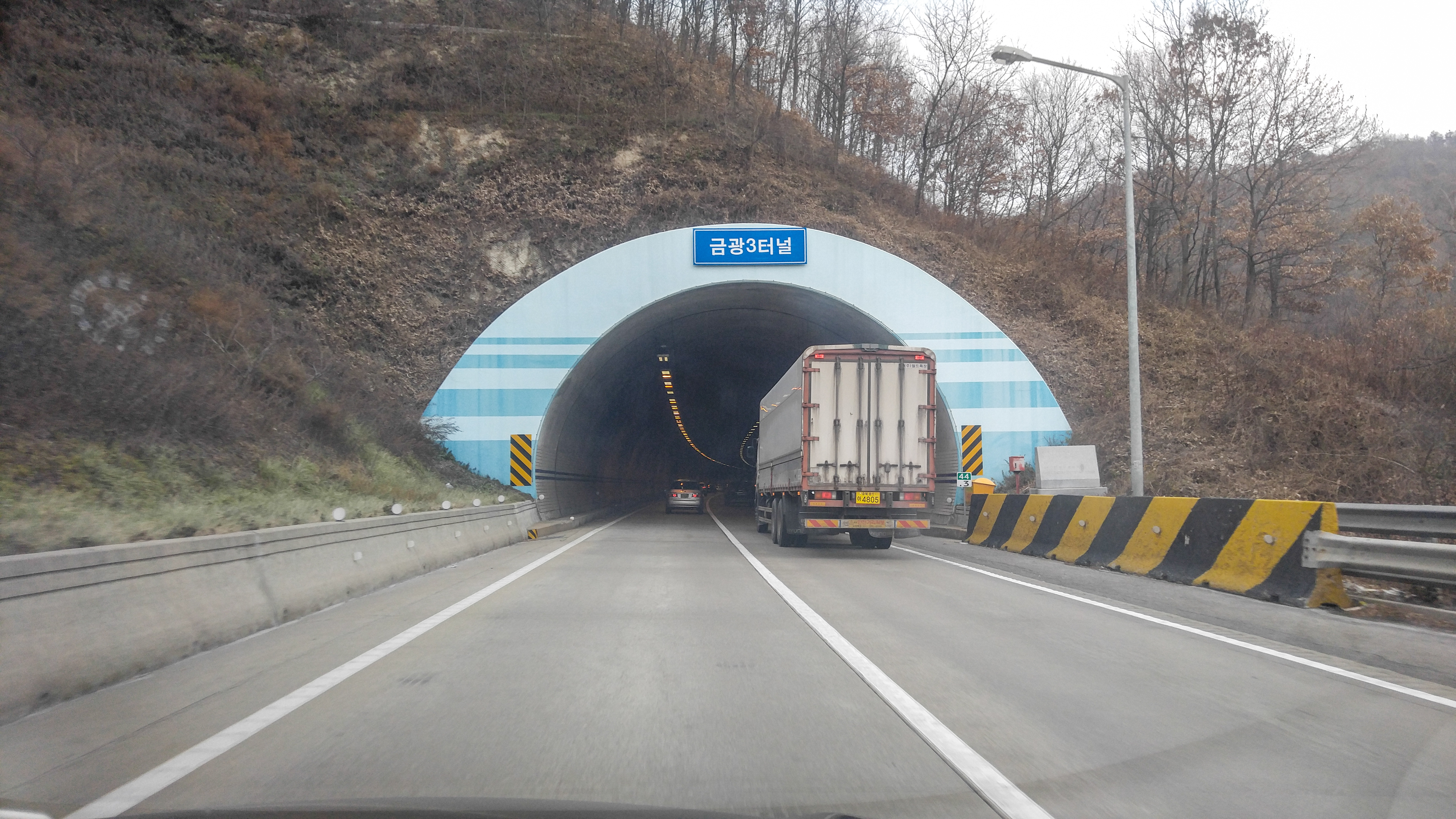
금광3터널 입구 (제천 방면)
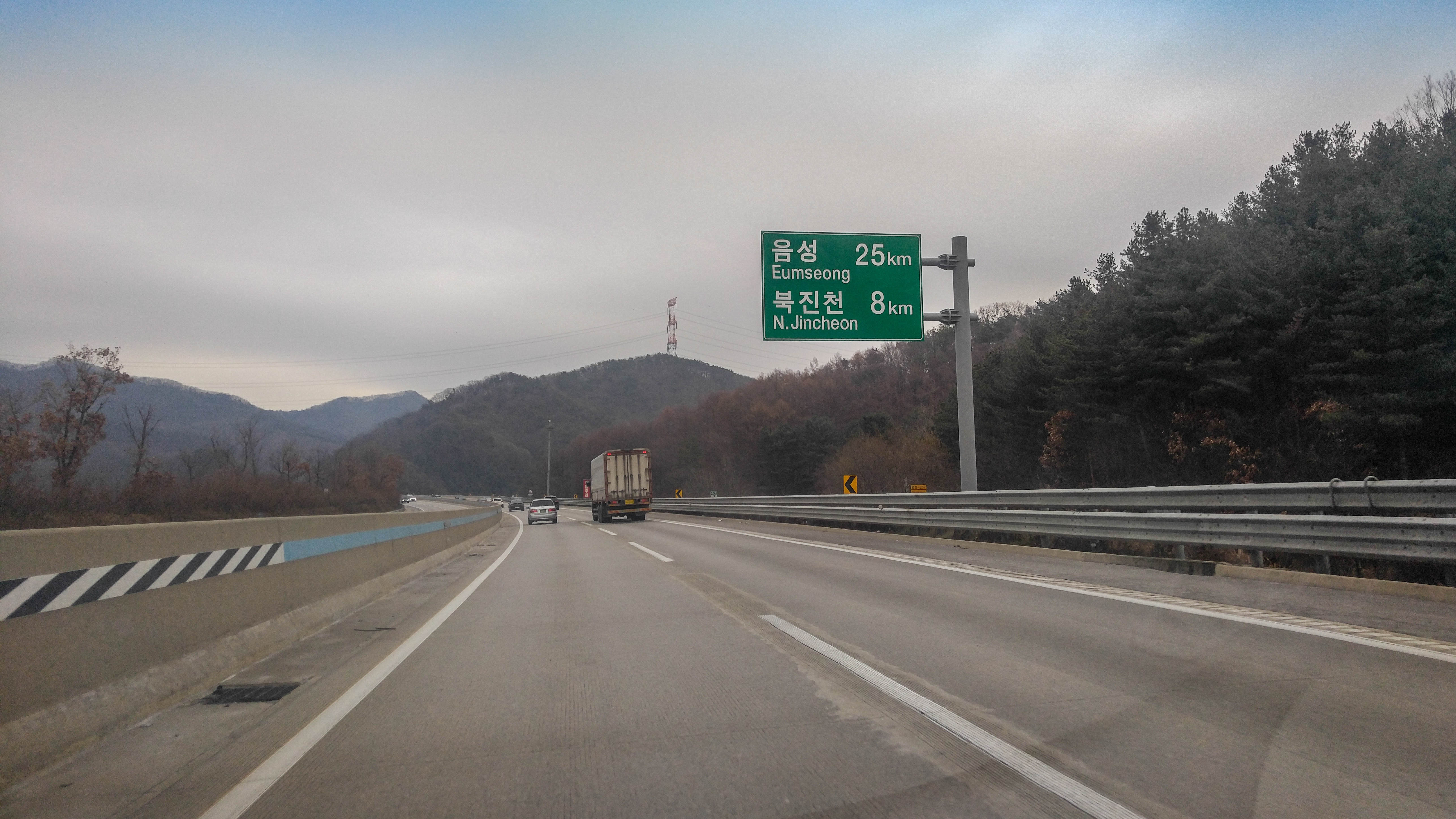
남안성 나들목 인근 (제천 방면)
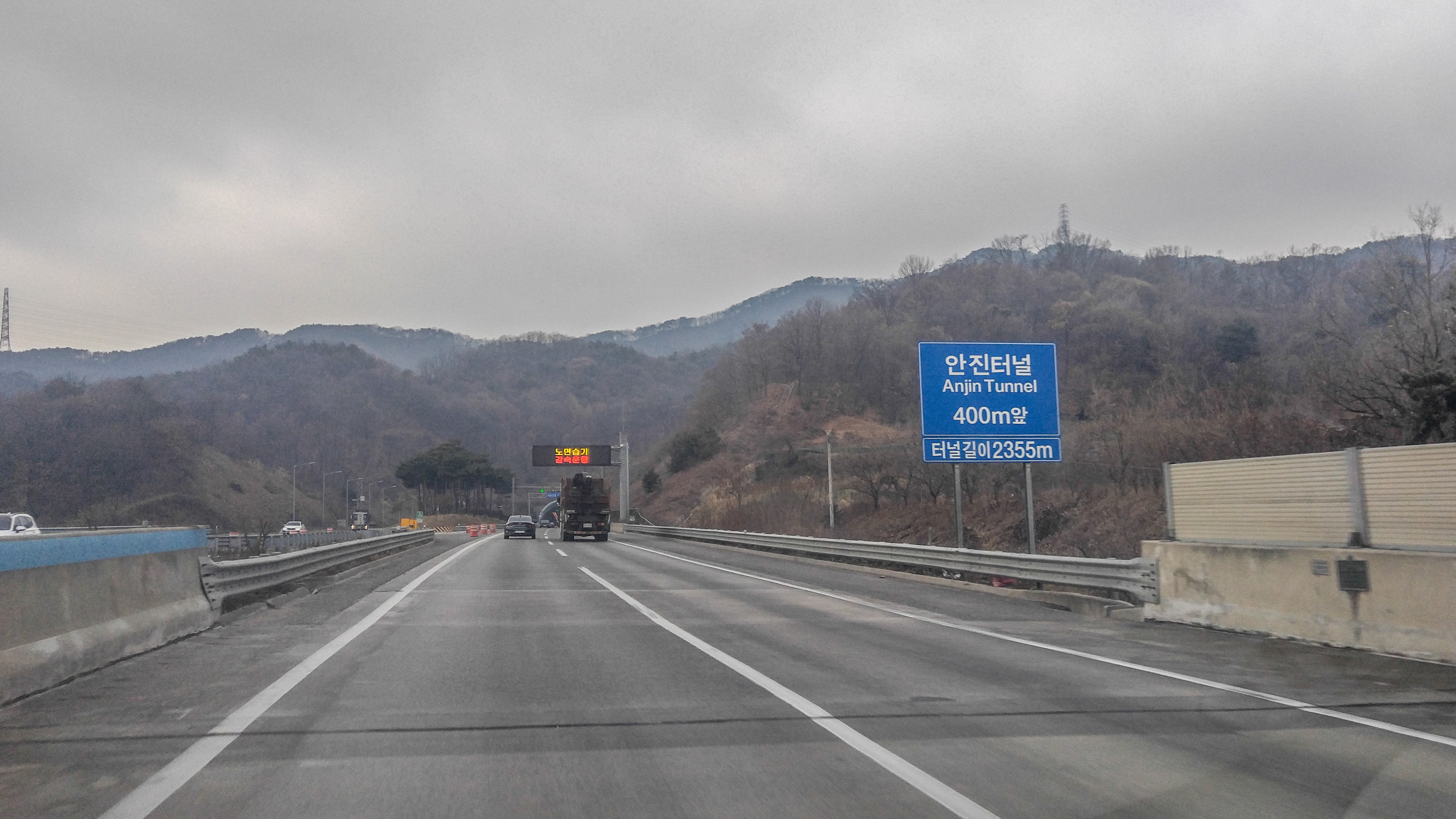
안진터널 400m 표지판 (평택 방면)
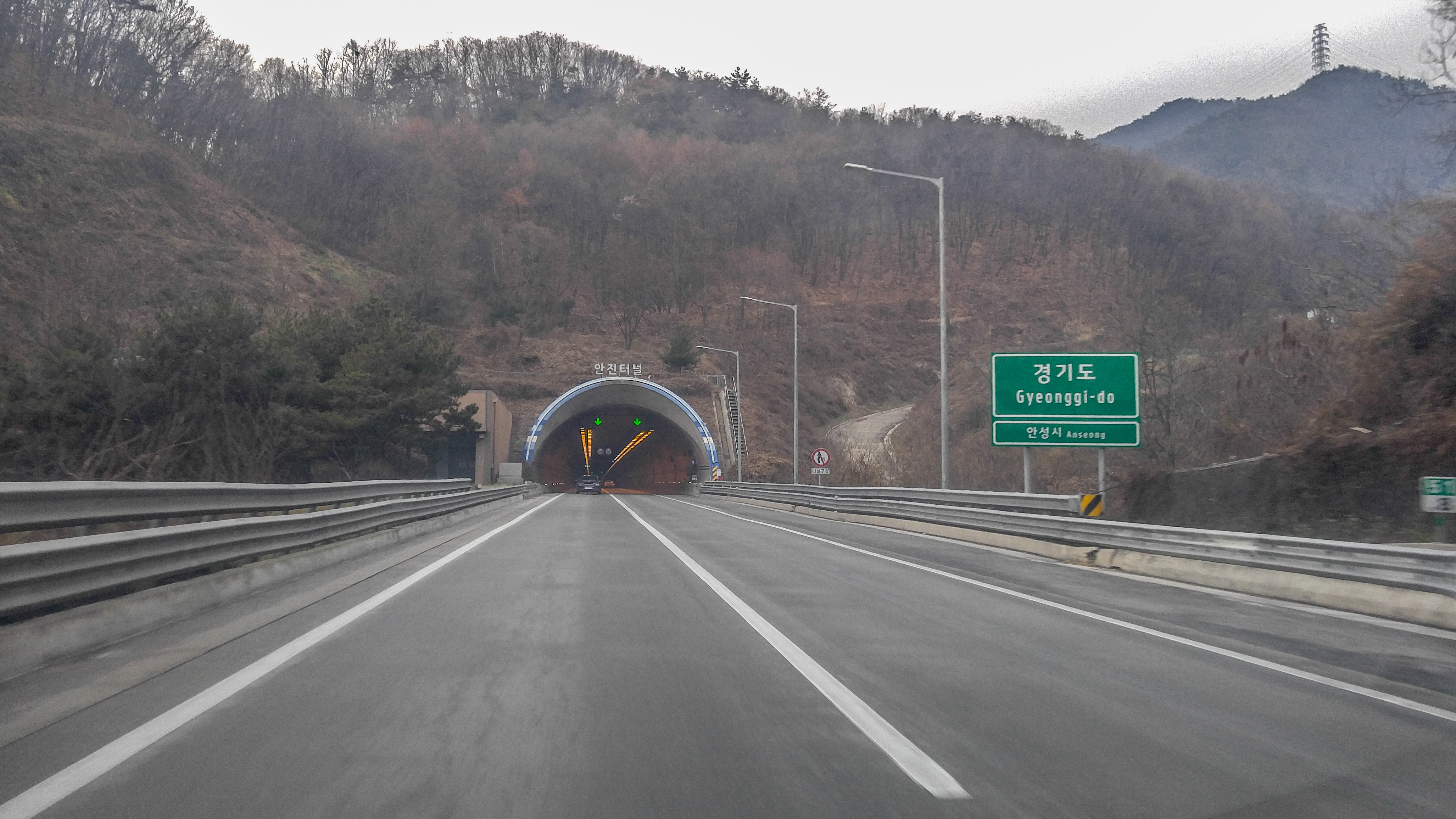
안진터널 입구 (평택 방면)
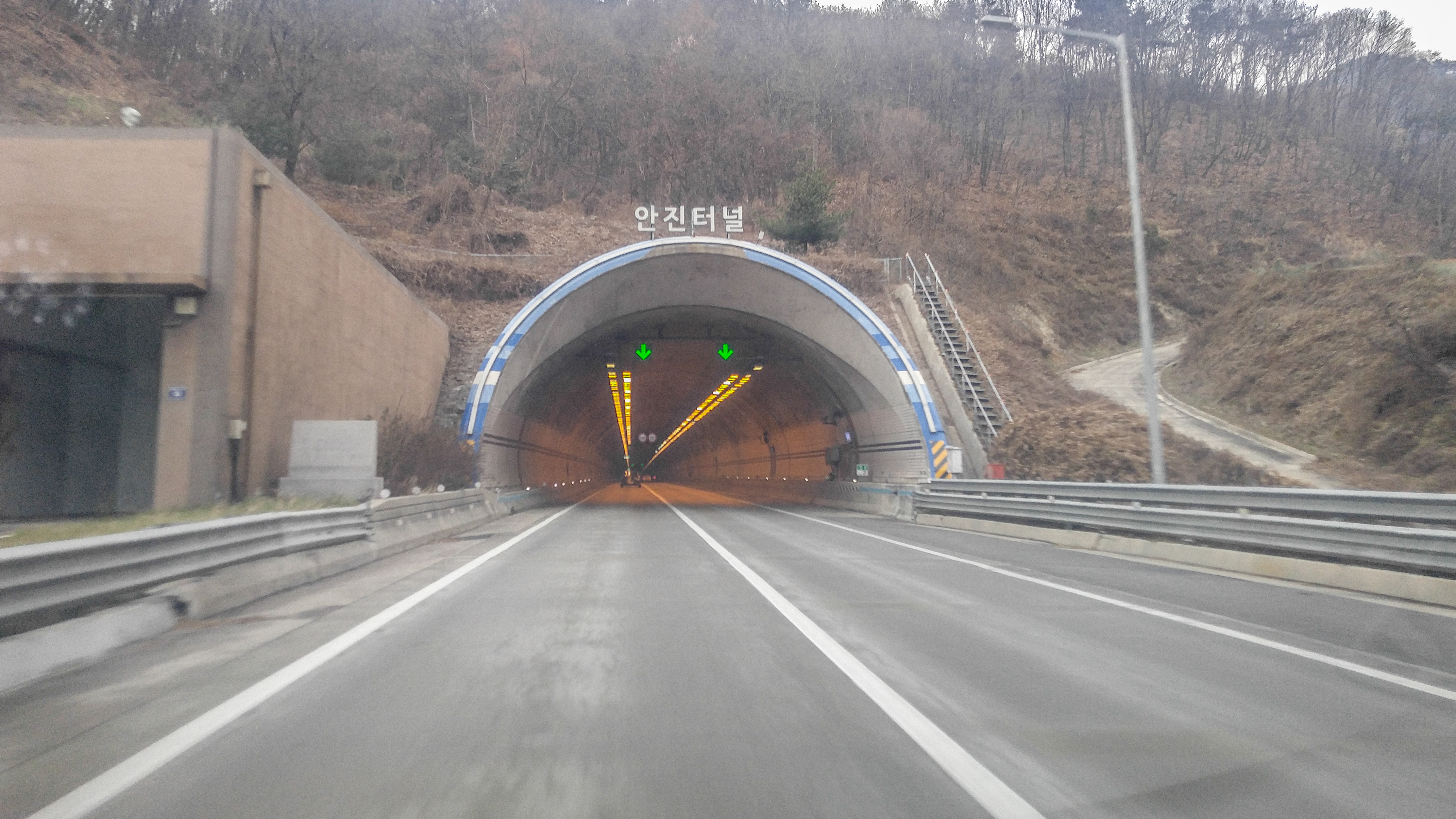
안진터널 입구 (평택 방면)
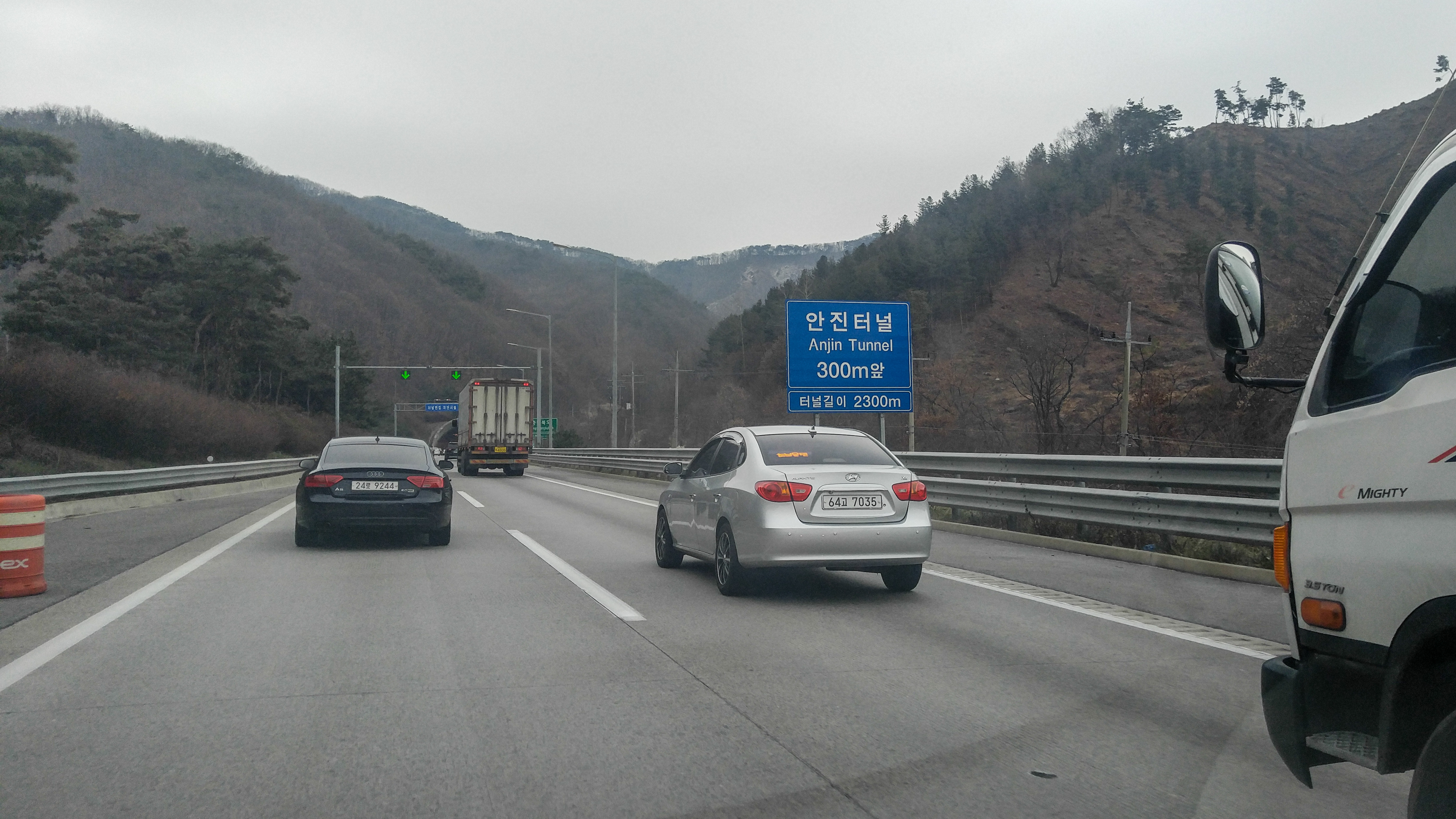
안진터널 300m 표지판 (제천 방면)
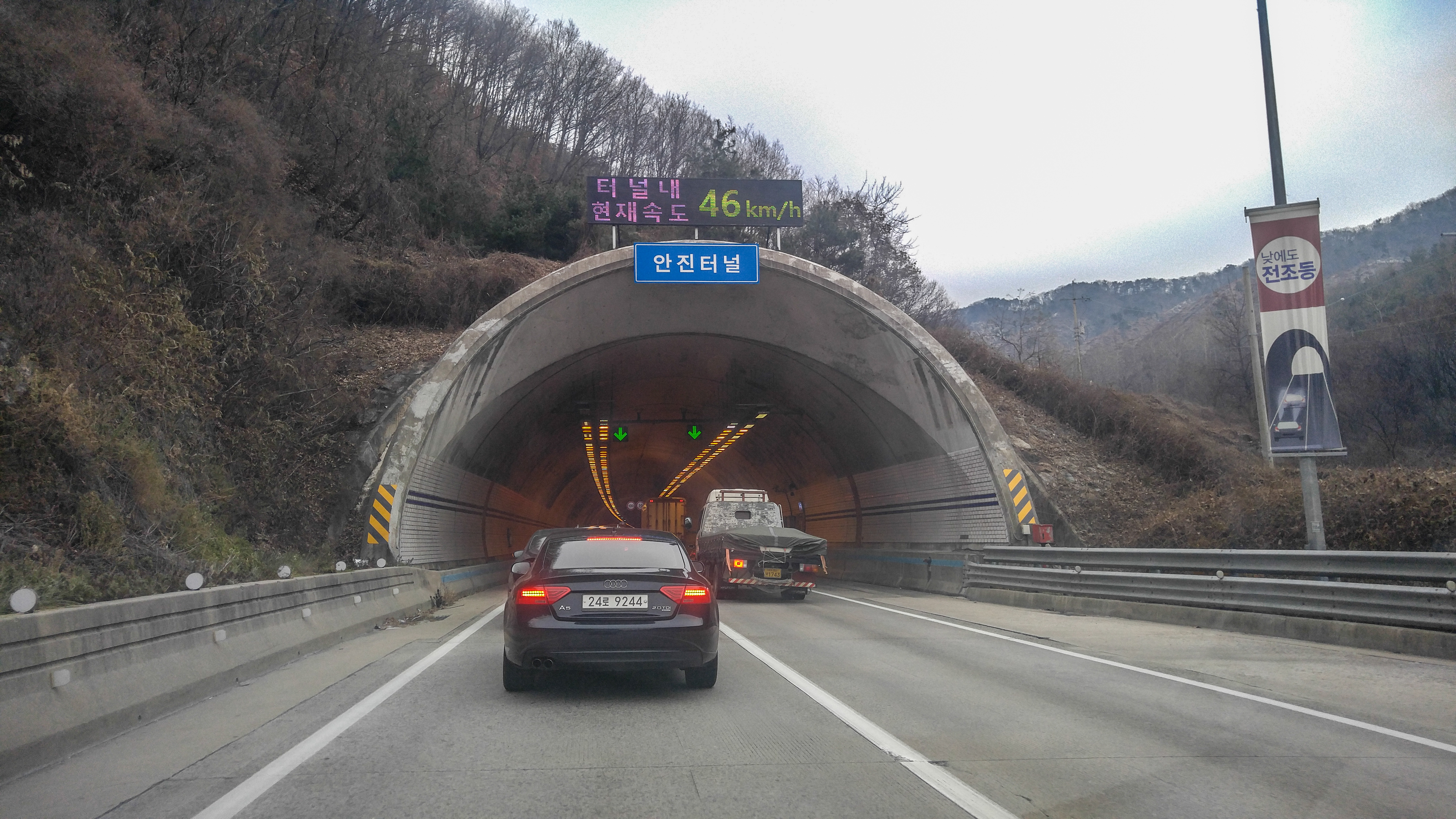
안진터널 입구 (제천 방면)
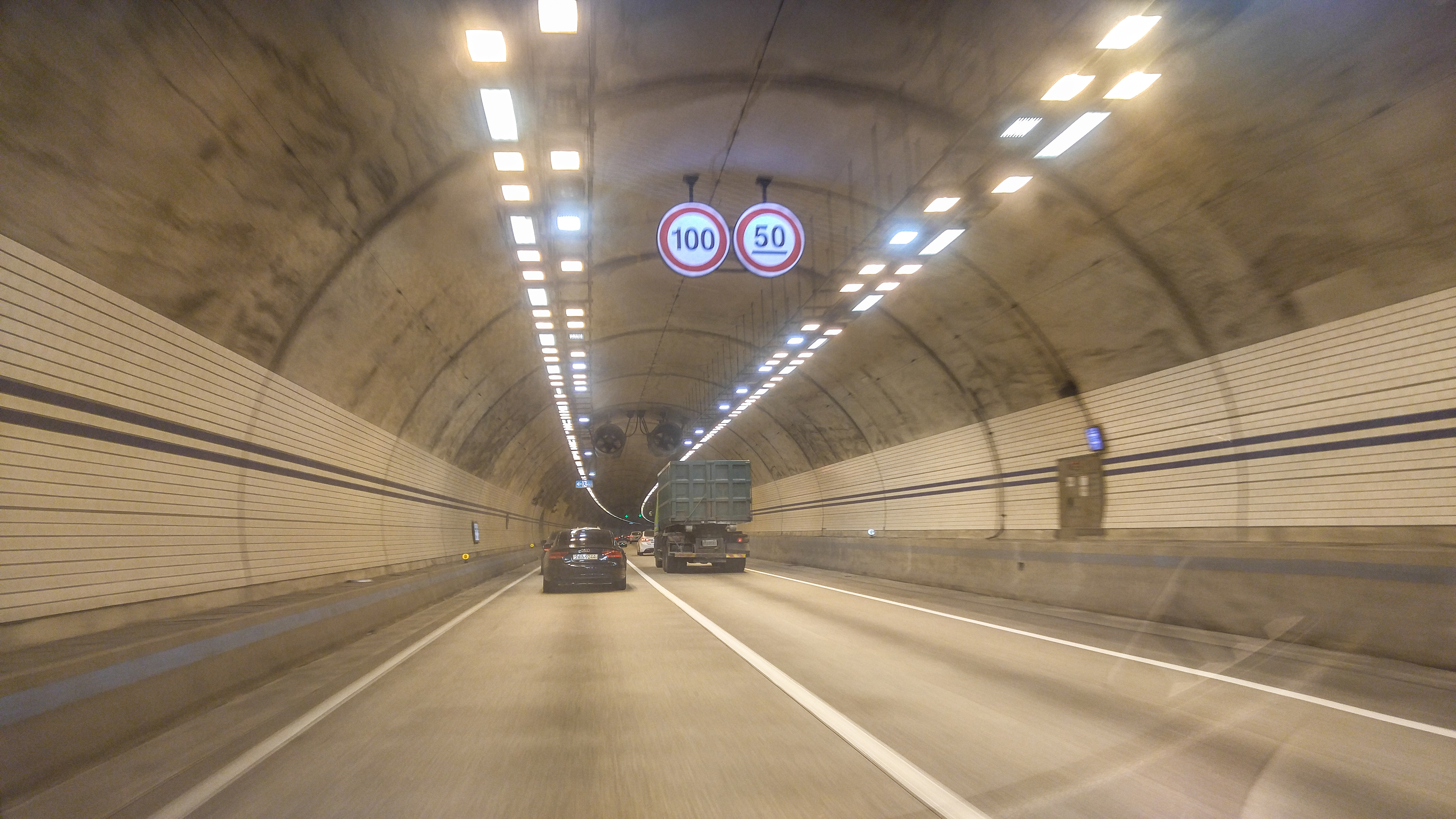
안진터널 내부 (제천 방면)
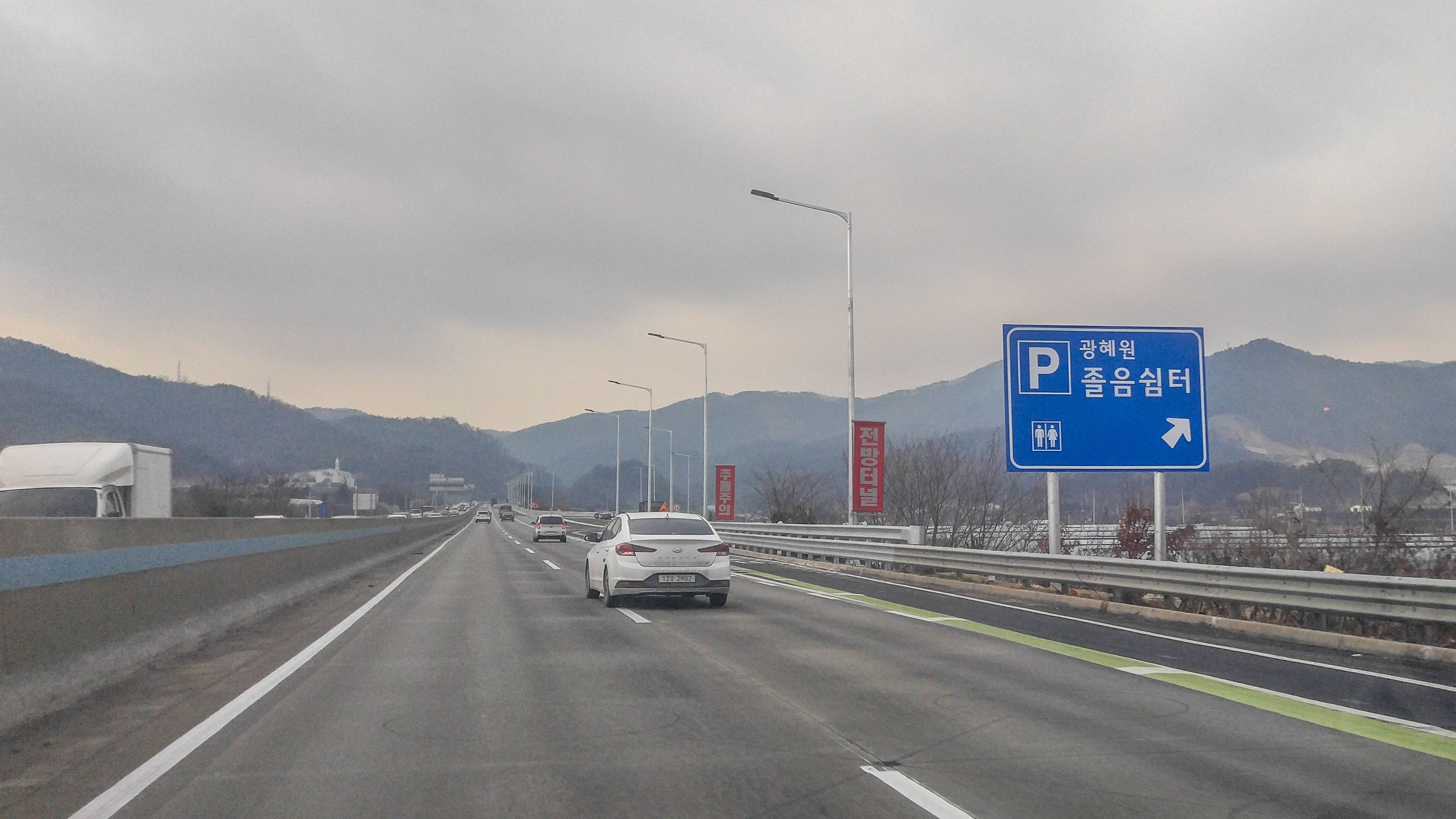
광혜원졸음쉼터 표지판 (평택 방면)
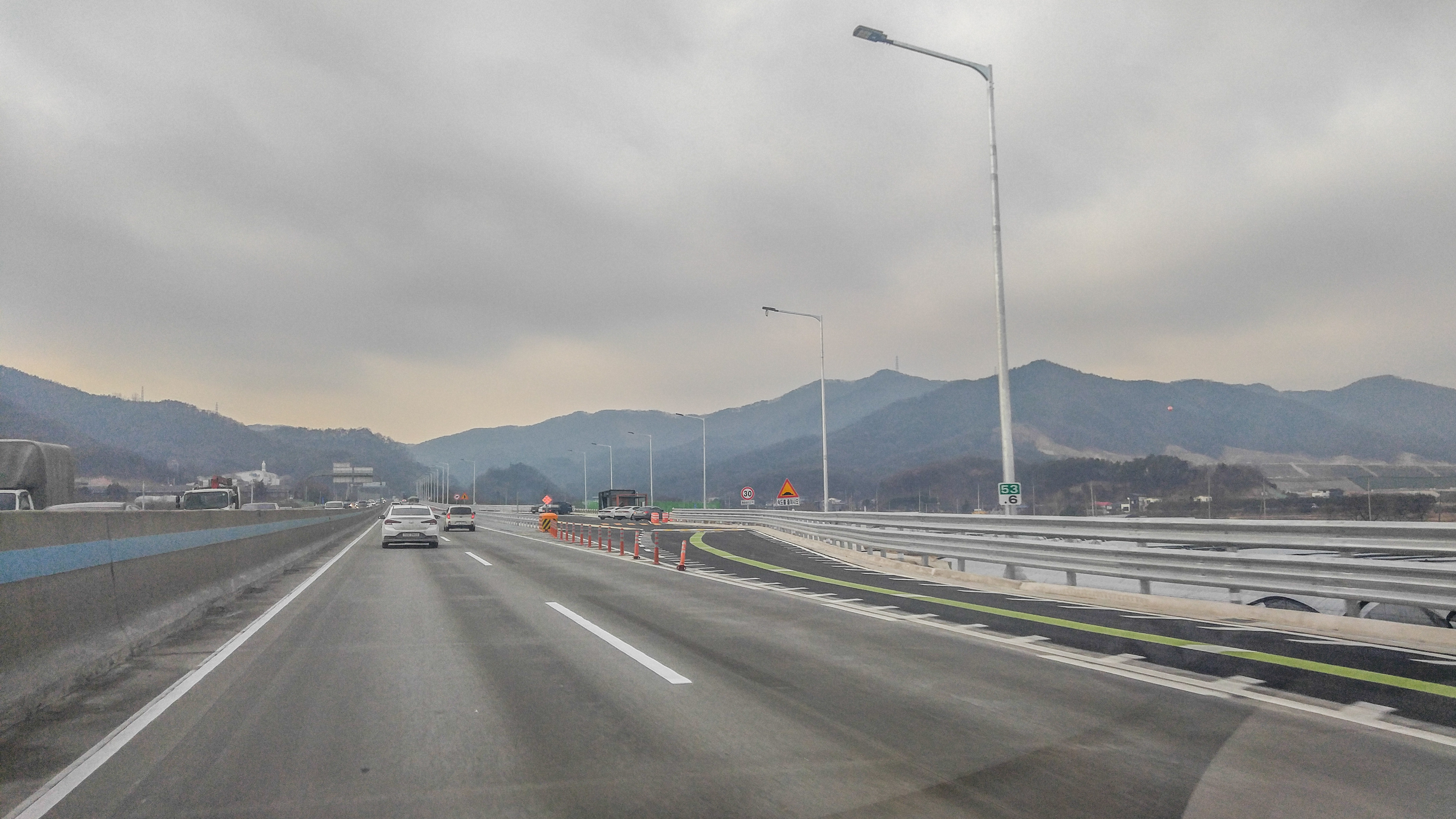
광혜원졸음쉼터 (평택 방면)
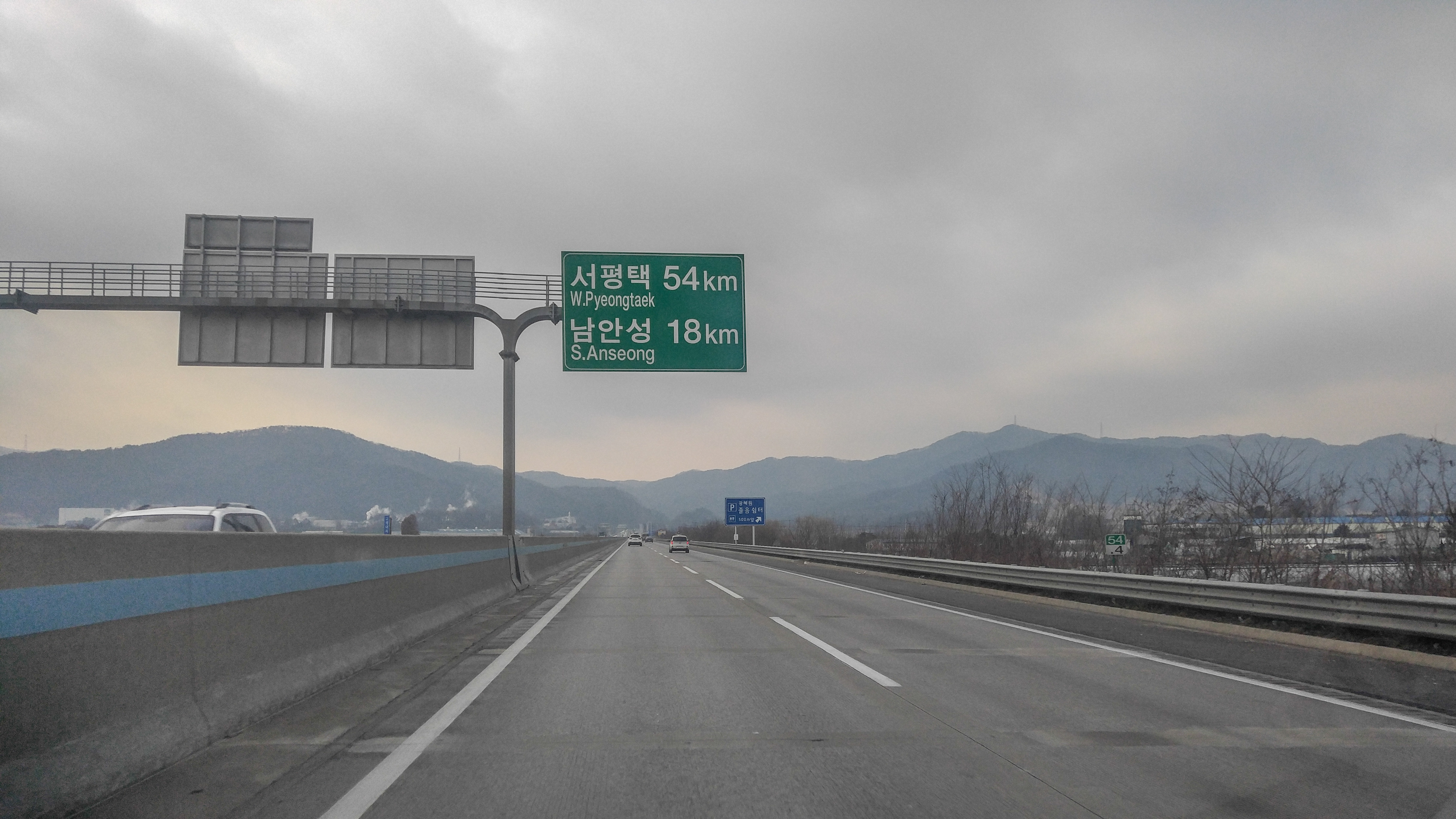
북진천 나들목 인근 (평택 방면)
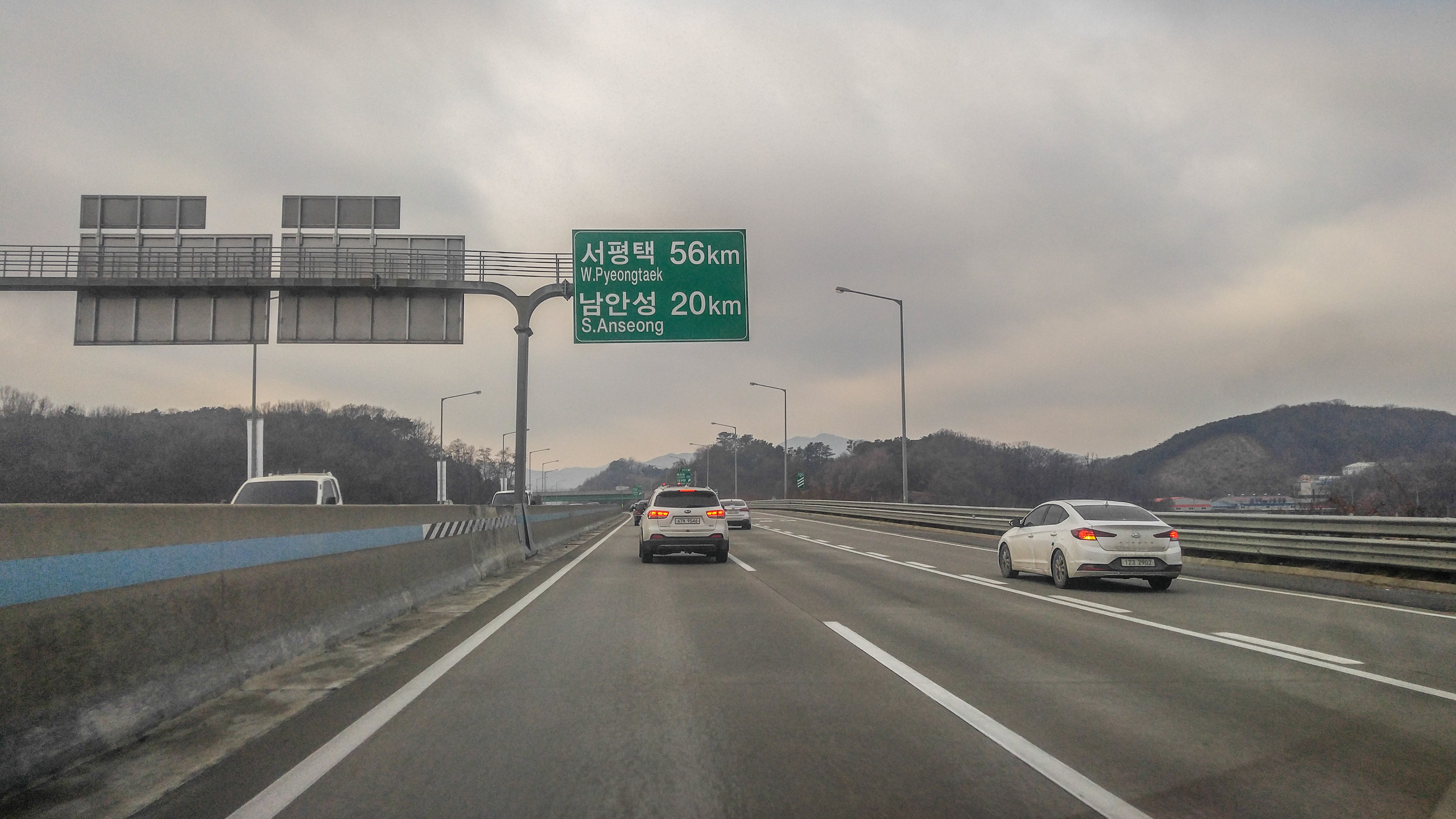
북진천 나들목 인근 (평택 방면)
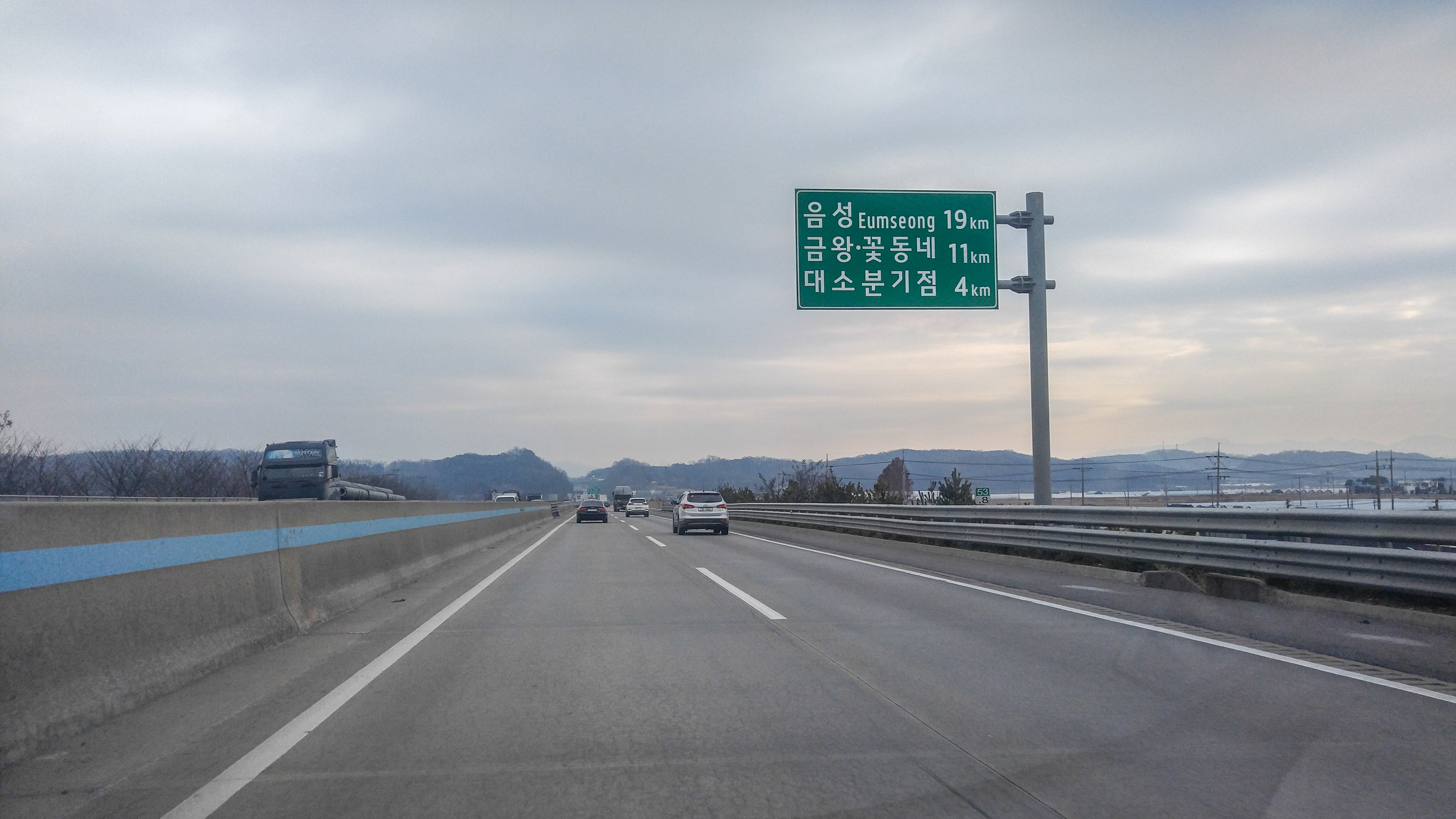
북진천 나들목 인근 (제천 방면)
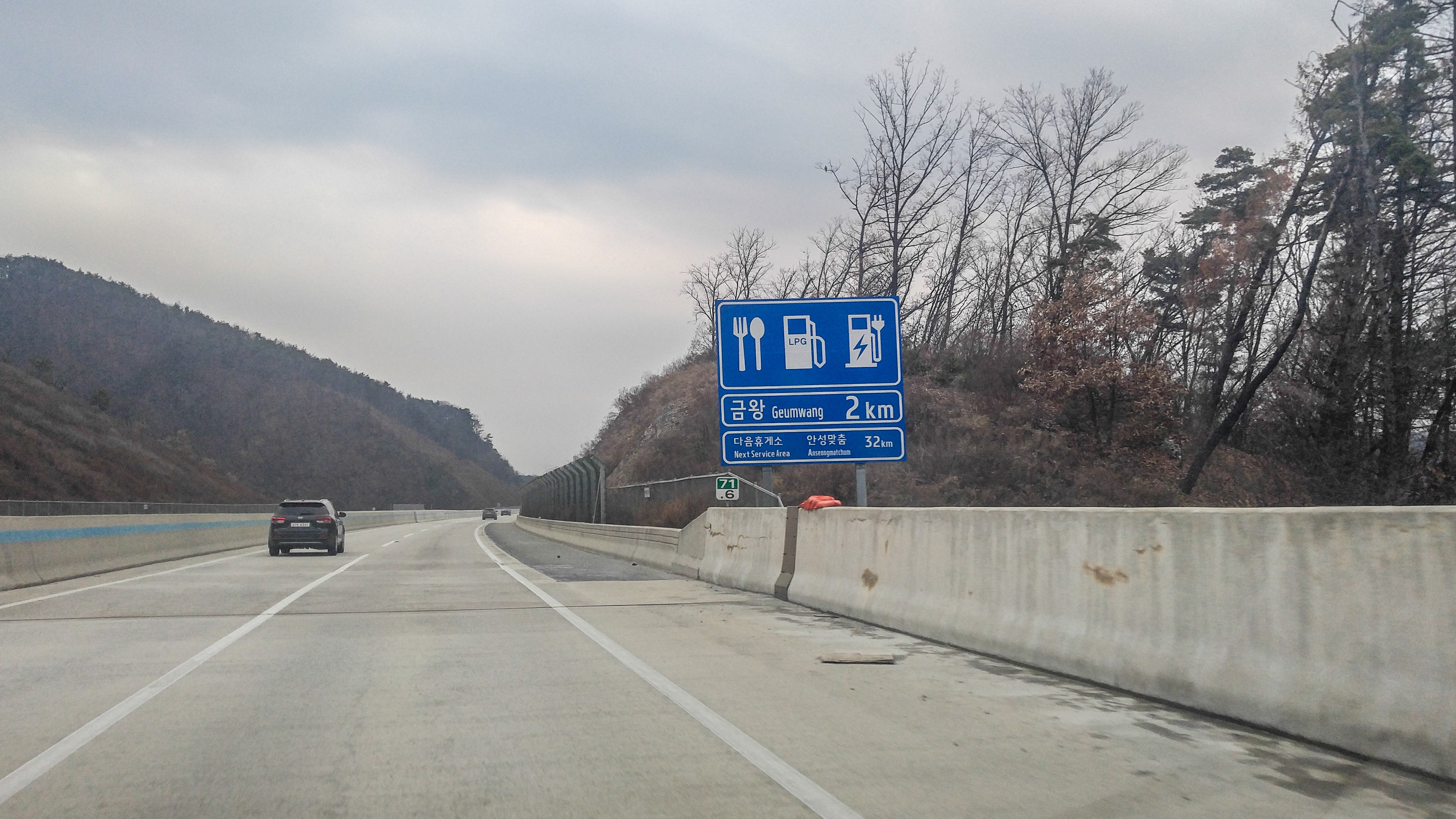
금왕휴게소 2km 표지판 (평택 방면)
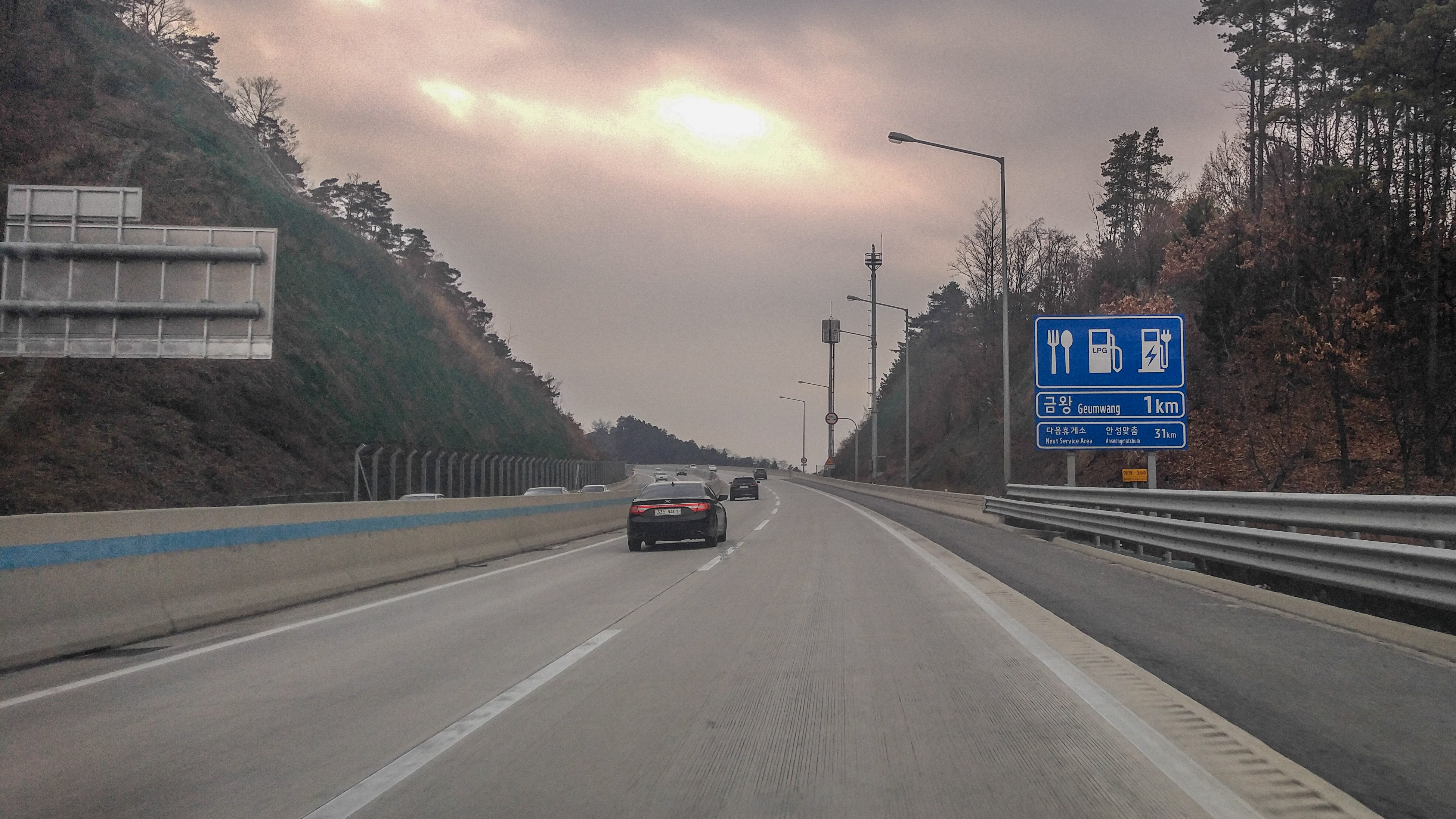
금왕휴게소 1km 표지판 (평택 방면)
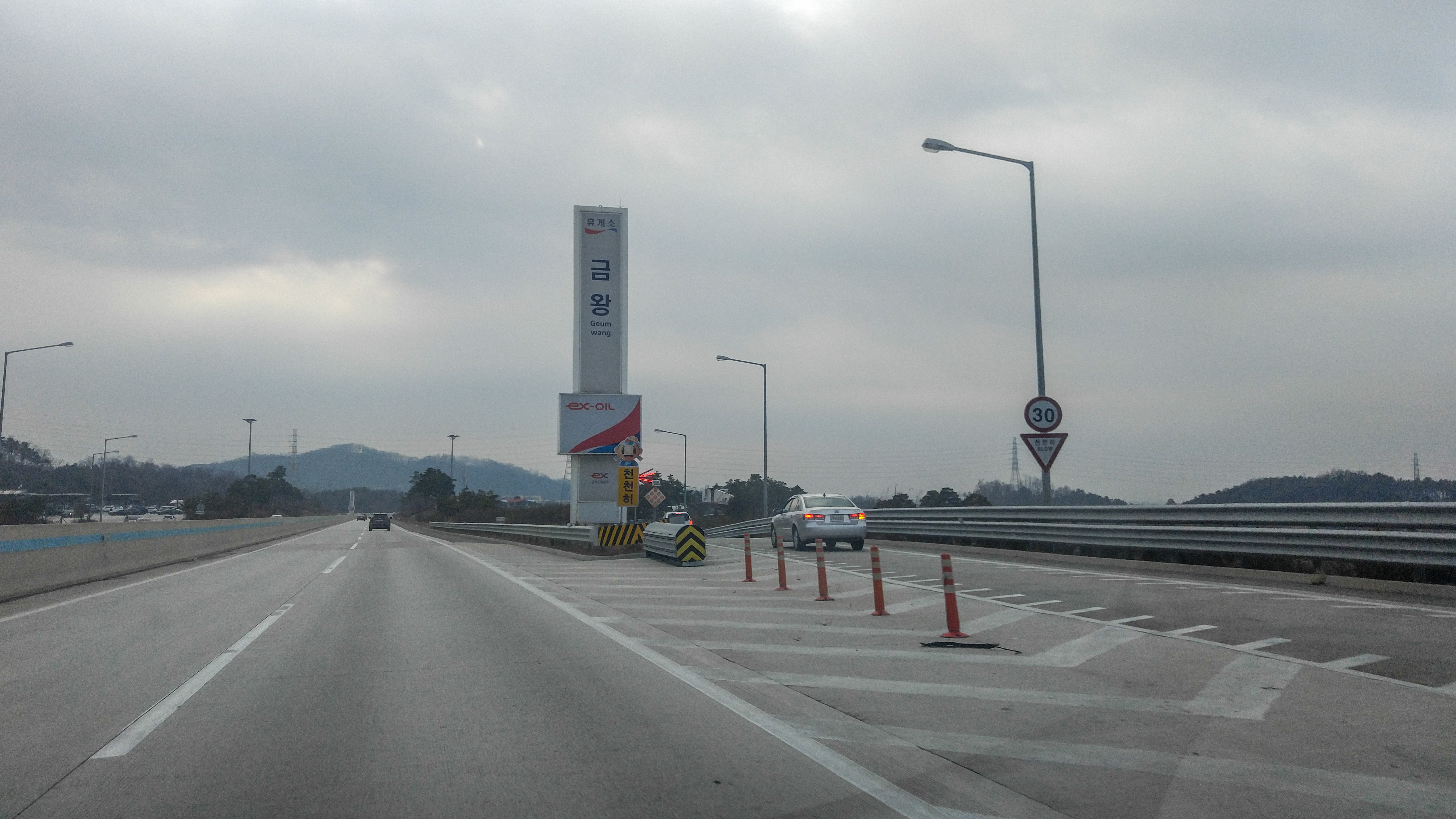
금왕휴게소 지주형 표지판 (평택 방면)
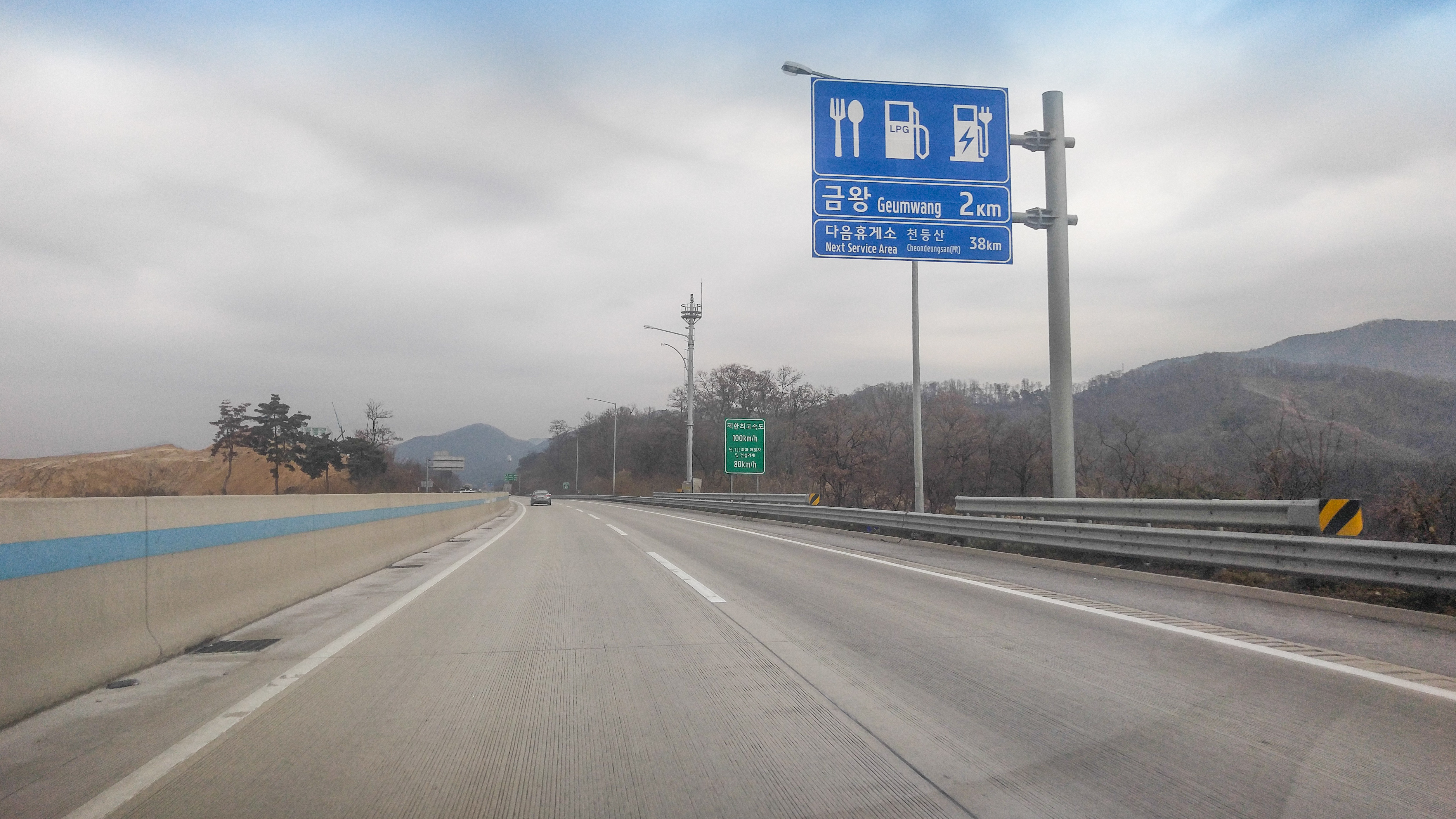
금왕휴게소 2km 표지판 (제천 방면)
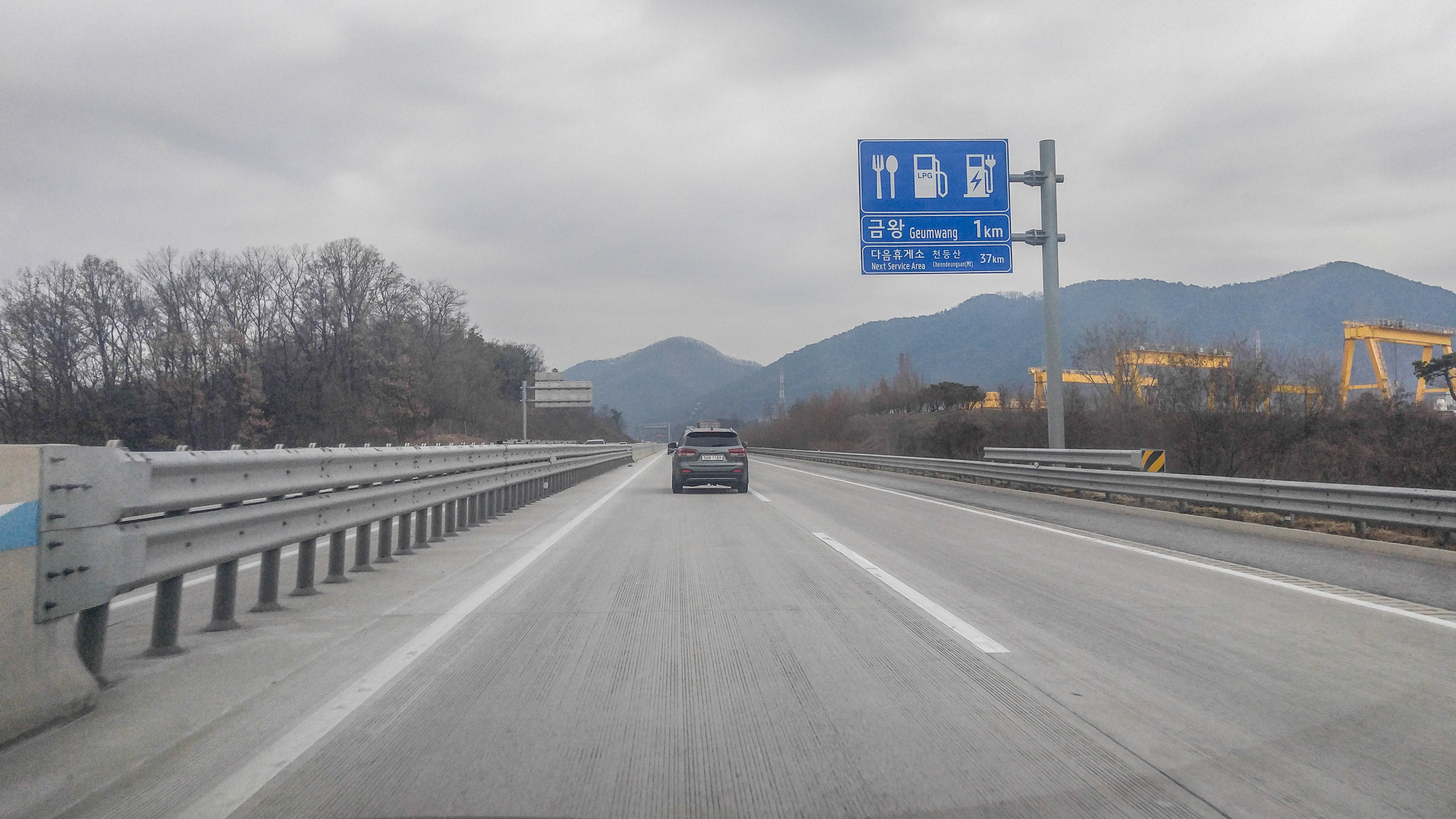
금왕휴게소 1km 표지판 (제천 방면)
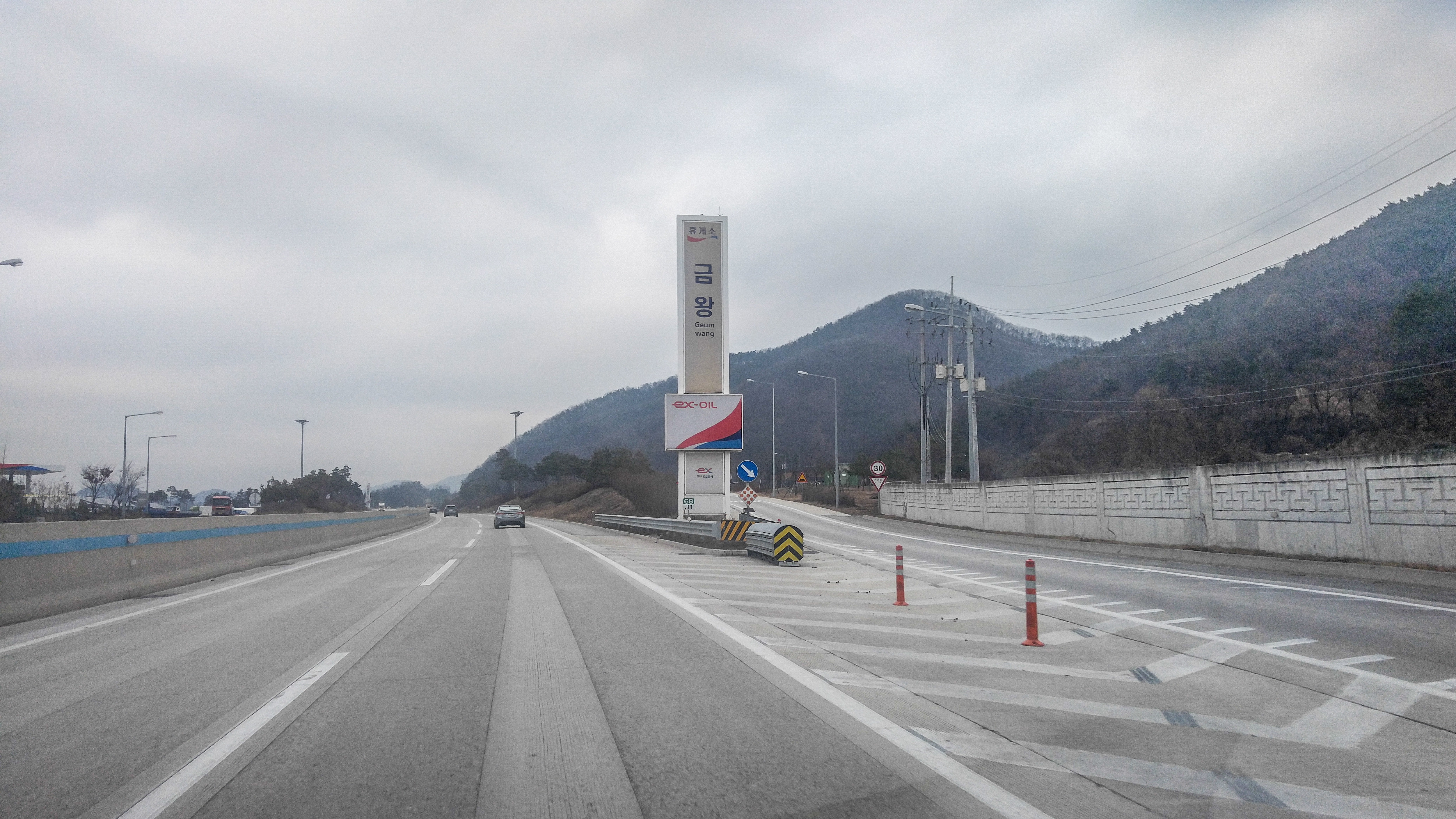
금왕휴게소 지주형 표지판 (제천 방면)
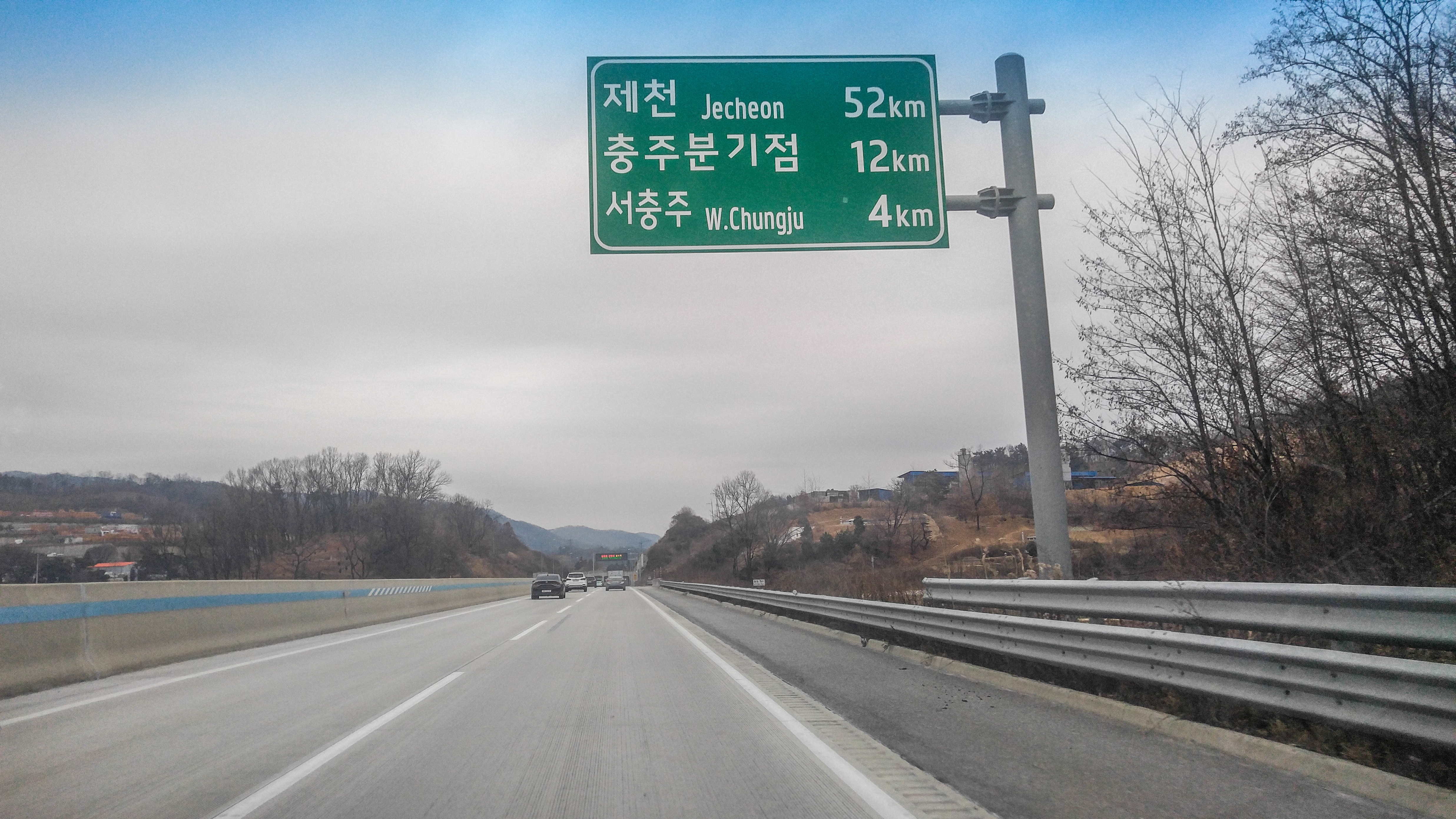
음성 나들목 인근 (제천 방면)
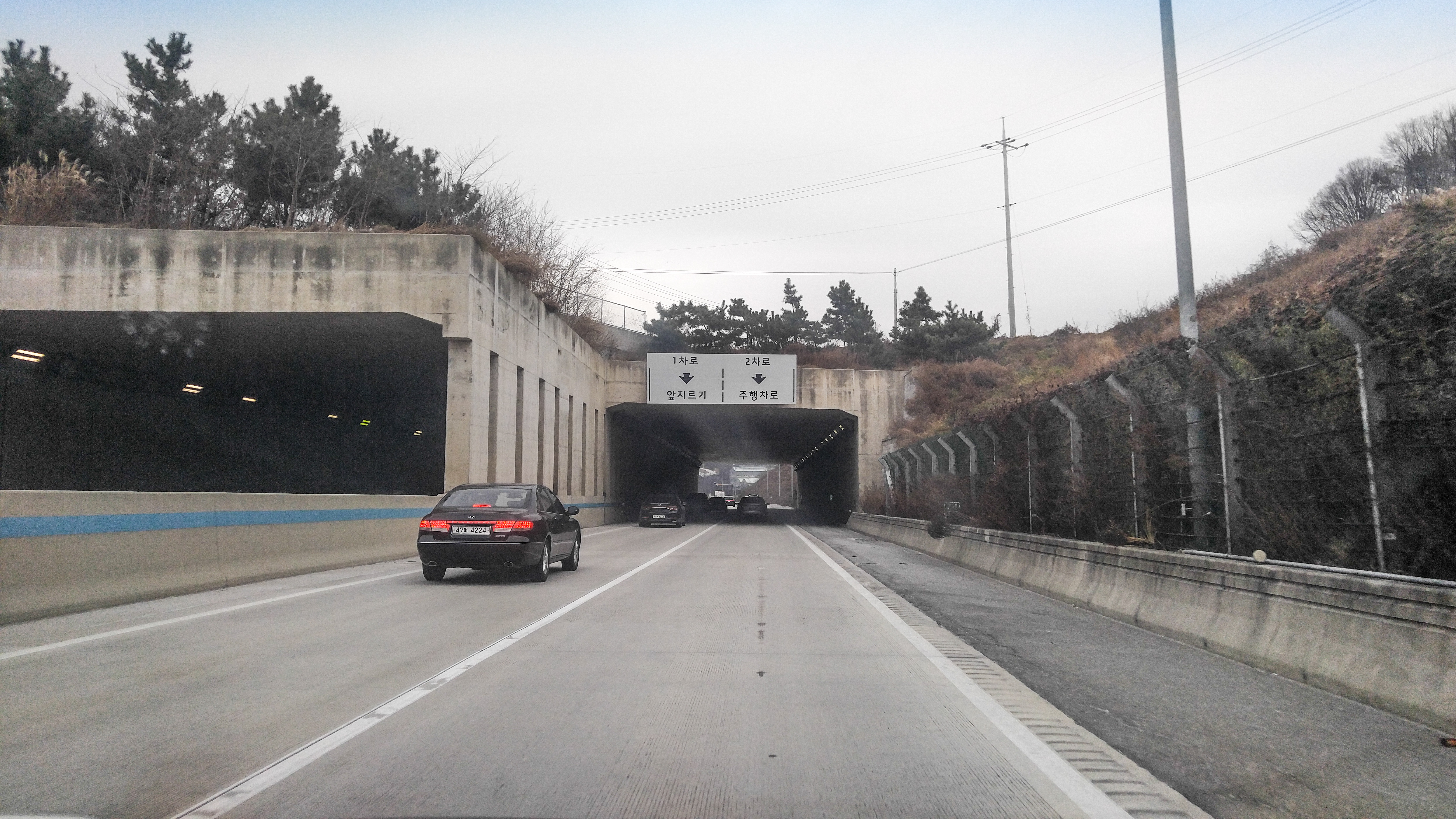
육령8교
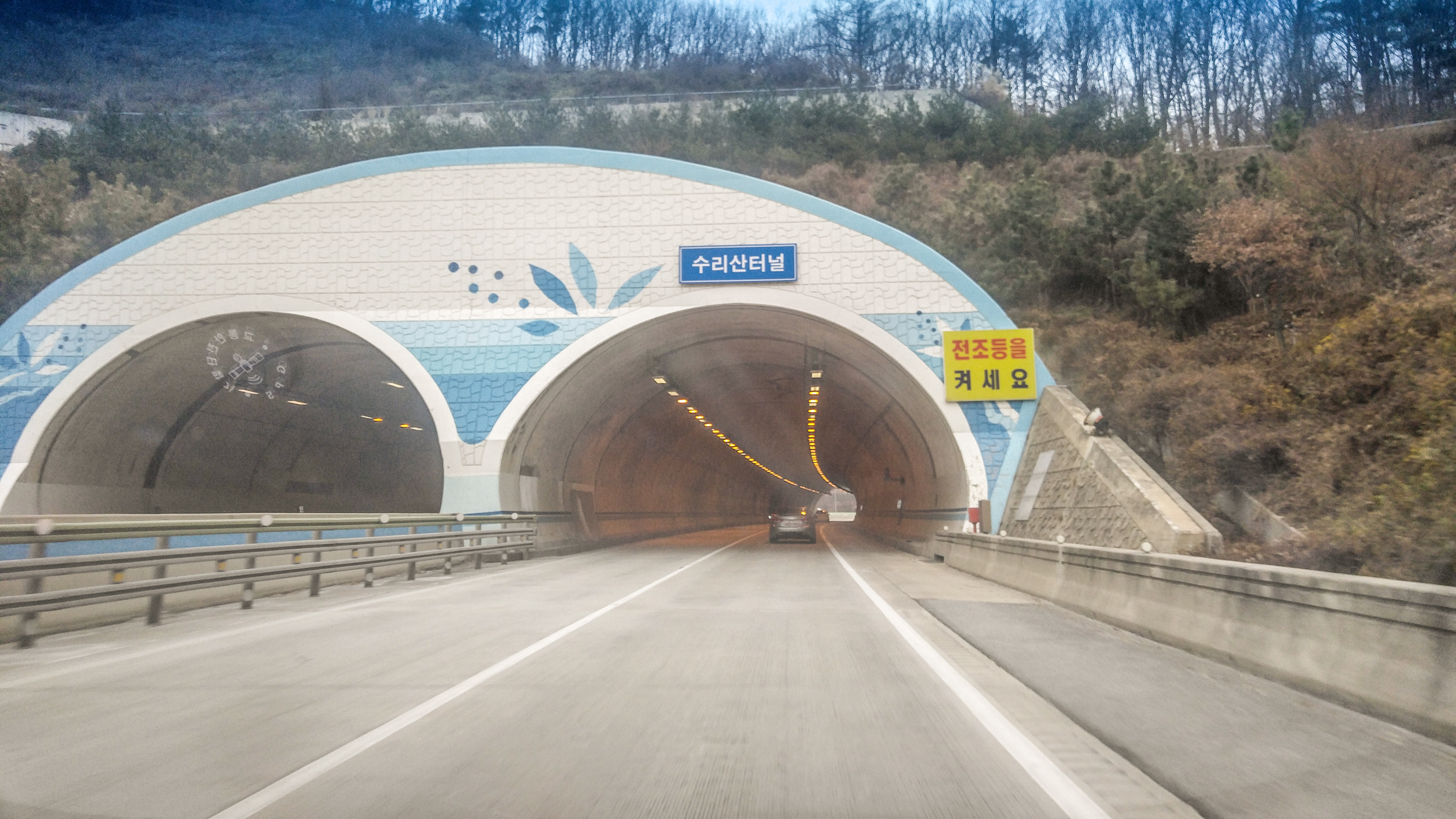
수리산터널 입구 (제천 방면)
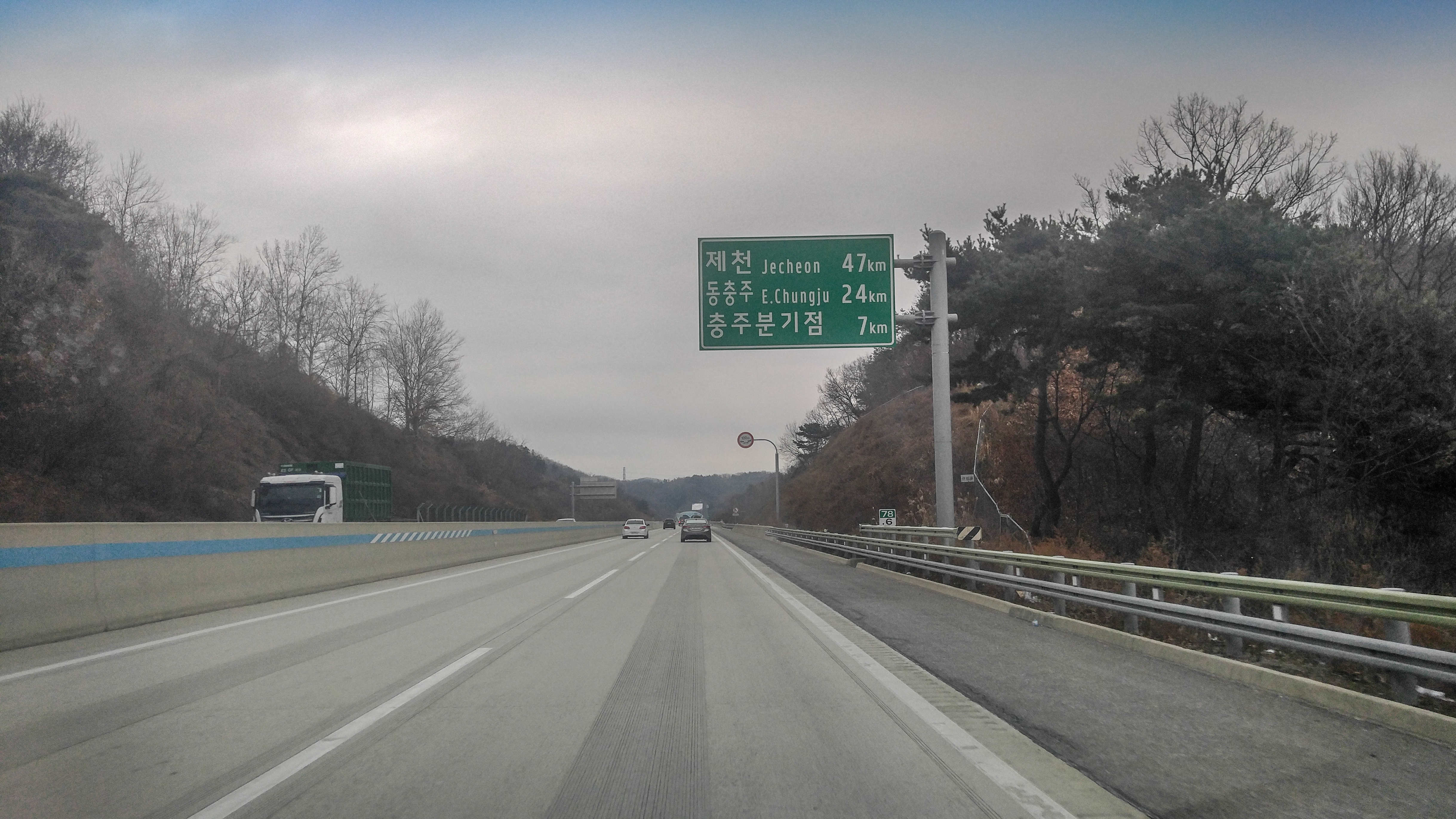
서충주 나들목 인근 (제천 방면)
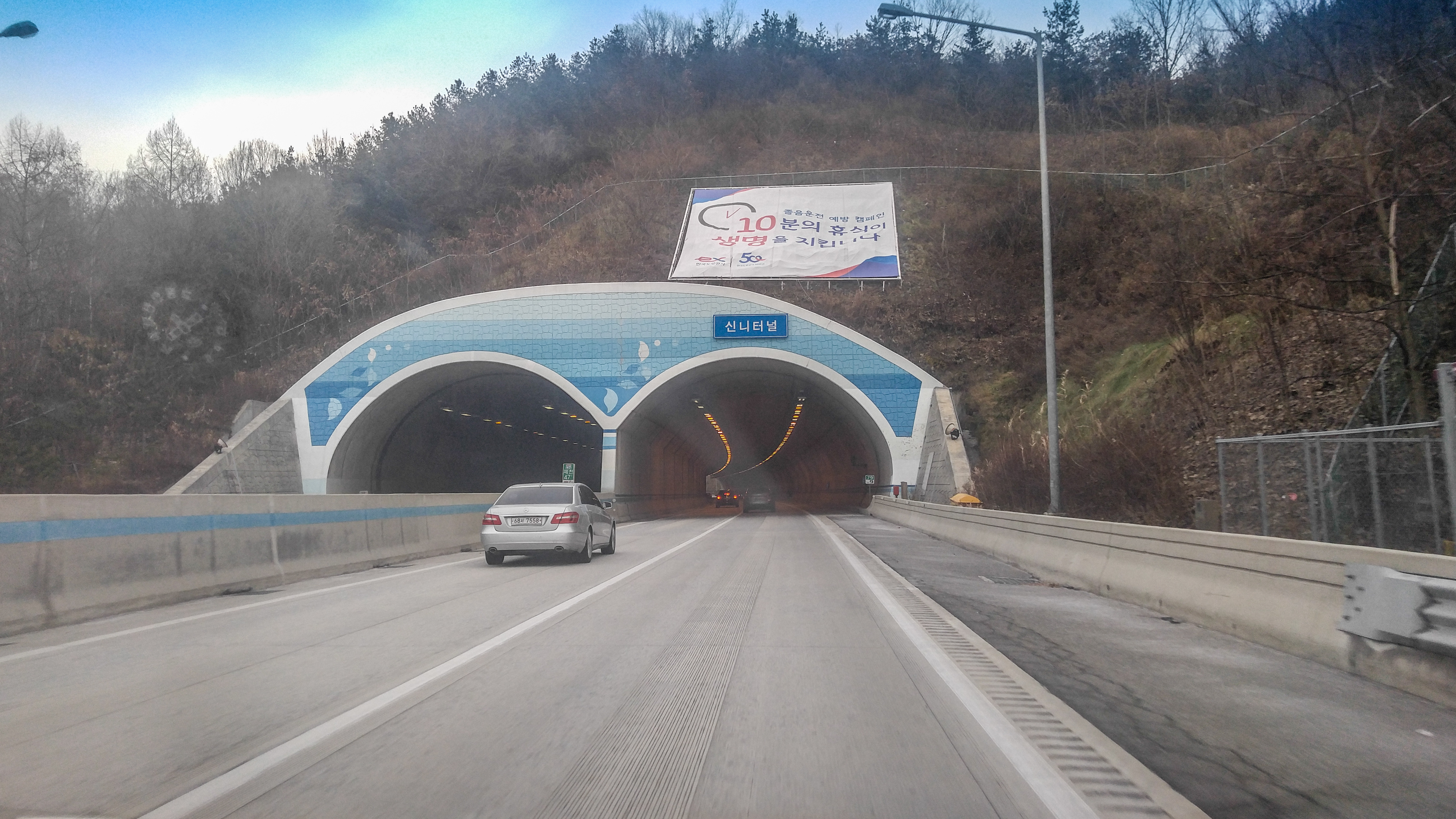
신니터널 입구 (제천 방면)
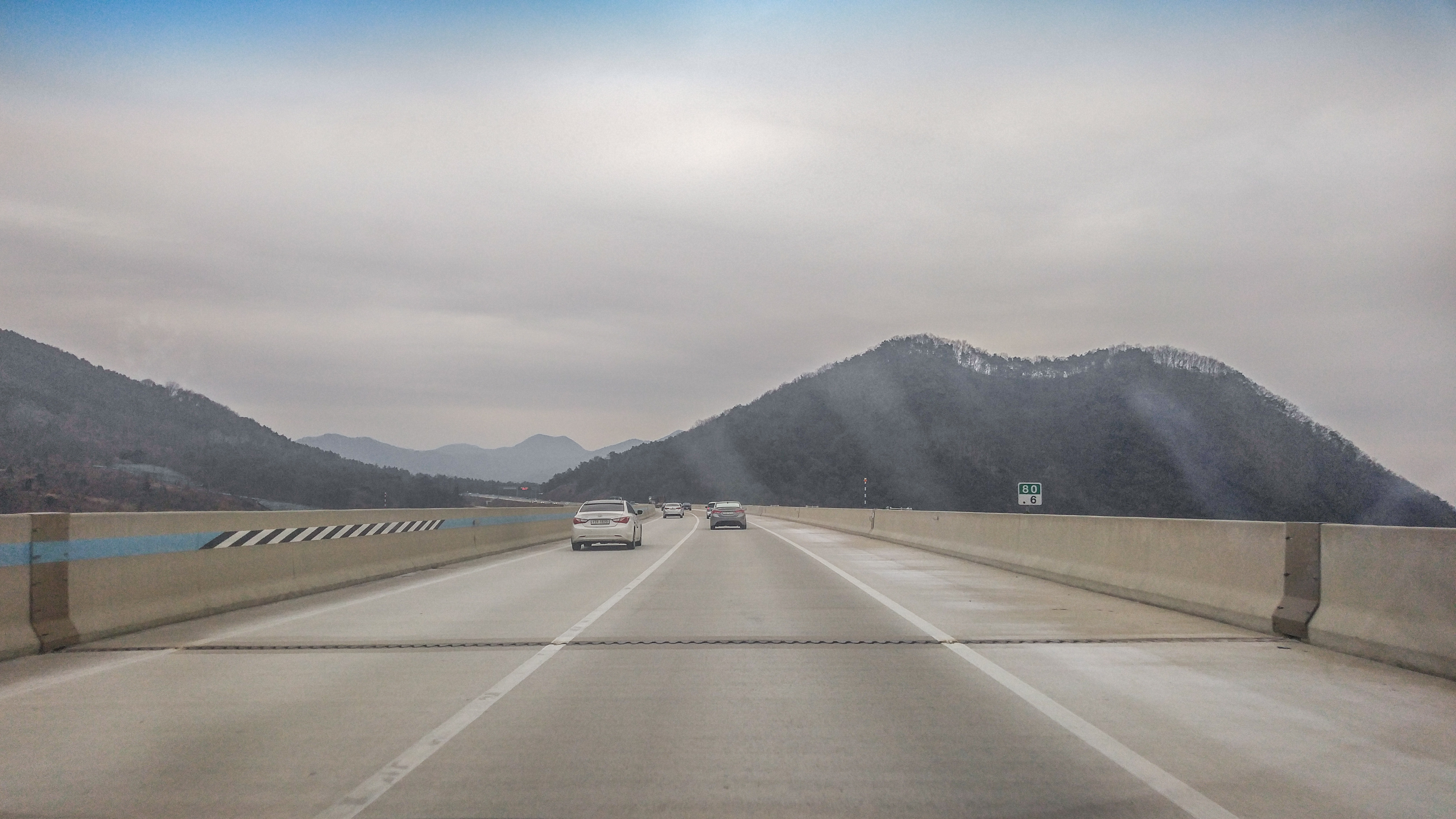
신니교
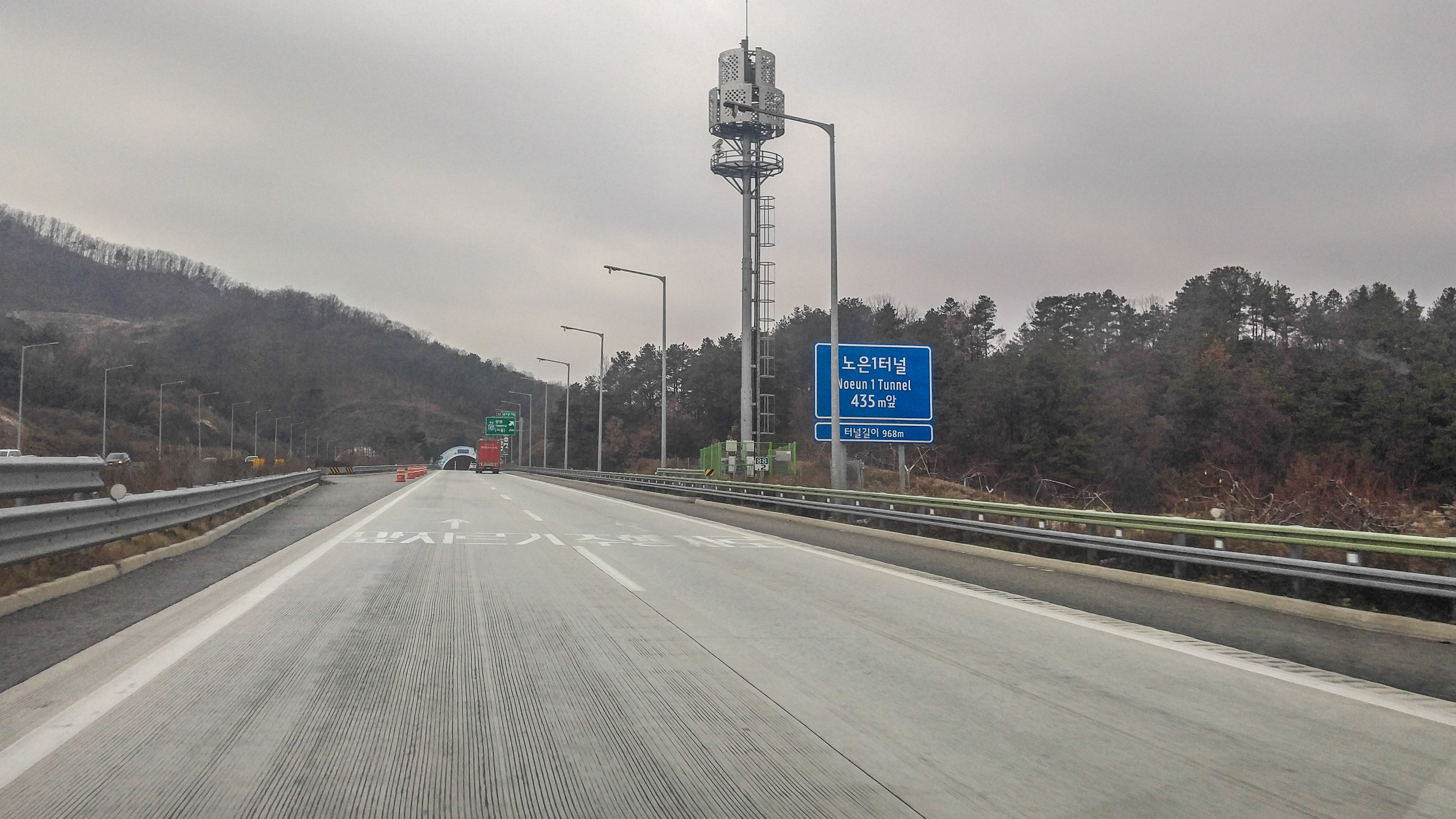
노은1터널 435m 표지판 (평택 방면)
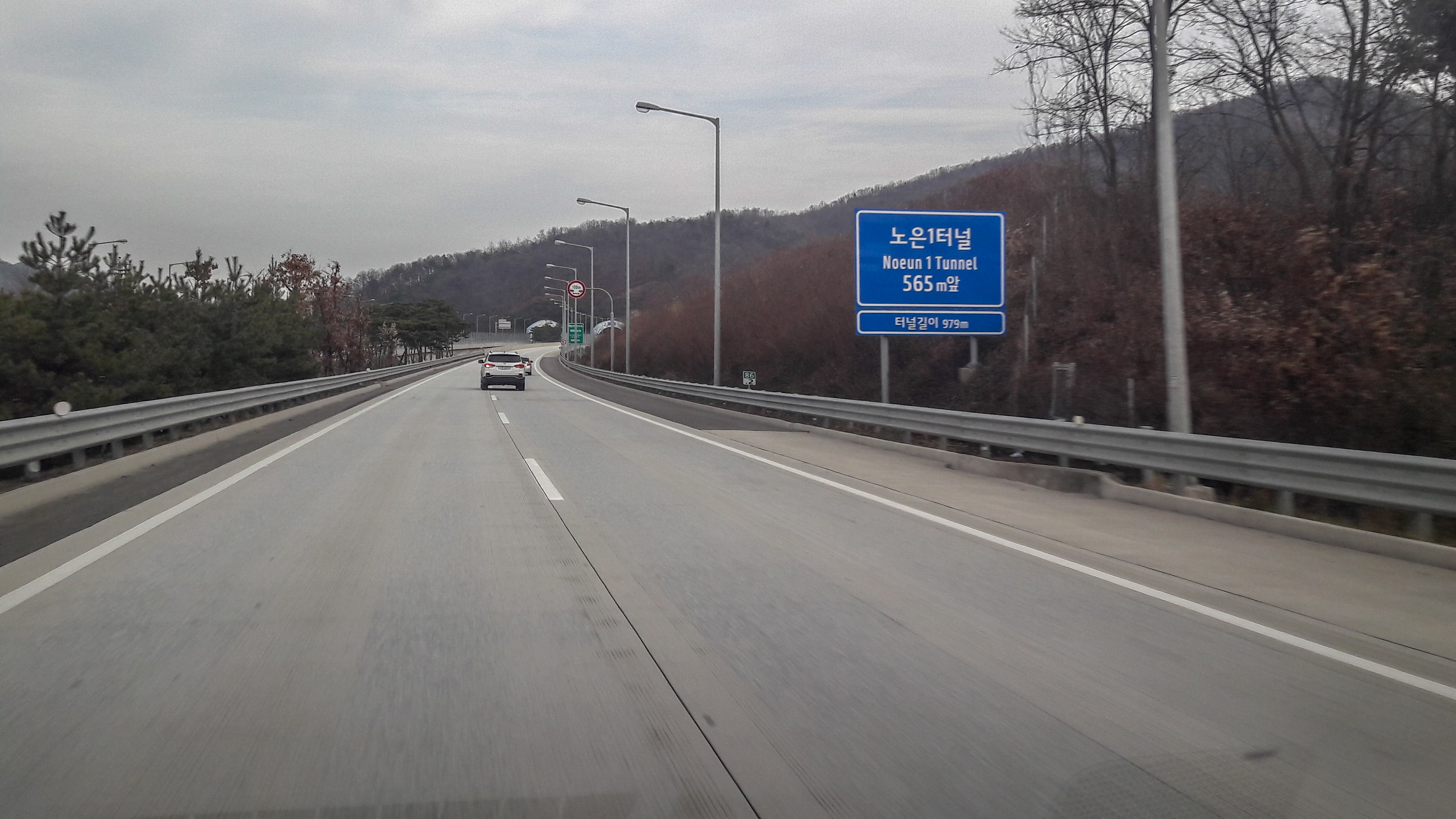
노은1터널 565m 표지판 (제천 방면)
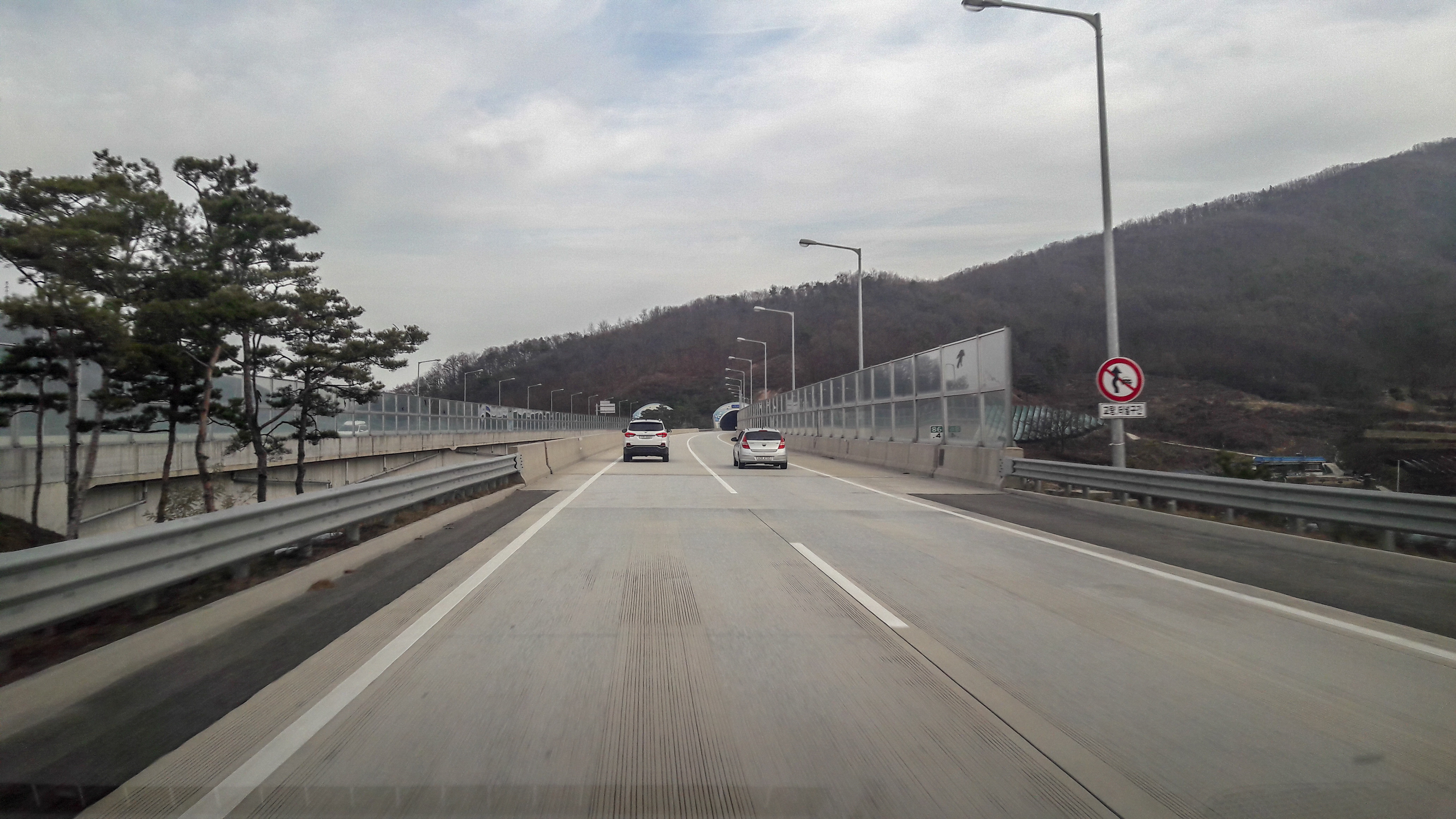
문성3교 (제천 방면)
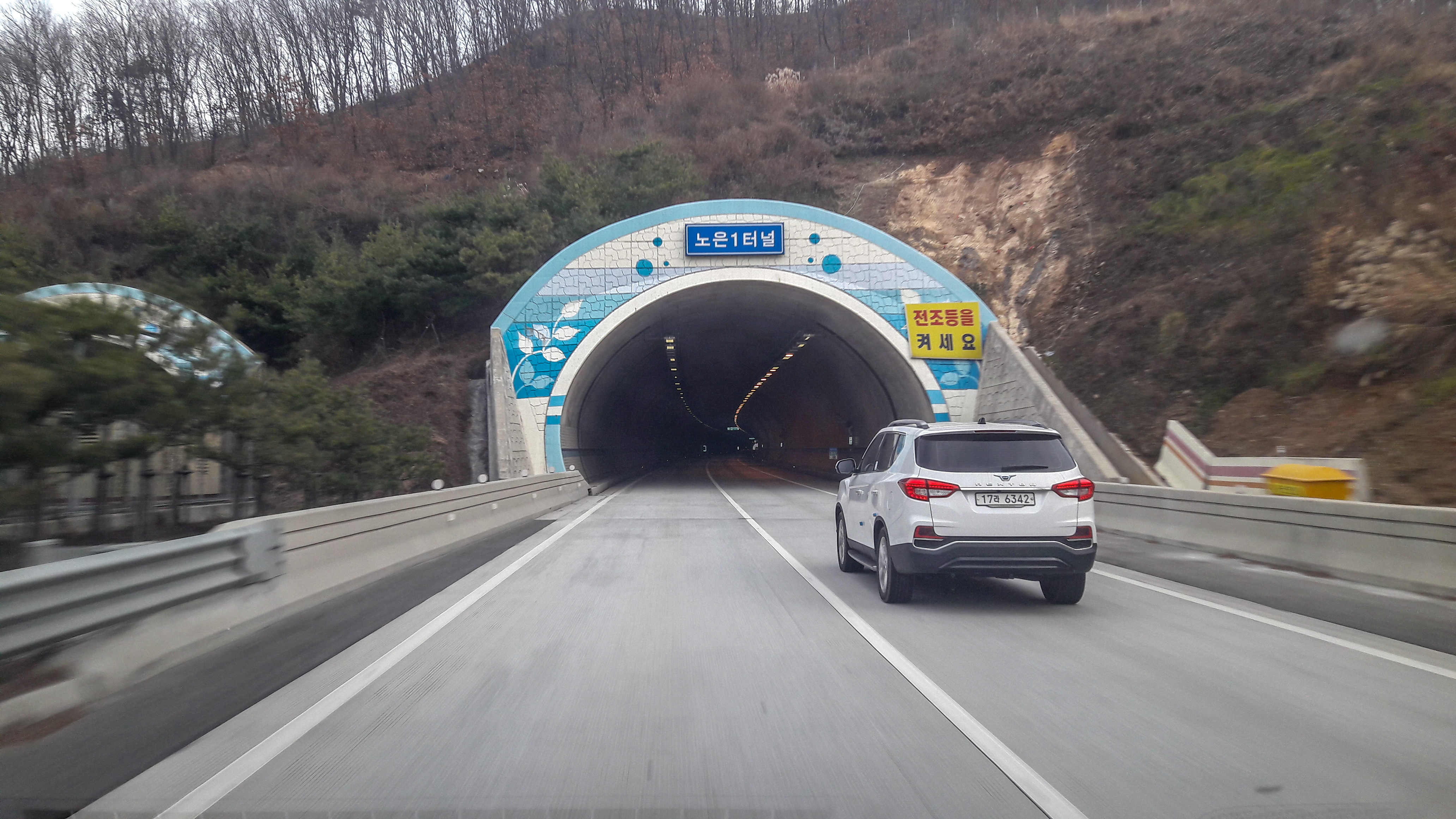
노은1터널 입구 (제천 방면)
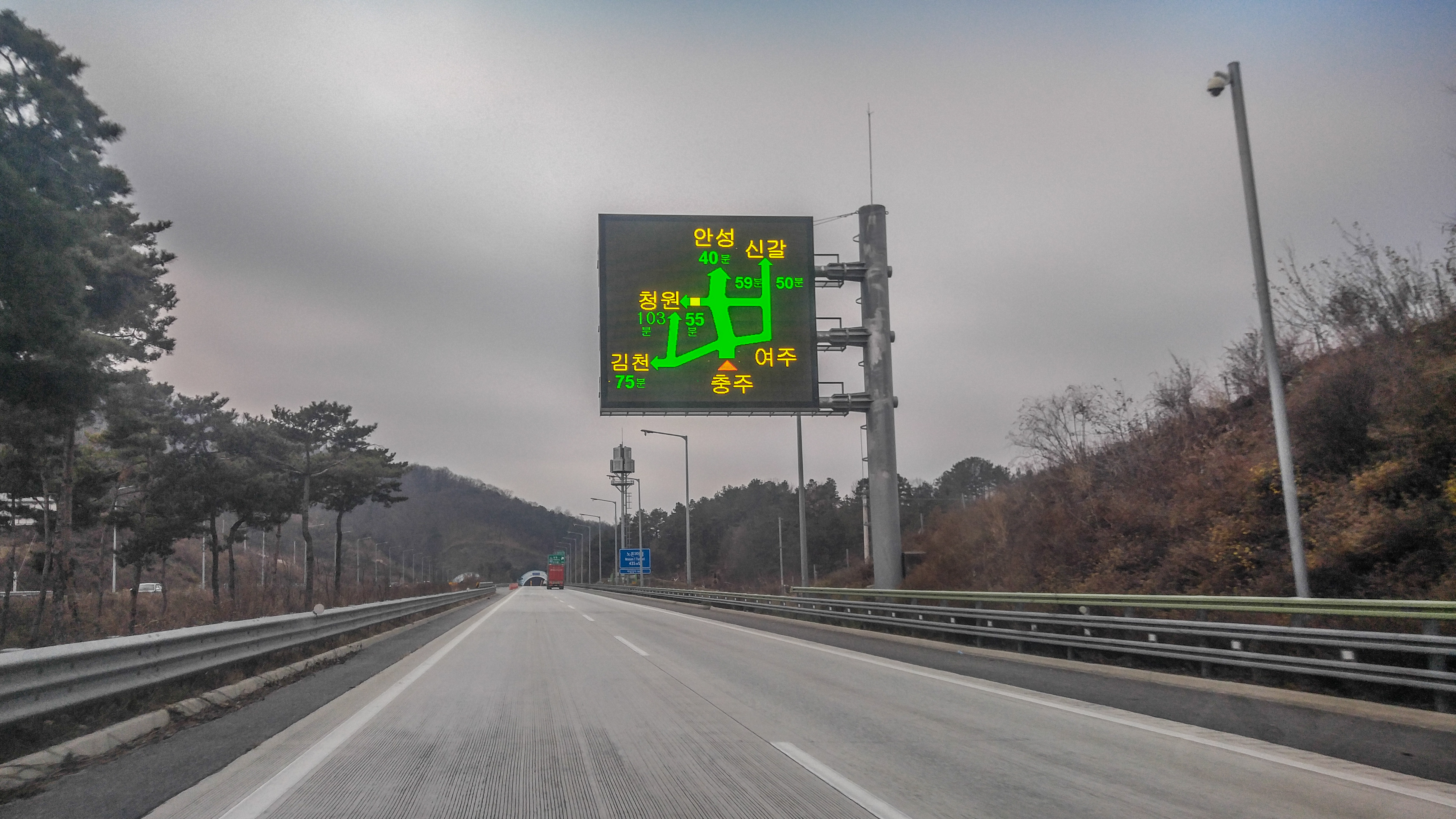
동충주 나들목 인근 (평택 방면)
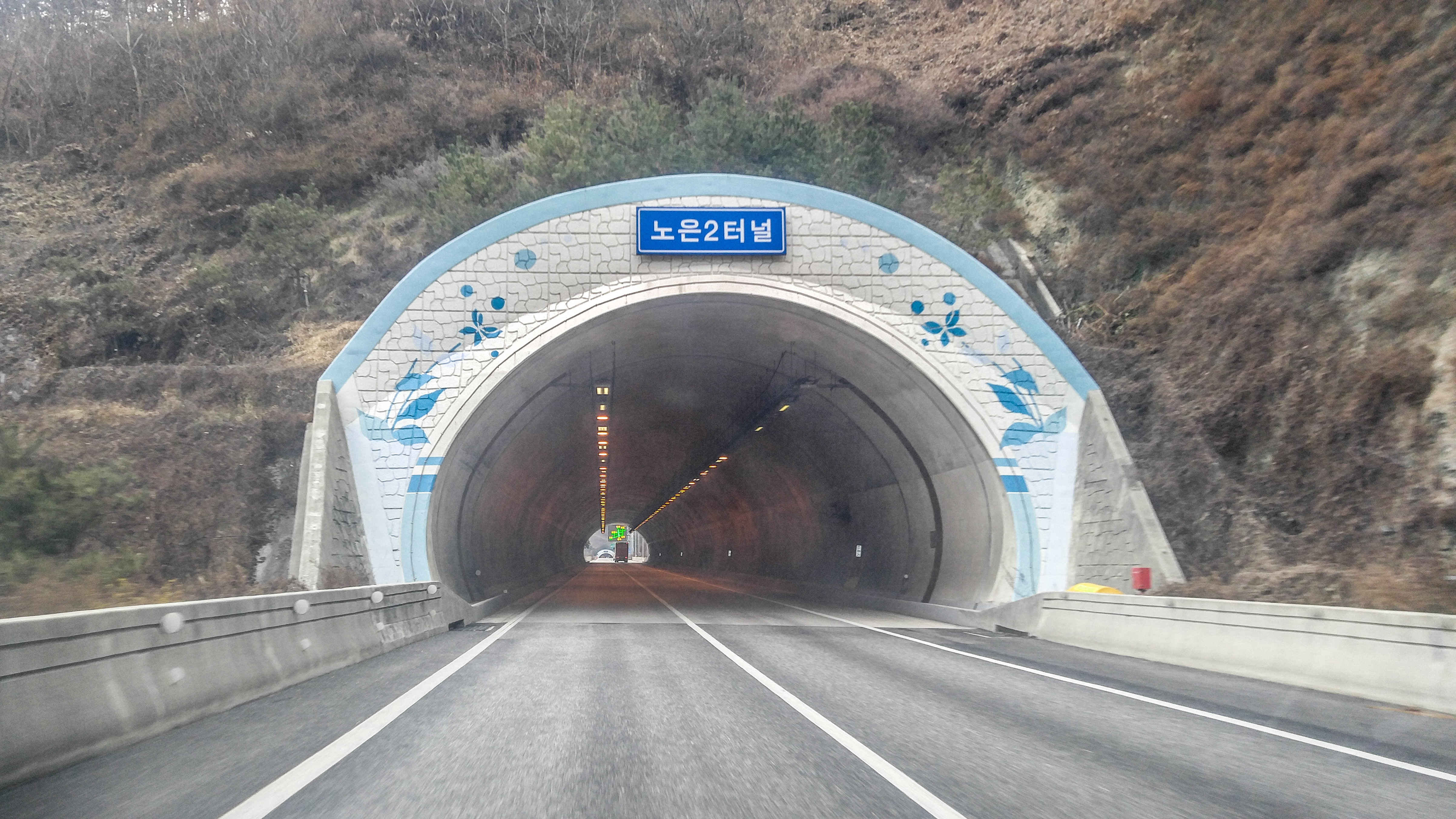
노은2터널 입구 (평택 방면)
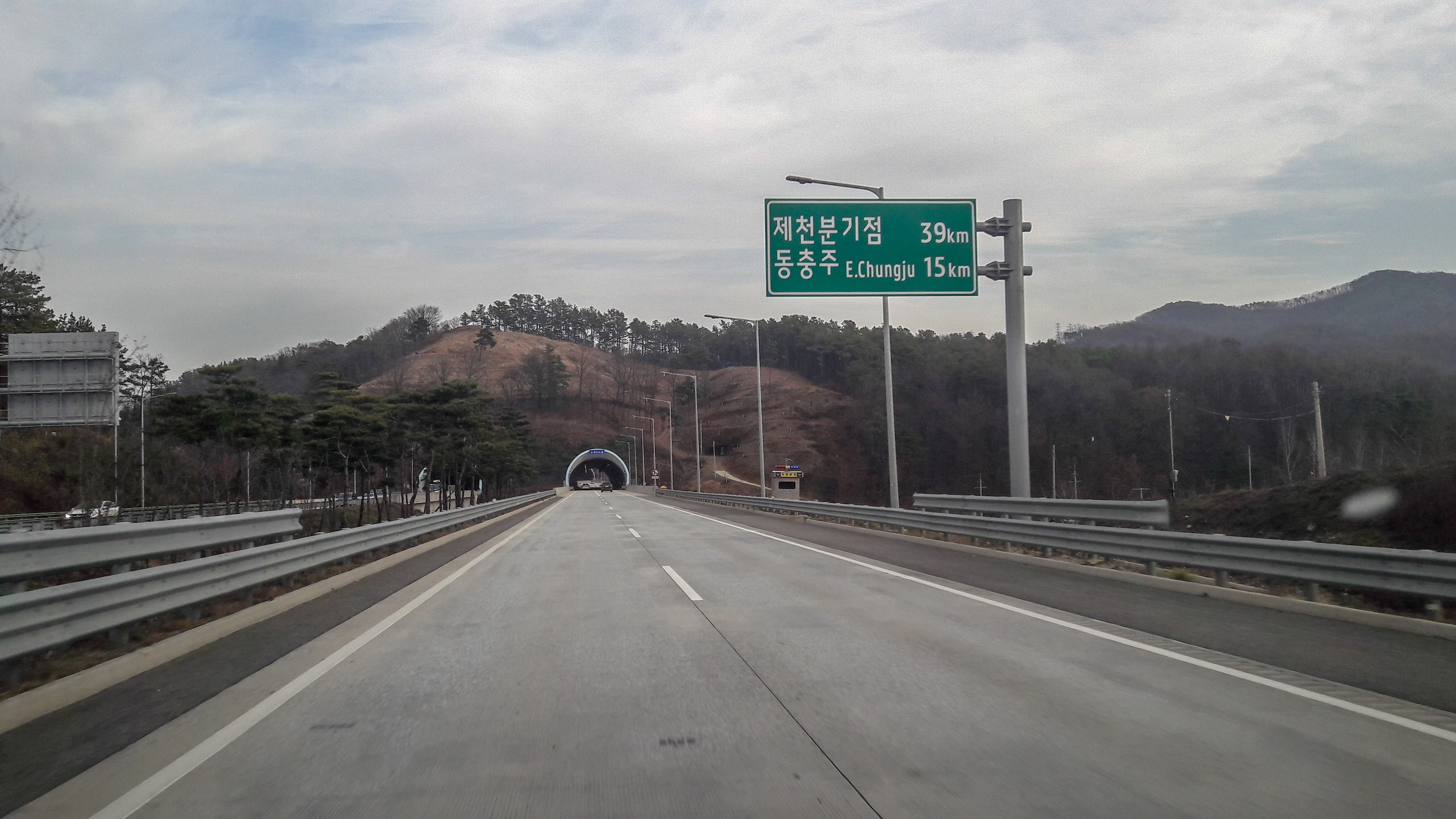
노은2터널 직전거리표지판 (제천 방면)
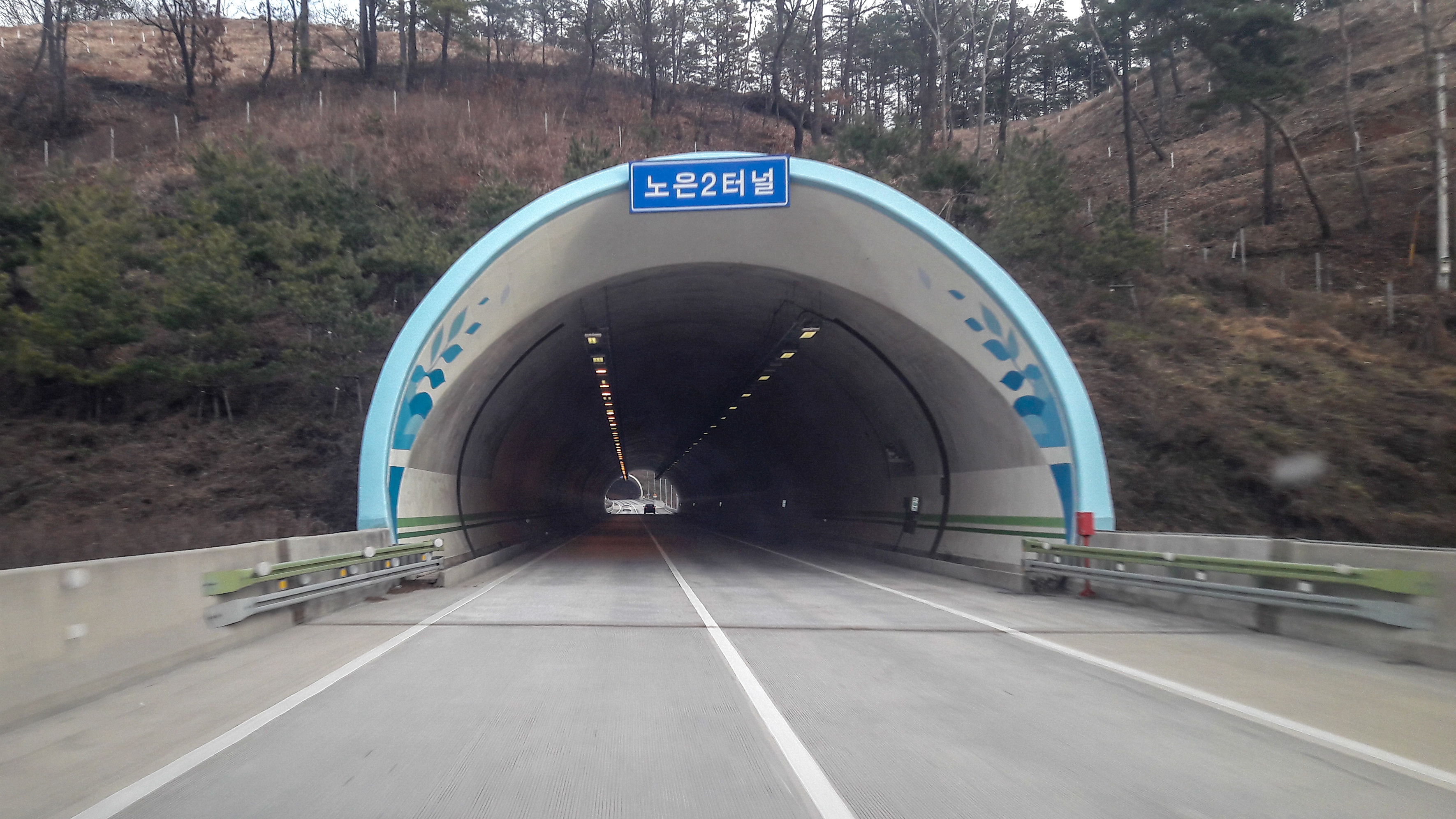
노은2터널 입구 (제천 방면)
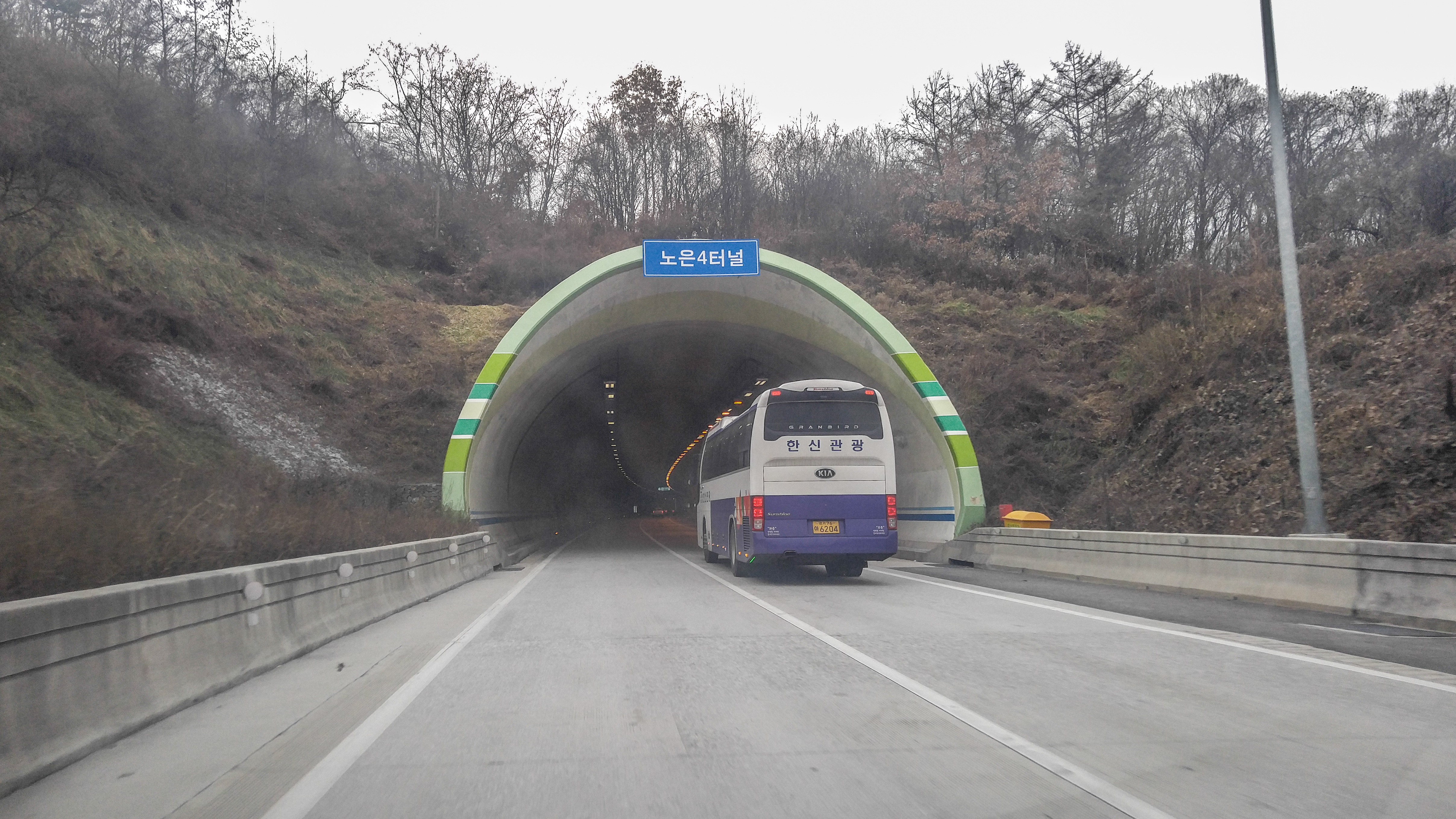
노은4터널 입구 (평택 방면)
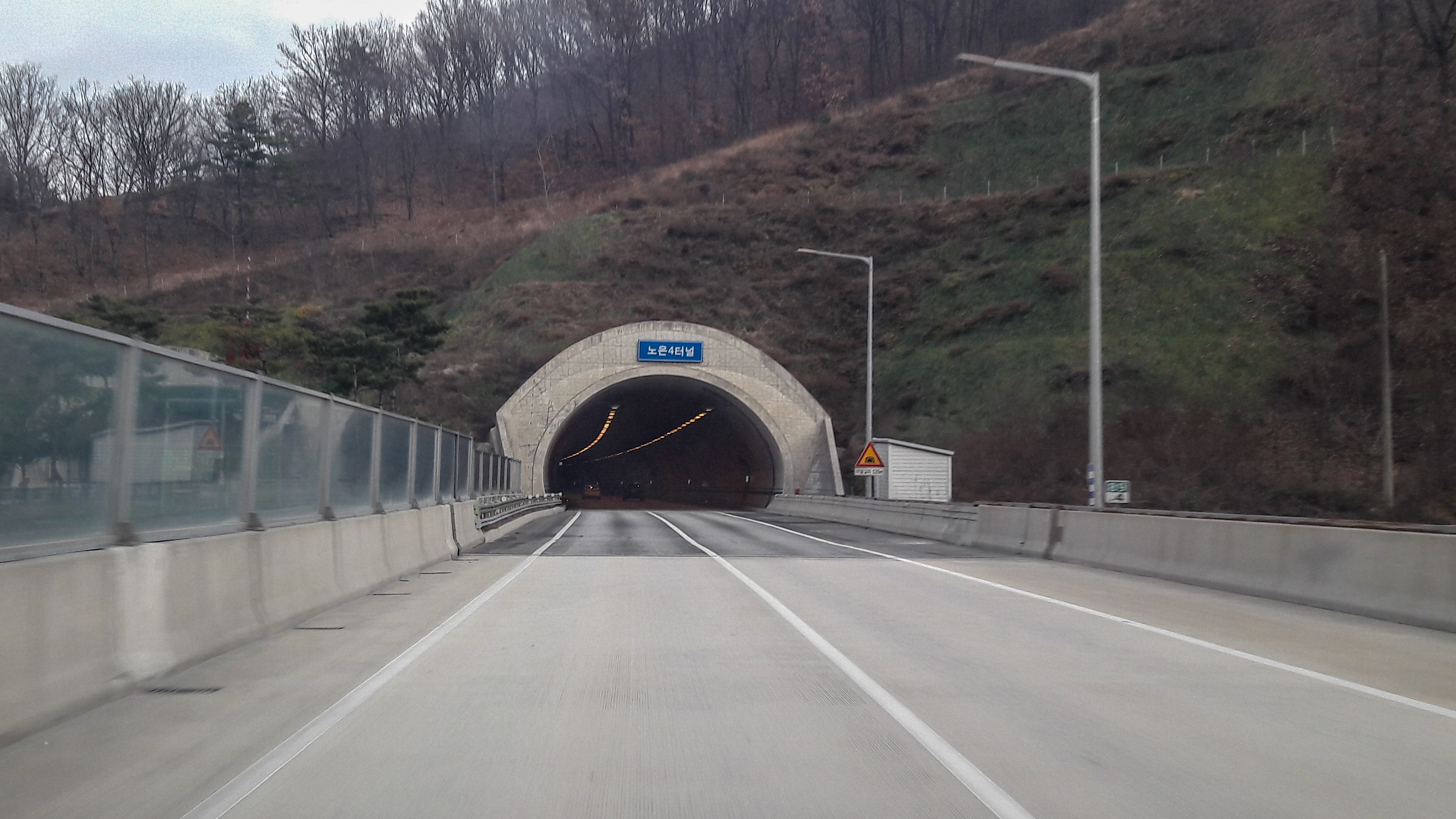
노은4터널 입구 (제천 방면)
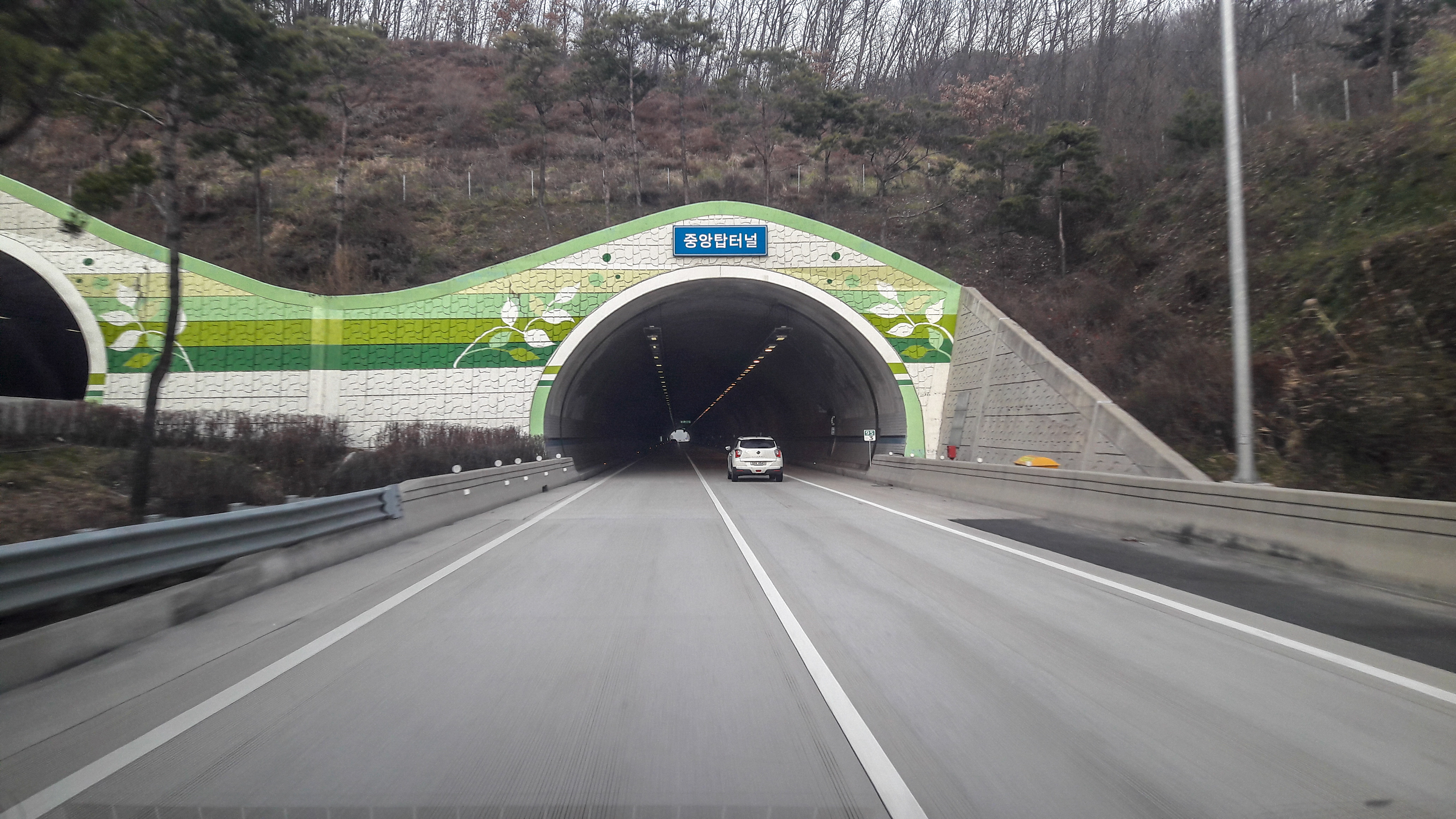
중앙탑터널 입구 (제천 방면)
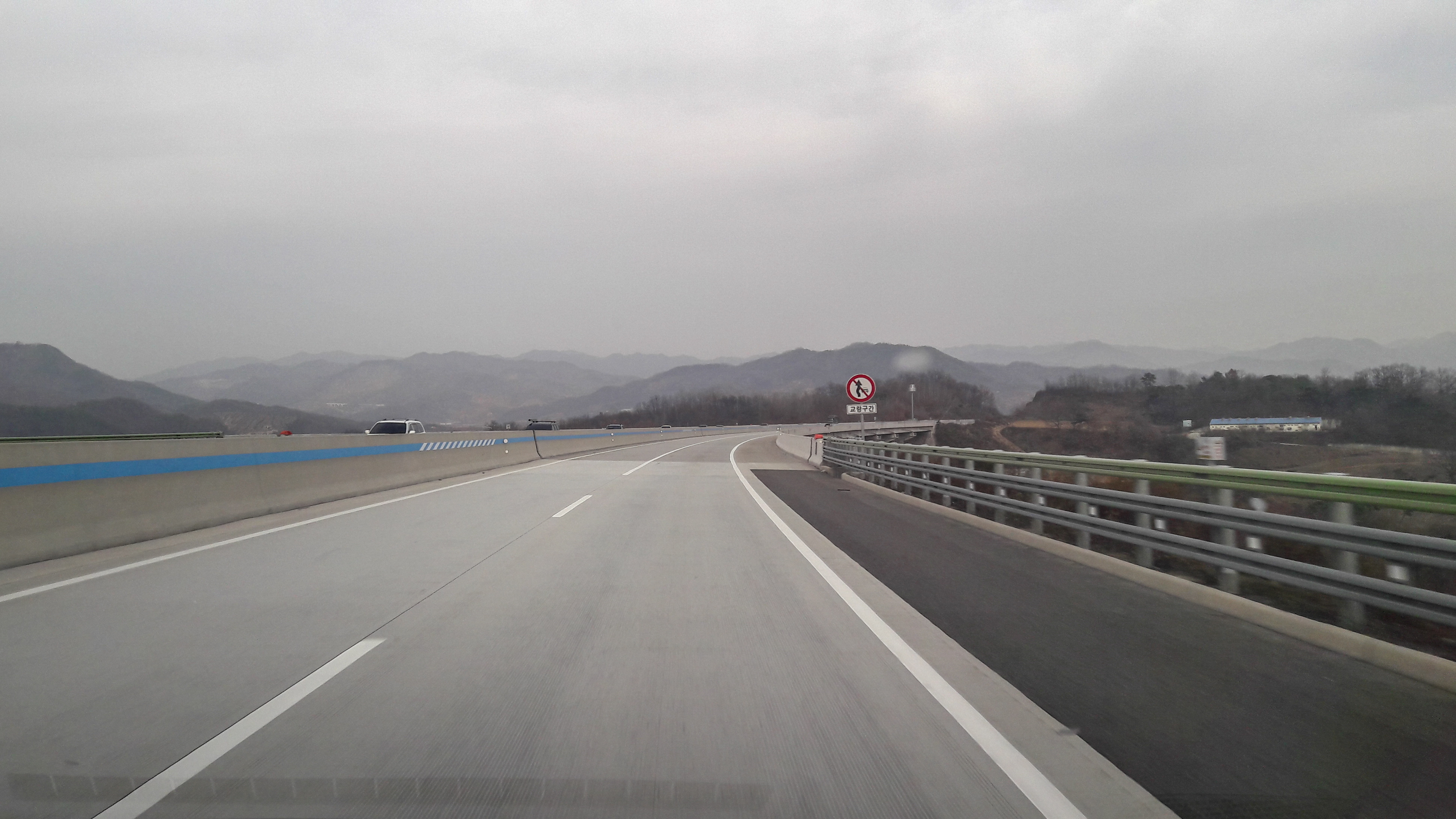
가흥2교 (제천 방면)
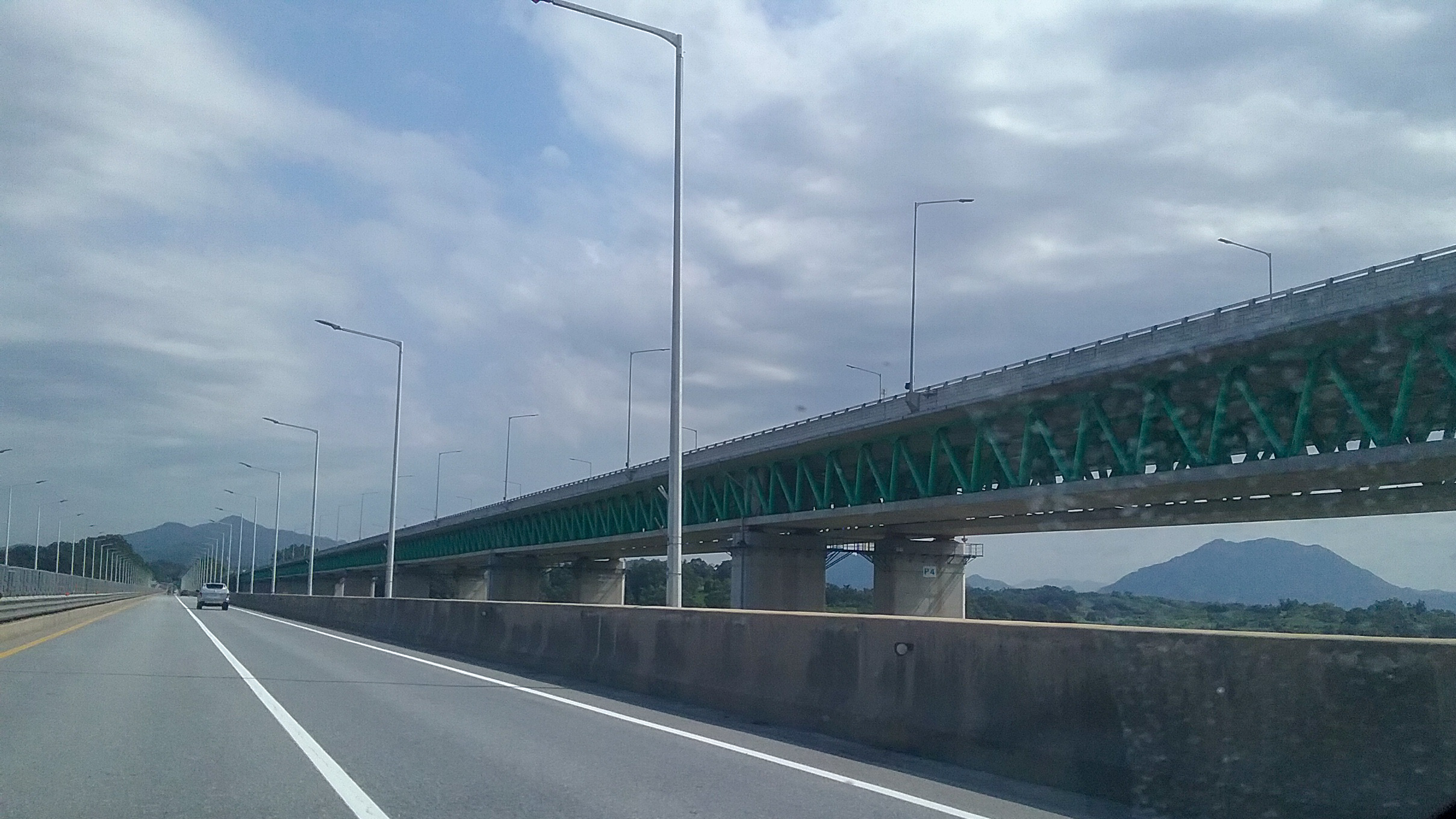
남한강대교 전경
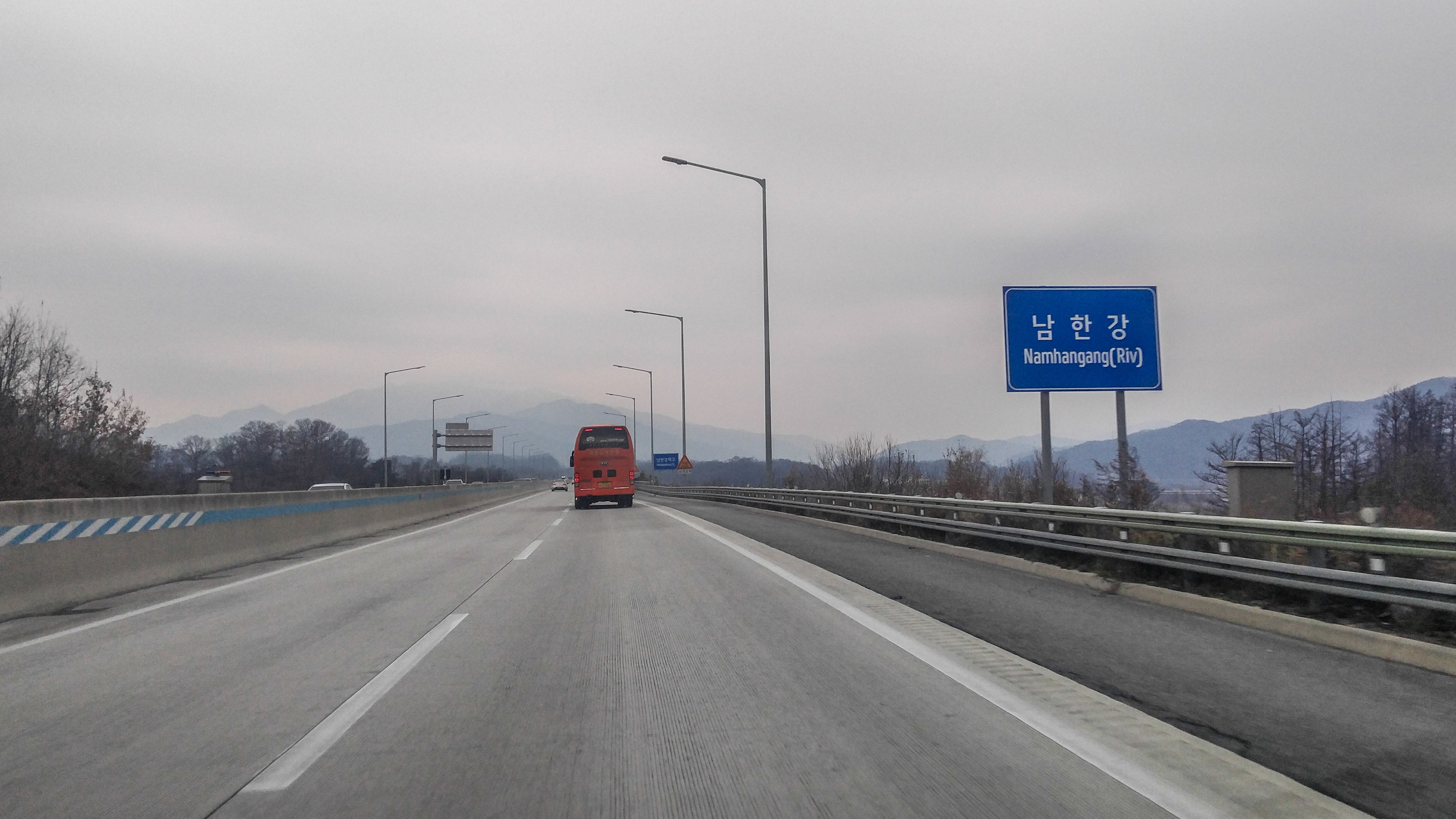
남한강대교 표지판 (평택 방면)
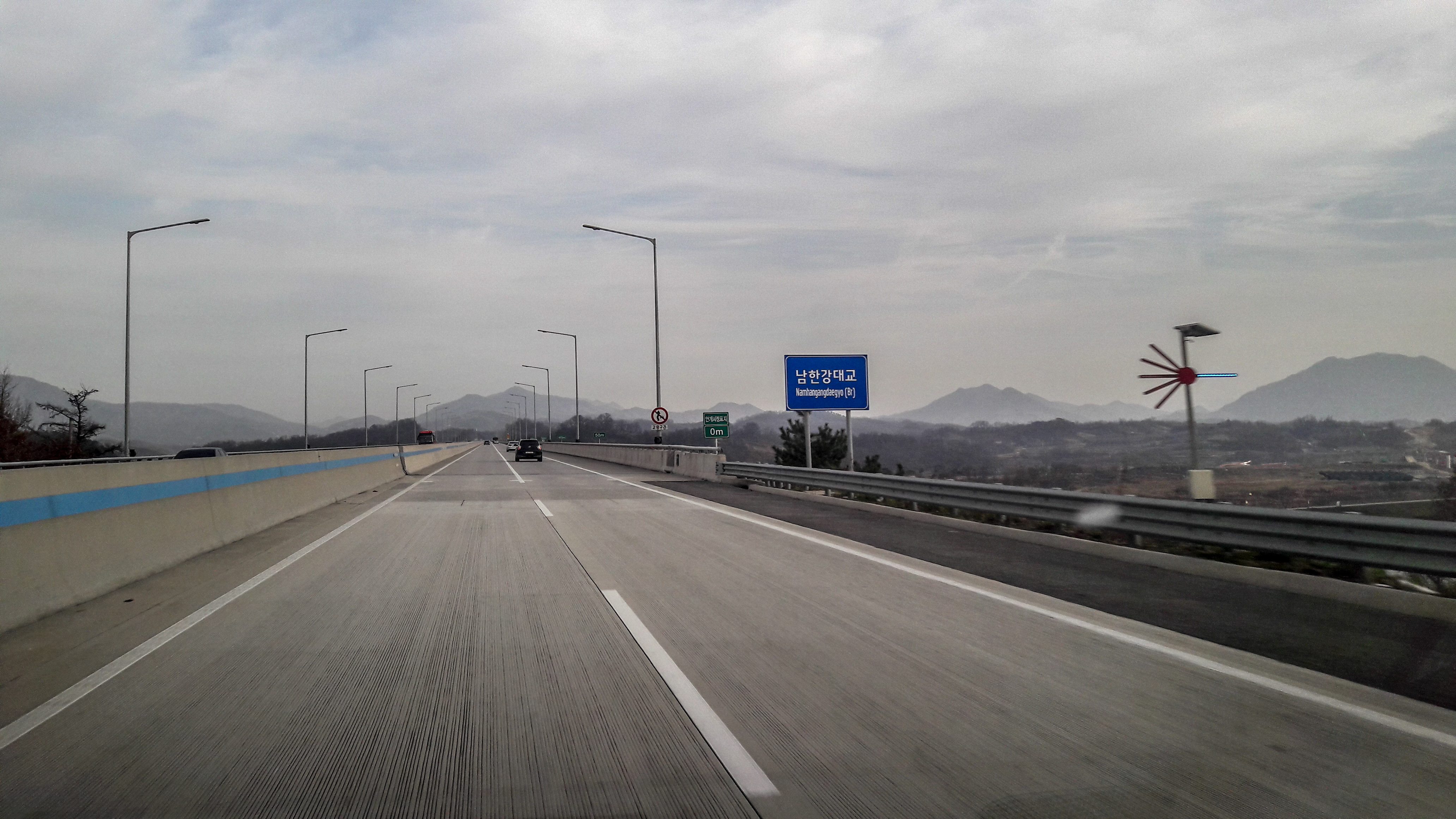
남한강대교 표지판 (제천 방면)
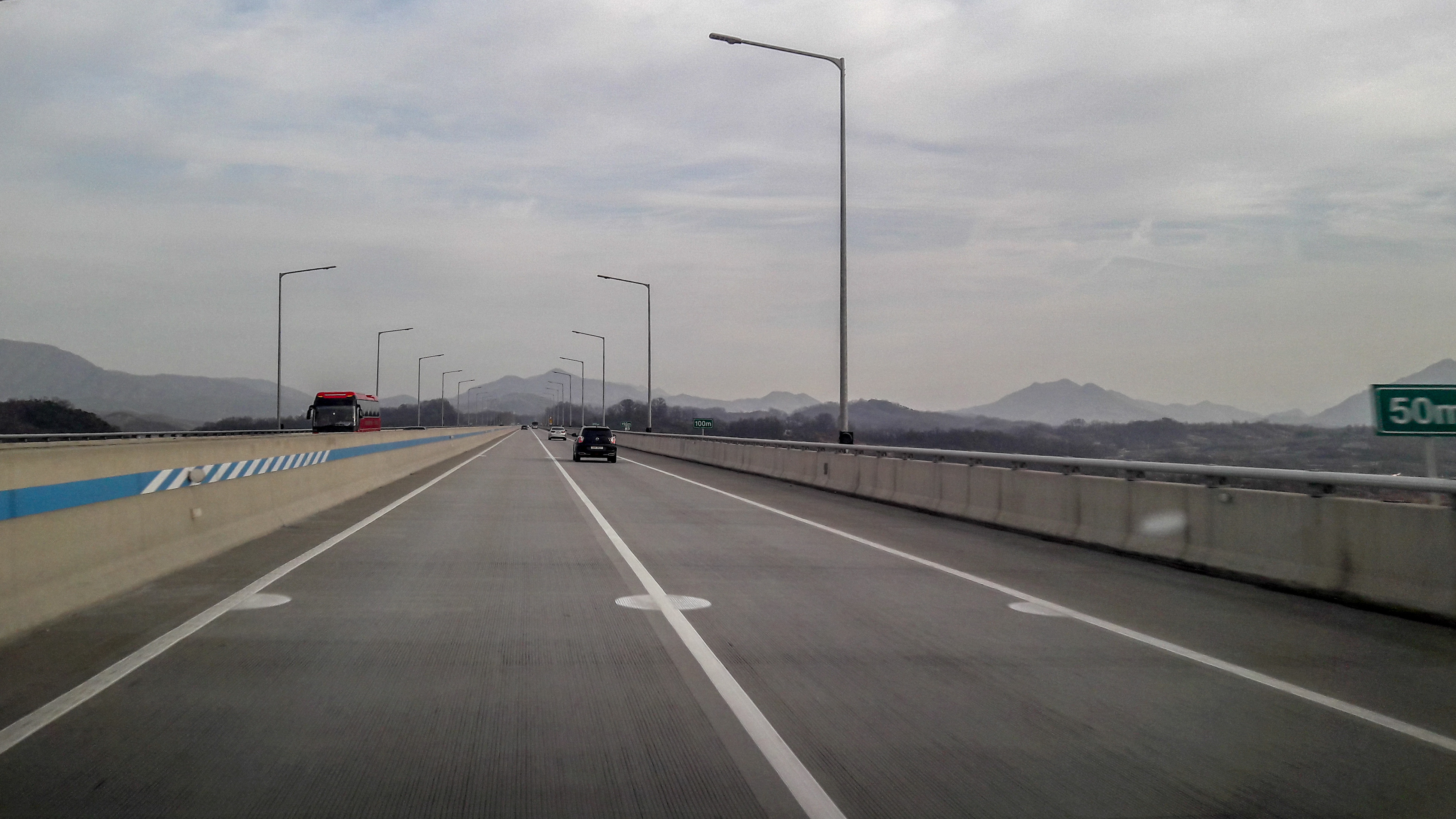
남한강대교 (제천 방면)